# Seznam českých spisovatelů
Seznam českých spisovatelů uvádí spisovatele, kteří působili na současném českém území, psali českým jazykem či se hlásili k české národnosti. Kritériem pro uvedení spisovatele v seznamu je jeho významnost podle hledisek Wikipedie.

## A

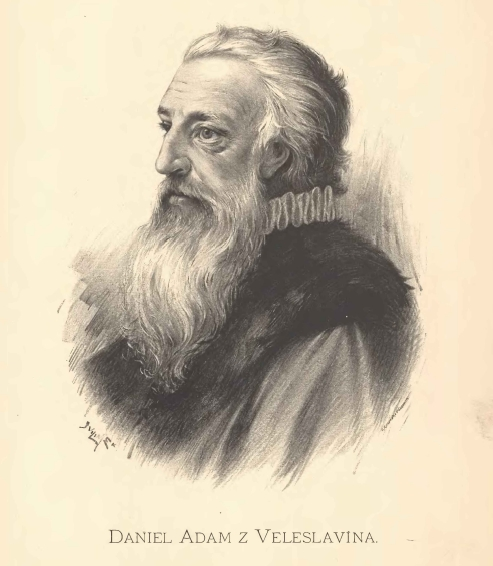
Daniel Adam z Veleslavína

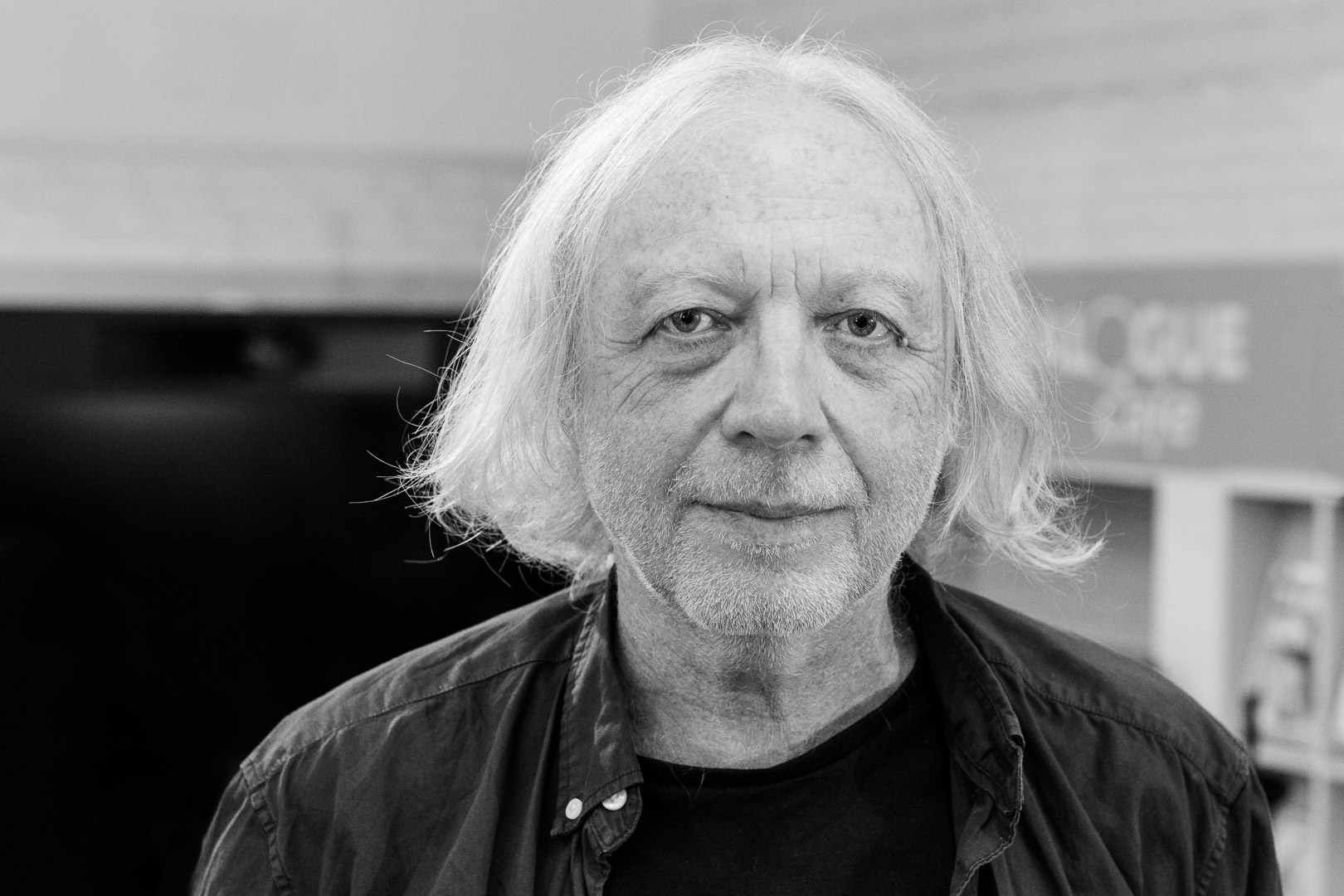
Michal Ajvaz

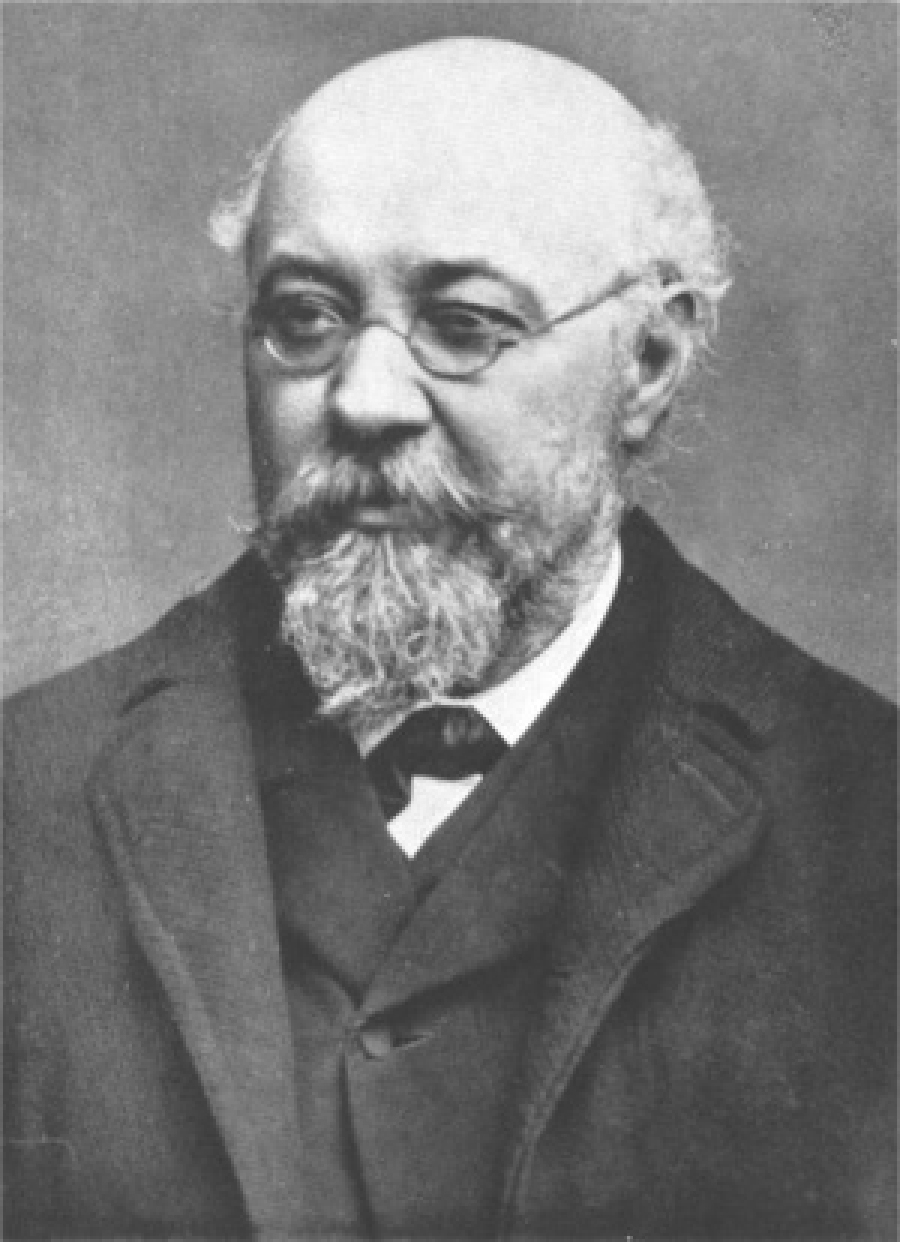
Jakub Arbes

- Karla Absolonová-Bufková (1855–1941), autorka knih pro mládež a sběratelka pověstí
- Daniel Adam z Veleslavína (1546–1599), historik a slovníkář, organizátor literárního dění a popularizátor vzdělanosti, knihtiskař, nakladatel a spisovatel
- Jan Adam (* 1946), literární kritik a editor, prozaik a novinář
- Bohumil Adámek (1848–1915), básník, dramatik a sběratel lidových tradic
- Karel Adámek (1840–1918), spisovatel, národopisec a mladočeský politik
- Karel Václav Adámek (1868–1944), spisovatel a kulturní historik
- Ivan Adamovič (* 1967), publicista, novinář, spisovatel a překladatel, zejména science-fiction
- Zdeněk Adla (1910–1990), spisovatel a novinář
- Friedrich Adler (1857–1938), pražský německy píšící básník a překladatel
- Alois Adlof (1861–1927), kazatel Svobodné reformované církve, teolog, redaktor, překladatel a spisovatel
- Věra Adlová (1919–1999), spisovatelka, překladatelka a novinářka
- Helena Aeschbacher-Sinecká (* 1945), básnířka a výtvarnice
- Michal Ajvaz (* 1949), básník, spisovatel a filozof
- Alarich (vlastním jménem Oldřich Hlaváč) (1895–1942), humorista
- Eduard Albert (1841–1900), popularizátor české poezie, básník a překladatel
- František Albert (1856–1923), spisovatel
- Helena Albertová (* 1941), dramatička a scénografka, manželka českého herce Pavla Landovského.
- Blanka Albrechtová (* 1951), básnířka
- Pavel Albieri [vlastním jménem Jan Mucek] (1861–1901), česko-americký spisovatel, básník a novinář
- Jan Alda [vlastním jménem Alexandr Hořejší] (1901–1970), lyrický básník, autor poezie pro děti a překladatel, bratr Jindřicha Hořejšího
- Julius Ambros (1855–1925), spisovatel
- Zdena Ančík [vlastním jménem Zdeněk Ančík] (1900–1972), novinář, spisovatel a básník
- Jaroslav Andrejs (1908–2002), spisovatel
- František Josef Andrlík (1852–1939), učitel, spisovatel knih pro mládež a překladatel.
- Hana Andronikova (1967–2011), prozaička
- Zuzana Antares (* 1962), spisovatelka a překladatelka píšící o okultních vědách
- Martina Dariana Antonínová (* 1978), spisovatelka sci-fi a fantasy
- Jan Antoš (1860–1899), úředník a spisovatel
- Svatava Antošová (* 1957), básnířka a novinářka
- Jakub Arbes (1840–1914), spisovatel a novinář
- Argonantus, pseudonym českého autora historické fikce, hororu a fantasy
- Kašpar Arzenius z Radbuzy (†1629), děkane Metropolitní kapituly v Praze
- Ludvík Aškenazy (1921–1986), novinář, básník, prozaik a dramatik, autor moderních pohádek
- Jan Augusta (1500–1572), autor teologických spisů a duchovních písní
- Josef Augusta (1903–1968), paleontolog, autor populárně vědeckých knih
- Augustin Olomoucký (1467–1513 Olomouc), humanista a spisovatel
- Otakar Auředníček (1868–1947), básník a překladatel
- Nonna Auská (1923–2013), lékařka] a spisovatelka, autorka vzpomínek a cestopisů.
- Stanislav Auský (1922–2010), voják, vojenský historik a spisovatel
- Abraham ben Azriel, uváděn též jako Abraham Chládek (13. století), česko-židovský judaistický učenec a spisovatel

## B

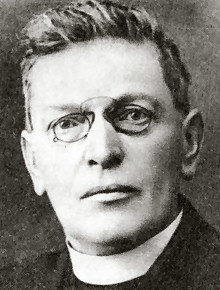
Jindřich Šimon Baar

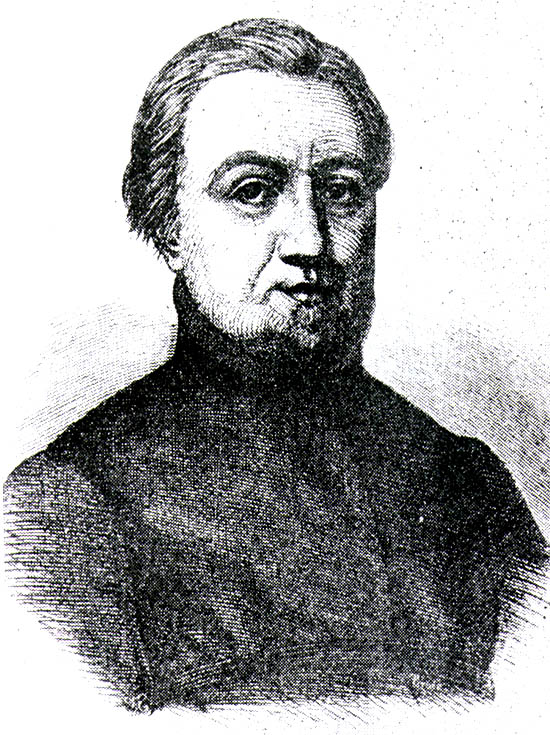
Bohuslav Balbín

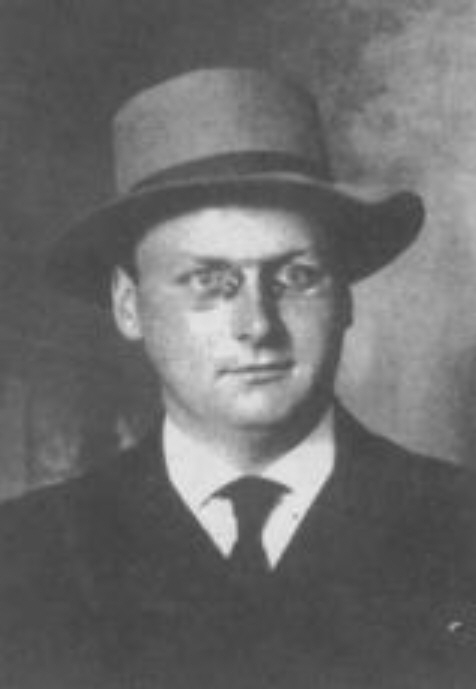
Eduard Bass

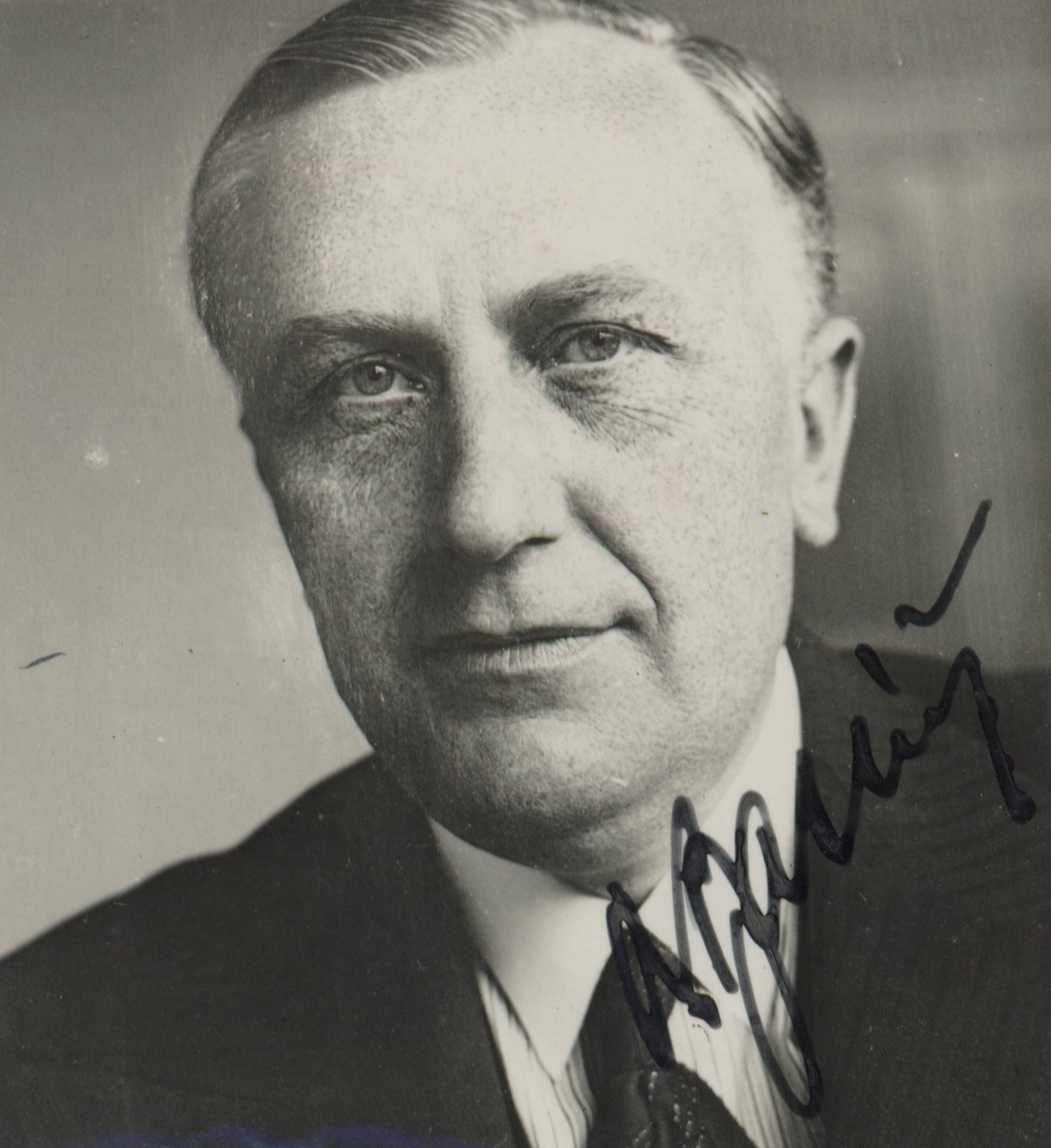
Otakar Batlička

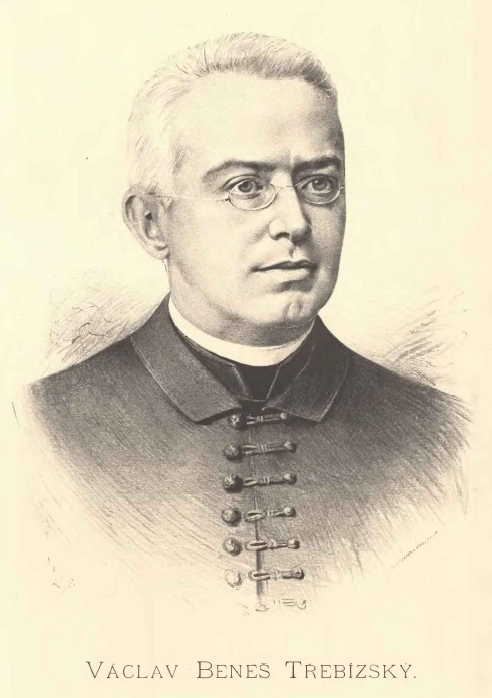
Václav Beneš Třebízský

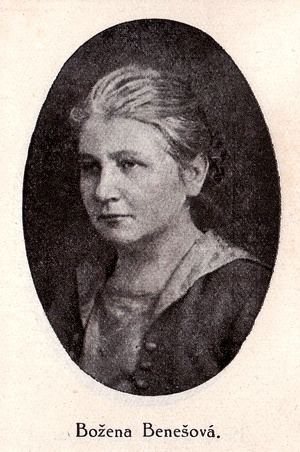
Božena Benešová

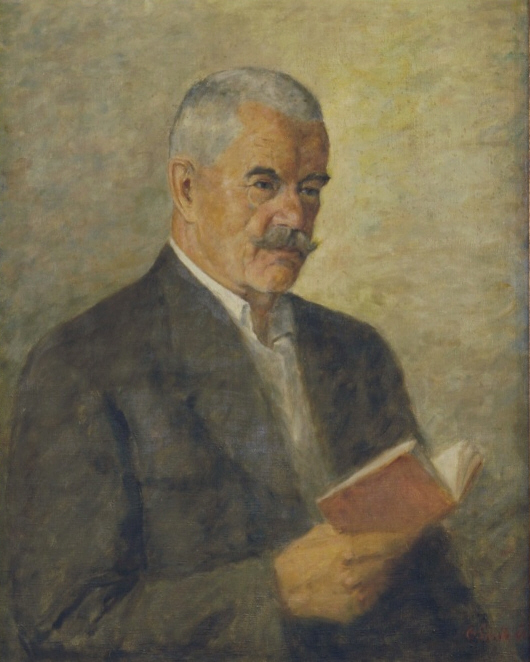
Petr Bezruč

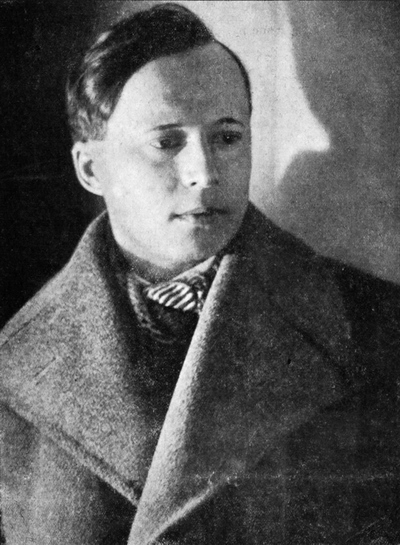
Konstantin Biebl

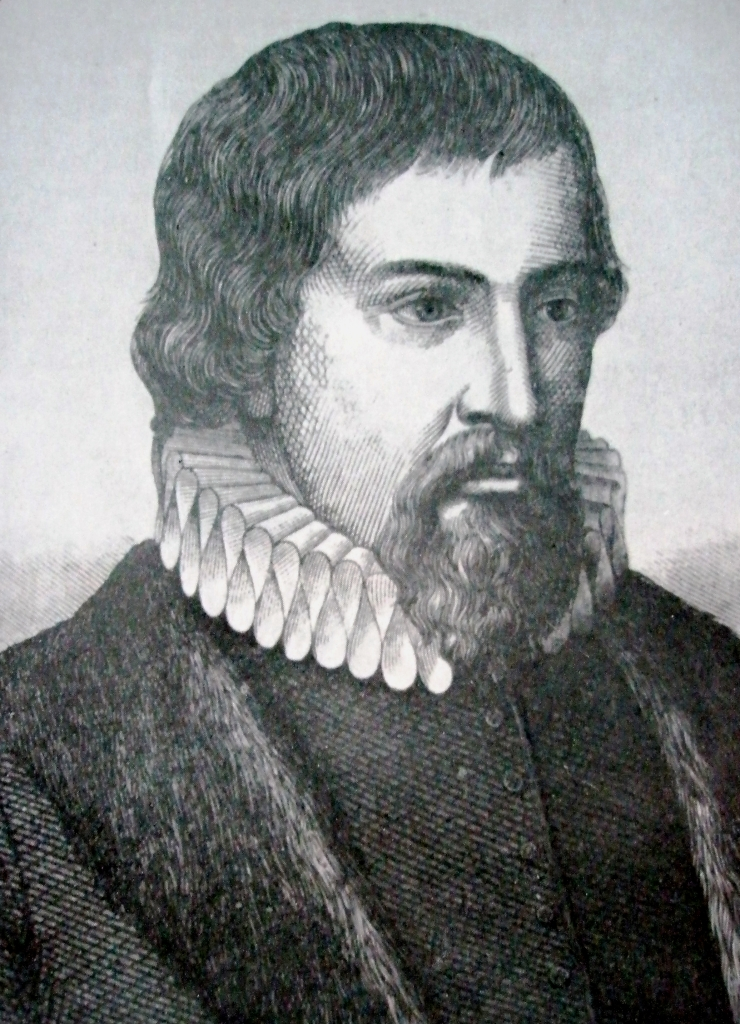
Jan Blahoslav

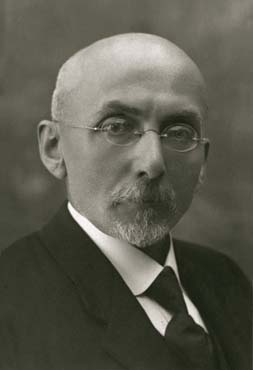
Otokar Březina

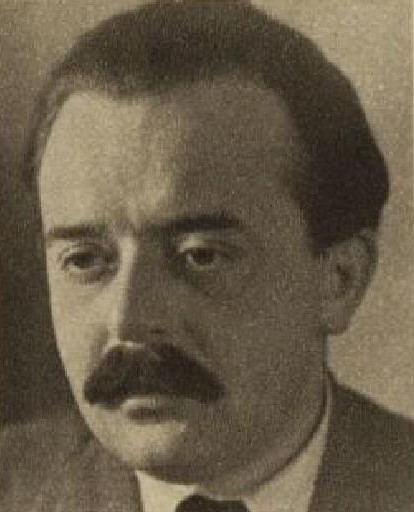
Emil František Burian

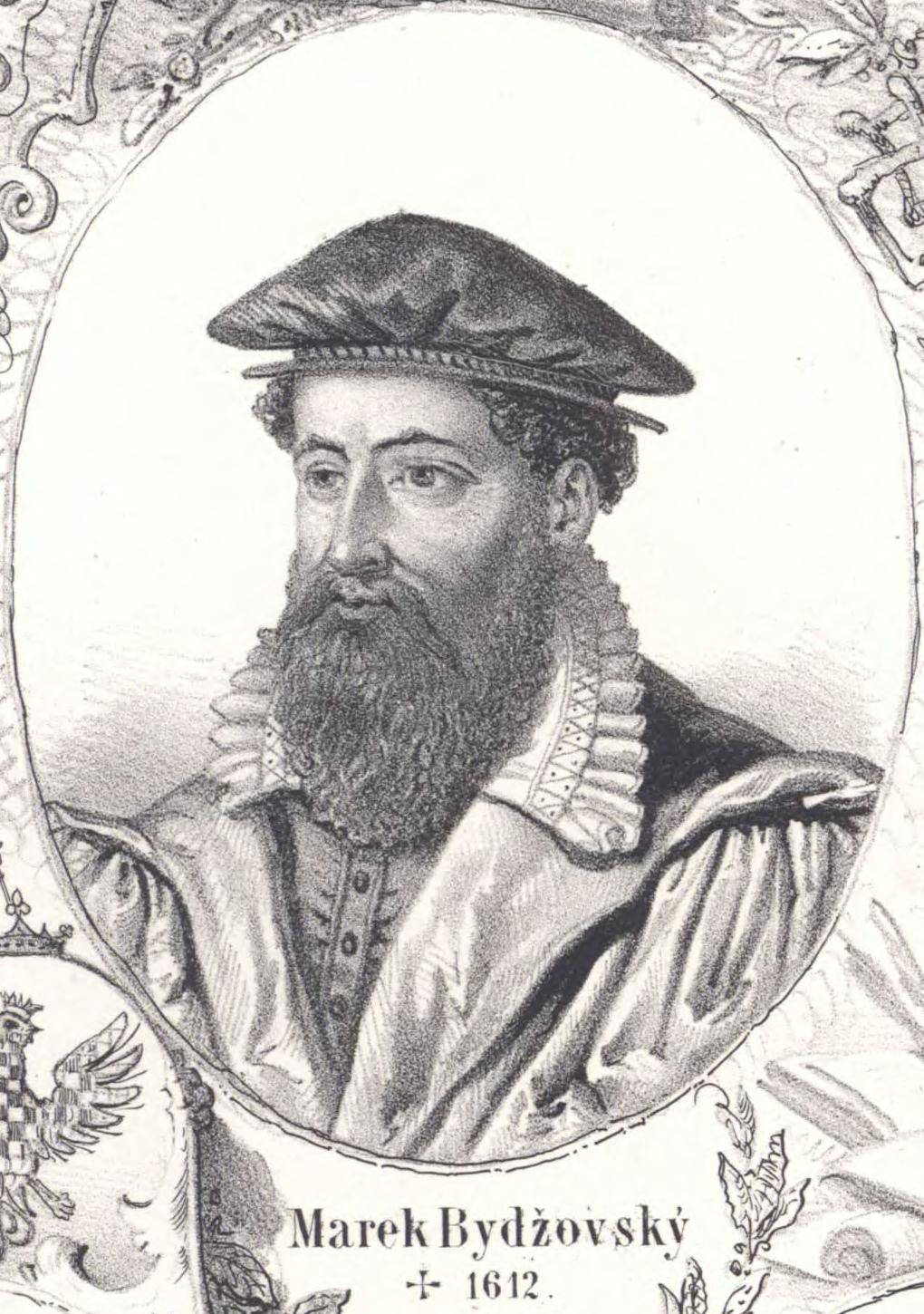
Marek Bydžovský z Florentina

- Jindřich Šimon Baar (1869–1925), katolický kněz a spisovatel, představitel realismu a tzv. venkovské prózy
- Hančí Baarová (1917–1947), autorka regionalisticky zabarvených milostných příběhů
- Karel Babánek (1872–1937), básník, spisovatel a dramatik
- Vladimír Babula (1919–1966), redaktor, spisovatel, autor vědeckofantastických povídek a románů
- Josef Množislav Bačkora (1803–1876), učitel, spisovatel učebnic a knih pro děti a překladatel
- Štěpán Bačkora (1813–1887), učitel a spisovatel učebnic a knih pro děti
- František Bačkovský (1854–1908), knihkupec, nakladatel a spisovatel
- Alena Bahníková (* 1948), překladatelka z italštiny a autorka učebnice italštiny
- Antonín Bajaja (1942–2022), spisovatel
- Karel Bakeš (1888–1972), stavební inženýr, voják, vlastivědný pracovník, spisovatel a překladatel
- Jan Balabán (1961–2010), prozaik, výtvarný kritik, publicista a překladatel
- Milan Balabán (1929–2019), evangelický teolog a vysokoškolský pedagog
- Bohuš Balajka (1923–1994), literární historik, kritik a prozaik, otec Petra Balajky
- Petr Balajka (* 1958), bohemista, polonista, fotograf, redaktor a spisovatel, syn Bohuše Balajky a Anetty Balajkové
- Miloslav Baláš (1907–1983), spisovatel, historik a překladatel
- Bohuslav Balbín (latinsky Bohuslav Balbinus) (1621–1688), literát, historik, zeměpisec, pedagog, jezuita a obhájce českého jazyka
- Josef Barák (1833–1883), novinář, básník a spisovatel
- Olga Barényi (1905–1978), česky a po roce 1945 v exilu německy píšící spisovatelka.
- Jiří Barhoň (* 1955), katolický kněz plzeňské diecéze, autor povídek a fejetonů, humorista
- Jan Barner (1643–1708), kněz, jezuita, filolog, překladatel, kazatel a náboženský spisovatel.
- Ilja Bart (1910–1973), novinář a básník
- Heda Bartíková (* 1944), redaktorka, novinářka a spisovatelka
- Tomáš Bartoš ( ? ), autor specializující se na „military sci-fi“.
- Bartošek z Drahonic (asi 80. léta 14. století – asi 1443), kronikář
- Alena Bartošíková (* 1943), regionální spisovatelka z oblasti Moravského Slovácka
- Věra Bartošková (* 1946), básnířka a publicistka
- Milan Bárta (* 1970), středoškolský učitel, spisovatel
- Eduard Bass [vlastním jménem Eduard Schmidt] (1888–1946), spisovatel, novinář, zpěvák, fejetonista, herec, recitátor, konferenciér a textař
- František Xaver Bašík (1878–1963), autor rozsáhlých memoárů
- Alexandr Sommer Batěk (1874–1944), středoškolský učitel chemie, redaktor a spisovatel sci-fi
- Otakar Batlička (1895–1942), radioamatér, světoběžník, spisovatel a bojovník proti nacismu
- Libuše Baudyšová (1877–1954), spisovatelka, dramatička a překladatelka
- Jan Bauer (* 1945), novinář a spisovatel, píše o historii a záhadách
- Jiří Baum (1900–1944), zoolog, cestoval a spisovatel
- Bohumil Bauše (1845–1924), učitel, přírodovědec, spisovatel
- Jan František Beckovský (1658–1725), spisovatel, historik, překladatel a kněz
- Jiří Bečka (1915–2004), orientalista, spisovatel, a překladatel
- František Bednář (1884–1963), evangelický teolog, profesor, historik, spisovatel, překladatel, publicista a redaktor
- Kamil Bednář (1912–1972), básník a překladatel
- Emilie Bednářová (1907–1998), spisovatelka, dramatička a překladatelka, manželka básníka Kamila Bednáře
- Jana Bednářová (* 1957), spisovatelka a básnířka
- Otta Bednářová (1927–2023), novinářka, spisovatelka, scenáristka, disidentka, a spoluzakladatelka VONS
- Bedřich z Donína (1574–1634), šlechtic, cestovatel a spisovatel
- Alois Beer (1833–1897), písmák a naivní malíř
- Bohuš Beneš (1901–1977), diplomat, novinář, spisovatel a vysokoškolský pedagog
- František Běhounek (1898–1973), fyzik a spisovatel, autor zejména literatury pro mládež a science fiction.
- Miroslav Bechyně (* 1931), vědec v oboru zemědělství, autor dobrodružné knihy pro mládež
- Václav Bělohlávek (1870–1967), římskokatolický kněz, básník a překladatel
- Václav Bělohradský (* 1944), filozof a sociolog
- Vojtěch Bělohrobský [vlastním jménem Vojtěch Vejskrab] (1838–1869), učitel a básník
- Bianca Bellová (* 1970), spisovatelka, překladatelka a tlumočnice z angličtiny
- Josef Bendel (1848–1915), pedagog, spisovatel a politik německé národnosti
- Václav Čeněk Bendl-Stránický (1832–1870), spisovatel, básník, překladatel a katolický kněz
- Jan Beneš (1936–2007), spisovatel, publicista a scenárista
- Karel Josef Beneš (1896–1969), spisovatel a scenárista
- Bedřich Beneš Buchlovan [vlastním jménem Bedřich Beneš] (1885–1953), učitel, spisovatel a překladatel
- Václav Beneš Šumavský (1850–1934), novinář, spisovatel a překladatel
- Václav Beneš Třebízský (1849–1884), spisovatel a katolický kněz
- Božena Benešová (1873–1936), spisovatelka
- Alexandr Berndorf (1882–1968), spisovatel, publicista a historik
- Jan Tomáš Vojtěch Berghauer (1674–1760), římskokatolický kněz, spisovatel a historik
- Zdenka Bergrová (1923–2008), básnířka a překladatelka ruské literatury
- Alexandra Berková (1949–2008), prozaička, scenáristka a publicistka
- Jiří Berkovec (1922–2008), učitel, hudební skladatel, publicista a spisovatel
- Alena Bernášková (provdaná Alena Alexová) (1920–2007), spisovatelka, novinářka a komunistická politička
- Alexandr Jan Josef Berndorf (1889–1968), spisovatel, dramatik a regionální historik
- Jan Berwid-Buquoy (vlastním jménem Jan Kopecký) (* 1946), český a německý politolog a historik.
- Miroslava Besserová (1946–2017), scenáristka, publicistka a spisovatelka
- Eva Bešťáková (1932–2021), překladatelka, středoškolská profesorka, redaktorka a spisovatelka
- Zdeňka Bezděková (1907–1999), spisovatelka, filoložka a překladatelka
- Petr Bezruč [vlastním jménem Vladimír Vašek] (1867–1958), spisovatel a básník
- Miloš Bič (1910–2004), teolog, starozákonní biblista, vysokoškolský pedagog, spisovatel a redaktor
- Konstantin Biebl (1898–1951), básník
- Marie Bieblová (1909–1997), básnířka, překladatelka, manželka Konstantina Biebla
- Carola Biedermannová (1947–2008), právnička, spisovatelka a feministka
- Magda Bílá [vlastním jménem Vlasta Vainová] (1879–1958), spisovatelka, básnířka a malířka
- Jaroslav Bílý (1917–1989), překladatel dramaturg a prozaik.
- Popelka Biliánová [vlastním jménem Marie Popelková] (1862–1941), autorka řady sentimentálních próz, osvětová pracovnice v ženském hnutí.
- Bohumír Josef Hynek Bilovský (1659–1725), český literát, básník, a homiletik.
- Ivan Binar (* 1942), spisovatel a překladatel
- Karel Biňovec (1924–1991), disident, spisovatel a žurnalista
- Vilém Bitnar (1874–1948), literární a kulturní historik, spisovatel a publicista katolické orientace
- Jiří Bittner (1846–1903), herec, překladatel, autor humoresek a memoárové literatury
- Inocenc Arnošt Bláha (1879–1960), sociolog, filozof, pedagog, spisovatel básník
- Jan Blahoslav (1523–1571), spisovatel a biskup Jednoty bratrské
- Milan Blahynka (* 1933), literární historik a kritik
- Blanka Blanická [vlastním jménem Anastázie Martinová-Pihrtová] (asi 1900–1946), autorka dětské a dívčí literatury, zejména pohádek a bajek
- Ivan Blatný (1919–1990), básník, člen Skupiny 42, syn Lva Blatného
- Lev Blatný (1894–1930), básník, dramatik, prozaik, divadelní kritik a dramaturg, otec Ivana Blatného
- Bohuslav Blažek (1942–2004), sociální ekolog, spisovatel a dramaturg
- Josef Blažek Pavlovický (1871–1940), kněz, spisovatel a překladatel
- Karel Blažek (* 1948), redaktor, spisovatel a nakladatel
- Vratislav Blažek (1925–1973), dramatik a filmový scenárista
- Přemysl Blažíček (1932–2002), literární historik a kritik
- Milada Blekastad (rozená Milada Topičová) (1917–2003), bohemistka, komenioložka, překladatelka a literární historička
- Vladimír Blucha (1931–2020), historik, autor prací o historii Krnova
- Evžen Boček (* 1966), kastelán a spisovatel
- Jaroslav Boček (1932–2003), redaktor, spisovatel, scenárista, dramaturg a publicista
- Pavel Bojar (1919–1999), prozaik, básník, překladatel z ruštiny, publicista
- Egon Bondy [vlastním jménem Zbyněk Fišer] (1930–2007), básník, prozaik a filozof
- Nina Bonhardová [vlastním jménem Anna Urbánková] (1907–1981), spisovatelka, novinářka a publicistka.
- Hanuš Bonn (známý též pod pseudonymem Josef Kohout) (1913–1941), básník, literární kritik a překladatel poezie primitivních národů
- Václav Pavel Borovička (1920–2004), spisovatel a televizní scenárista
- Ilona Borská (1928–2007), spisovatelka, novinářka, manželka básníka Iva Štuky
- Adam Borzič (* 1979), básník, překladatel, šéfredaktor
- Hana Bořkovcová (1927–2009), spisovatelka, známá zejména svou tvorbou pro děti
- Pavel Bošek (1932–1980), herec, dramatik, publicista, divadelní organizátor a spisovatel
- František Xaver Boštík (1883–1964), římskokatolický kněz, básník, spisovatel a fotograf
- Tereza Boučková (* 1957), spisovatelka, scenáristka a publicistka
- Jakub Bouda (* 1973), spisovatel a fejetonista
- Jiří Boudník (* 1970), architekt a spisovatel
- Karel Boušek(1922–2003), politický pracovník, básník a překladatel
- Bohumil Bouška (1864–1935), spisovatel, dramatik, pedagog
- Sigismund Bouška (1867–1942), římskokatolický duchovní, břevnovský benediktin, spisovatel a básník
- Jan Josef Božan (1644–1716), římskokatolický kněz, básník a pořadatel kancionálu
- Zuzana Brabcová (* 1959), spisovatelka, dcera Jiřího Brabce
- Jiří Brabec (* 1929), literární kritik a historik
- František Brábek (1848–1926), vysokoškolský pedagog a překladatel
- Jiří Brabenec (1911–1983), motocyklový závodník, spisovatel a novinář
- Antonín Hugo Bradáč (1911–1974), římskokatolický kněz, básník a spisovatel
- Karel Bradáč (1918–1973), komunistický satirik
- Bohuslava Bradbrooková (1922–2019), česko-anglická spisovatelka a literární historička, sestra Jaroslava Nečase
- Adolf Branald (1910–2008), prozaik a dramatik
- František Branislav [vlastním jménem František Blecha] (1900–1968), básník
- František Tomáš Bratránek (1815–1884), člen augustiniánského řádu, literární vědec a německy píšící spisovatel
- Josef Braun (1864–1891), učitel a spisovatel
- Petra Braunová (* 1967 Praha), spisovatelka
- Jiří Brdečka (1917–1982), novinář, publicista, spisovatel, scenárista, výtvarník, kreslíř, ilustrátor a filmový režisér
- Tereza Brdečková (* 1957),spisovatelka, scenáristka, a filmová publicistka
- Arthur Breisky (1885–1910), prozaik, představitel symbolistické dekadence
- Alfons Breska (1873–1946), básník
- Bedřich Bridel (1619–1680), barokní spisovatel, básník, jezuitský misionář
- Alois Bohdan Brixius [po přestupu k islámu Hadži Mohamed Abdalláh Brikcius] (1903–1959), cestovatel, orientalista, novinář a autor cestopisných knih
- Josef Mikuláš Boleslavský (1829–1892), tiskař, knihkupec, nakladatel, dramatik a překladatel
- Max Brod (1884–1968), pražský německo-český spisovatel
- Bohuslav Brouk (1912–1978), spisovatel, publicista, estetik, biolog a psychoanalytik
- Libor Brom (1923–2006), pedagog a spisovatel
- Antonín Brousek (* 1941), básník
- Ivan Brož (1938–2012), komunistický diplomat, překladatel, publicista a spisovatel literatury faktu
- Luděk Brož (1922–2003), evangelický teolog, publicista, novinář, editor, překladatel a profesor
- Josef Brukner (* 1932), autor dětské poezie
- Otakar Brůna (1928–2012), redaktor, publicista, dramaturg a spisovatel
- Karel Brušák (1913–2004), spisovatel, novinář, překladatel a literární vědec
- Pavel Brycz (* 1968), prozaik
- Jiří Březina (* 1980), spisovatel, překladatel a copywriter
- Otokar Březina [vlastním jménem Václav Jebavý] (1868–1929), básník
- Ivona Březinová (* 1964), spisovatelka knih pro děti
- Bohuslav Březovský (1912–1976), prozaik a dramatik
- Pavlína Brzáková (* 1972), publicistka a etnoložka
- Ivona Březinová (* 1964), autorka knih pro děti
- František Bubák (1866–1925), botanik, učitel a spisovatel odborných publikací
- Stan Bubenič [vlastním jménem Stanislav Bubeníček] (1904–1979), fotograf, spisovatel a humorista
- Alžběta Bublanová (* 1984), spisovatelka
- Ivo T. Budil (* 1965), antropolog, vysokoškolský pedagog, spisovatel
- Vendelín Budil (1847–1928), herec, režisér, divadelní ředitel, pedagog, historik a spisovatel
- Václav Budovec z Budova (1551–1621, politik, diplomat a spisovatel
- Jan Buchar (1895–1988), učitel, lidový vypravěč a spisovatel poudaček
- Stanislav Burachovič (1950–2022), český historik a publicista v oblasti kulturních dějin Karlovarského kraje
- Miloslav Bureš (1909–1968), básník, prozaik a redaktor, autor literatury pro děti.
- Emil František Burian (1904–1959), básník, publicista, zpěvák, herec, hudebník, hudební skladatel, dramaturg, dramatik a režisér
- Jan Burian (* 1952), básník, písničkář a prozaik, syn E. F. Buriana
- Karel Vladimír Burian (1923–2000), spisovatel, hudební skladatel a sbormistr
- Miroslav Burian (1902–1980), pedagog, archivář, muzejní pracovník a spisovatel
- Vlasta Burian (1891–1962), herec, režisér, zpěvák a spisovatel
- Michaela Burdová (* 1989), spisovatelka fantasy
- Marek Bydžovský z Florentina (1540–1612), historik, kronikář, univerzitní profesor
- Otakar Bystřina (1861–1931), prozaik píšící humoristické povídky z Hané a ze Slovácka

## C

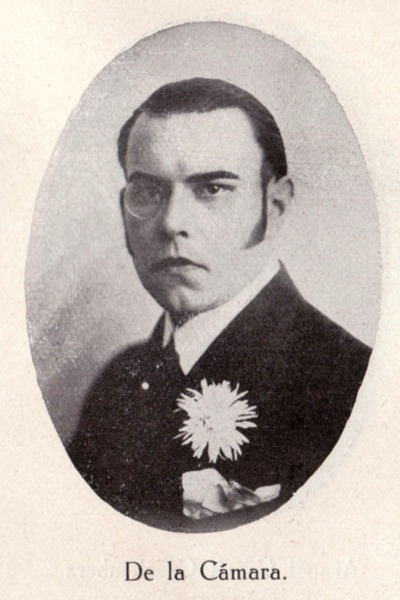
Felix Achille de la Cámara

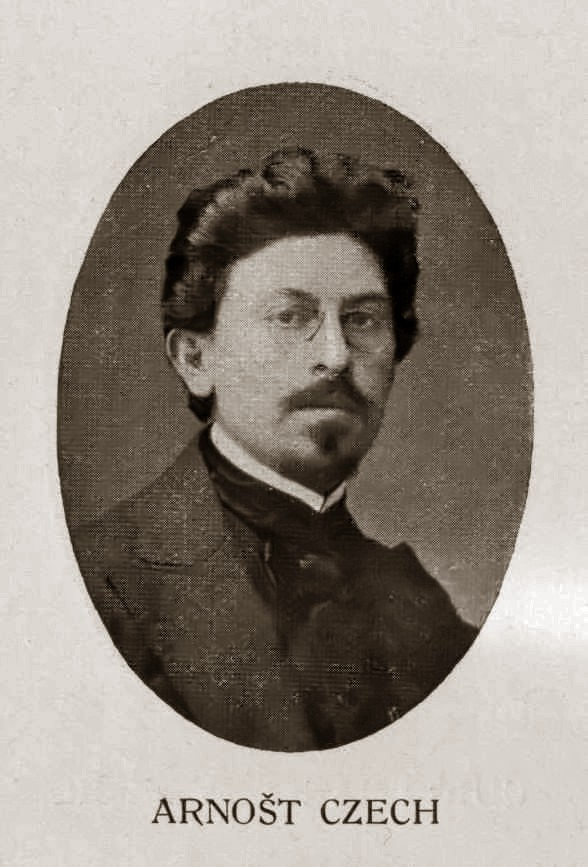
Arnošt Czech z Czechenherzu

- Arnošt Caha (1891–1935), kulturní historik a autor sci-fi knih pro mládež
- Vojtěch Cach (1914–1980), prozaik a dramatik
- František Cajthaml (1868–1936), spisovatel a dělnický aktivista
- Marie Calma [vlastním jménem Marie Veselá] (1881–1966),spisovatelka, překladatelka a sopranistka
- Felix Achille de la Cámara [původním jménem Felix Emil Josef Karel Cammra] (1897–1945), spisovatel, publicista, scenárista a překladatel
- Jan Campanus Vodňanský (1572–1622), spisovatel a rektor pražské univerzity
- Edvard Cenek (1904–1971), prozaik a dramatik
- Václav Cibula (1925–2009), spisovatel a překladatel z francouzštiny a španělštiny
- Božena Cibulková (1914–1995), křesťanská mystička, autorka duchovních textů
- Roman Cílek (* 1937), spisovatel literatury faktu a kriminálních příběhů
- Václav Cílek (* 1955), geolog, klimatolog, spisovatel, esejista, filozof a překladatel
- Jan Cimický (* 1948), psychiatr, prozaik, básník, překladatel, dramaturg a scenárista
- Tomáš Cimrhanzl (1840–1899), středoškolský učitel a spisovatel, autor učebnic a naučné literatury
- Petr Cincibuch (* 1943), básník
- Milan Codr (1925–1996), autor knih faktů o kosmonautice
- Matouš Collinus z Chotěřiny (1516–1566), učitel a spisovatel
- Oldřiška Ciprová (* 1979), spisovatelka a herečka
- Lenka Civade [rodným jménem Lenka Horňáková] (* 1971), spisovatelka, novinářka a malířka
- Václav Antonín Crha (1836–1905), novinář, redaktor, spisovatel, básník, překladatel a literární kritik
- David Crinitus z Hlavačova (1531–1586), prozaik a básník
- Ignác Cornova (1740–1822), jezuitský kněz, historik, básník a pedagog
- Georgius Crugerius (česky Jiří Kruger) (1608–1671), barokní historik, pedagog a jezuita
- Dušan Cvek (1926–2013), lékař a básník
- Anna Cydrichová (1903–1994), spisovatelka, autorka knih pro děti
- Stanislav Cyliak (1859–1939], básník a dramatik, povoláním učitel
- Jarmila Cysařová (1929–2013), televizní recenzentka, historička a spisovatelka
- Arnošt Czech z Czechenherzu (1878–1951), prozaik a básník

## Č

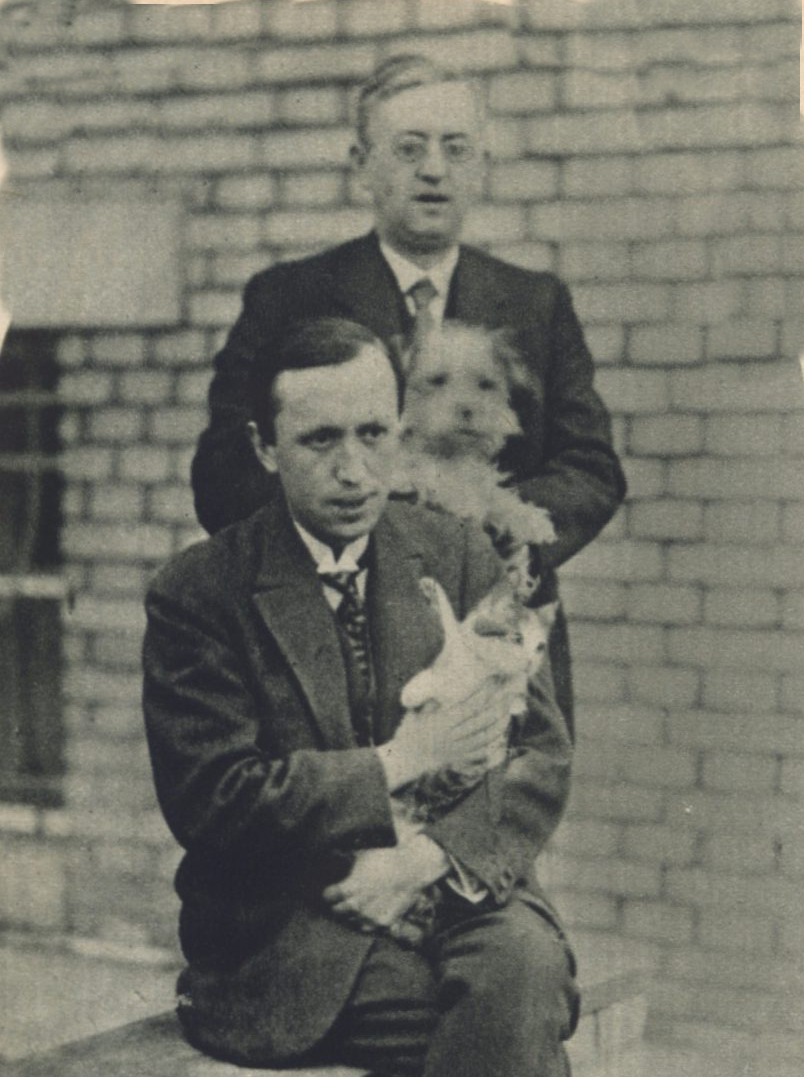
Josef Čapek a Karel Čapek

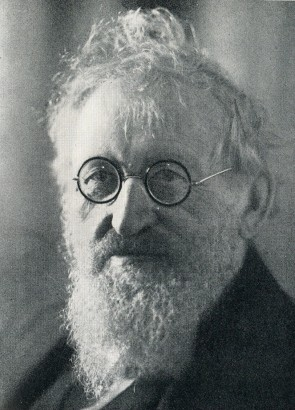
Karel Matěj Čapek-Chod

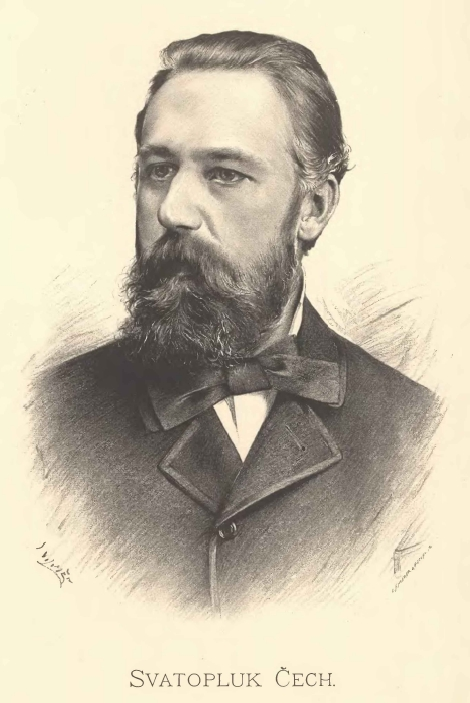
Svatopluk Čech

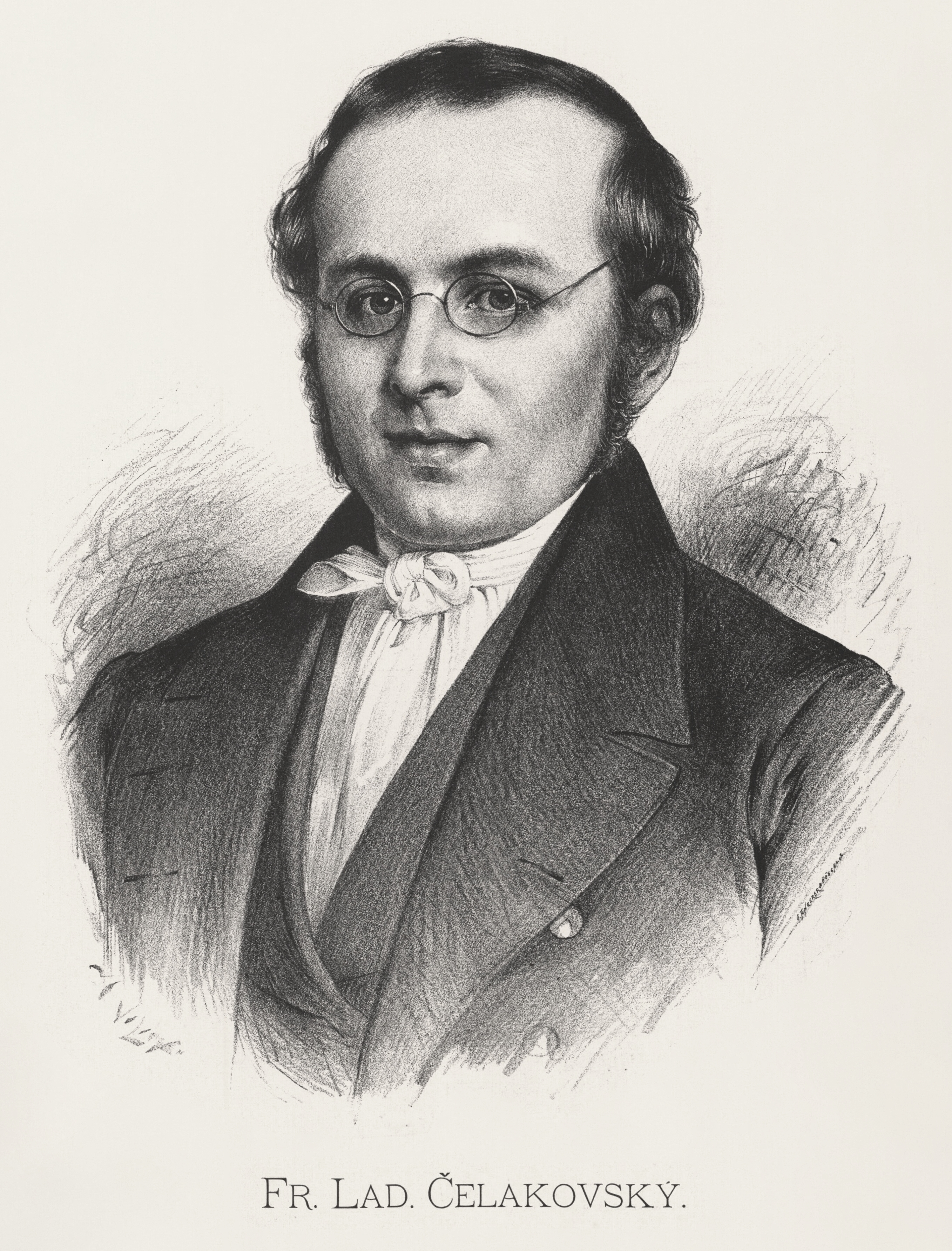
František Ladislav Čelakovský

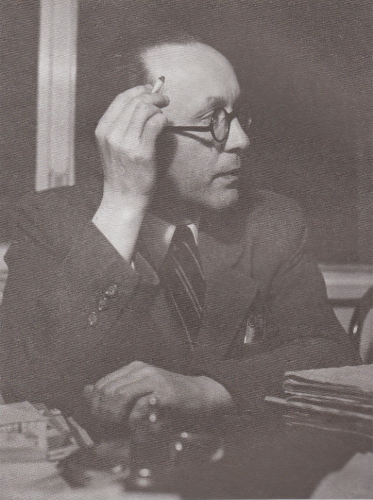
Václav Černý (literární vědec)

- Marie Čacká [vlastním jménem Františka Bohunka Pichlová] (1811–1882), spisovatelka a básnířka
- Michal Čagánek (* 1978), básník a prozaik
- Jan Čáka (1929–2018), spisovatel a výtvarník
- Jan Čapek (2. pol. 14. stol. – 1. pol. 15. stol.), český spisovatel a kněz, táborita
- Jan Blahoslav Čapek (1903–1982), spisovatel, komeniolog, myslitel, překladatel, literární historik a kritik
- Josef Čapek (1887–1945), malíř a spisovatel
- Karel Čapek (1890–1938), novinář, prozaik, dramatik, překladatel
- Karel Jan Čapek (1962–1997), básník
- Karel Matěj Čapek-Chod (1860–1927), prozaik, dramatik a novinář, představitel naturalismu
- Norbert Fabián Čapek (1870–1942), náboženský myslitel a spisovatel
- Otakar Čapek (1893–1967), spisovatel, osobnost české mystiky
- Helena Čapková (1886–1961), spisovatelka, autorka vzpomínkových knih o svých bratrech Karlovi a Josefovi
- Jan Čarek (1898–1966), novinář, básník, esejista, autor literatury pro děti a mládež.
- František Josef Čečetka (1871–1942), spisovatel historických námětů
- František Čečetka (1917–1982),prozaik a dramatik
- František Čech-Vyšata [vlastním jménem František Vyšata] (1881–1942), cestovatel a spisovatel
- František Ringo Čech [původním jménem František Čech] (* 1943), hudebník, zpěvák, herec, spisovatel a politik
- Pavel Čech (* 1968), malíř, spisovatel a autor komiksů
- Svatopluk Čech (1846–1908), básník, prozaik, novinář
- Blanka Čechová (* 1980), právnička a spisovatelka a právnička
- Růžena Čechová (1861–1921), prozaička a básnířka, autorka knih pro děti
- Rudolf Čechura (1931–2014), spisovatel dětské a detektivní literatury
- Jaroslav Čejka (* 1943), básník, prozaik, dramatik a žurnalista
- František Ladislav Čelakovský (1799–1852), básník národního obrození, kritik a překladatel
- Jan Karel Čemus (1895–1969), autor knih pro mládež
- Richard Václav Čemus (* 1954), katolický kněz a publicista
- Ferdinand Antonín Čenský (1829–1887), voják, profesor, překladatel, spisovatel a novinář
- Jan Čep (1902–1974), katolický spisovatel, esejista, redaktor Svobodné Evropy
- Miloň Čepelka (* 1936), básník, prozaik, textař a herec
- Vladimíra Čerepková (1946–2013), básnířka
- Bohuslav Čermák (1846–1899), knihovník, básník, spisovatel a literární historik
- Jakub Čermák (* 1986), básník a písničkář
- Jan Čermák (* 1962), lingvista, medievalista a překladatel, syn Josefa Čermáka
- Josef Čermák (1928–2020), literární historik, editor a překladatel
- Josef Rudolf Čeněk Čermák (* 1924), významný představitel československého exilu, právník, básník, publicista a historik
- Kliment Čermák (1852–1917), učitel, amatérský historik, archeolog, numismatik, muzejník, spisovatel a popularizátor poznatků v oblasti historických věd
- Arnošt Černík [Ajšek] (1926–1970), horolezec, cestovatel, publicista, spisovatel a překladatel
- Michal Černík (* 1943), básník,
- Alan Černohous (* 1967), básník, spisovatel, písničkář a překladatel ruské filozofie a pravoslavné teologické literatury
- Josef Černoch (1873–1953), prozaik, dramatik a publicista
- Eva Černošová (* 1982), prozaička a básnířka
- Veronika Černucká (* 1979), spisovatelka detektivních románů.
- Adolf Černý (1864–1952), básník, slavista, etnograf, publicista a překladatel
- Jan M. Černý [plným jménem Jan Matouš Černý] (1839–1893), spisovatel, novinář a politik
- Jindřich Černý (1905–1960), básník, prozaik, autor pohádek a loutkových her a překladatel
- Miroslav Černý (* 1977), vysokoškolský pedagog, jazykovědec a spisovatel
- Oldřich Černý (1946–2012), překladatel a autor knih pro nejmenší čtenáře
- Rudolf Černý (1905–1979), spisovatel, překladatel a publicista.
- Rudolf Černý (1920–1982), dělník, havíř a spisovatel
- Václav Černý (1863–1894), herec, básník a překladatel.
- Václav Černý (1905–1987), literární vědec
- Jiří Červený (1887–1962), kabaretiér, humorista, spisovatel a hudební skladatel
- Jan Červenka (1861–1908), prozaik, dramatik, básník a překladatel
- Miroslav Červenka (1932–2005), básník, překladatel a literární vědec
- Václav Vojtěch Červenka z Věžnova (1636–1694), římskokatolický duchovní, spisovatel a historik
- Jana Červenková (* 1939), spisovatelka
- Thea Červenková (1878–1957/1961), filmová režisérka, scenáristka, žurnalistka a spisovatelka
- Adolf Červinka (1875–1936), básník, prozaik, dramatik a překladatel
- Karel Červinka (1872–1949), básník a prozaik
- Otakar Červinka (1846–1915), básník ruchovské generace
- Blanka Červinková (1942–2002), muzikoložka a publicistka
- Marie Červinková-Riegrová (1854–1895), spisovatelka
- Aleš Česal (* 1976), spisovatel, píše o historii a záhadách
- Jan Češka († 1551), renesanční spisovatel
- Jiří Čihař (1930–2009), přírodovědec, zoolog, spisovatel, fotograf a překladatel
- Lumír Čivrný (1915–2001), básník, prozaik, překladatel a komunistický politik
- Václav Čtvrtek (vlastním jménem Václav Cafourek) (1911–1976), autor povídek, románů a her pro děti a mládež

## D

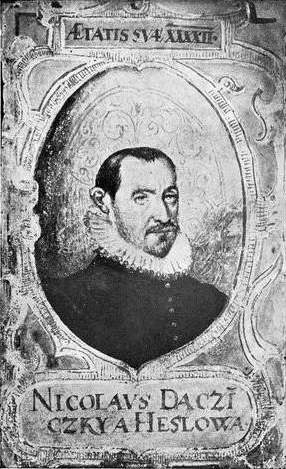
Mikuláš Dačický z Heslova

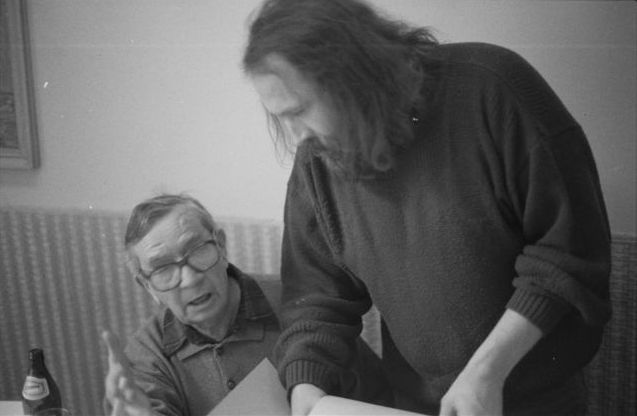
Ivan Diviš (vlevo) s Ivanem Wernischem

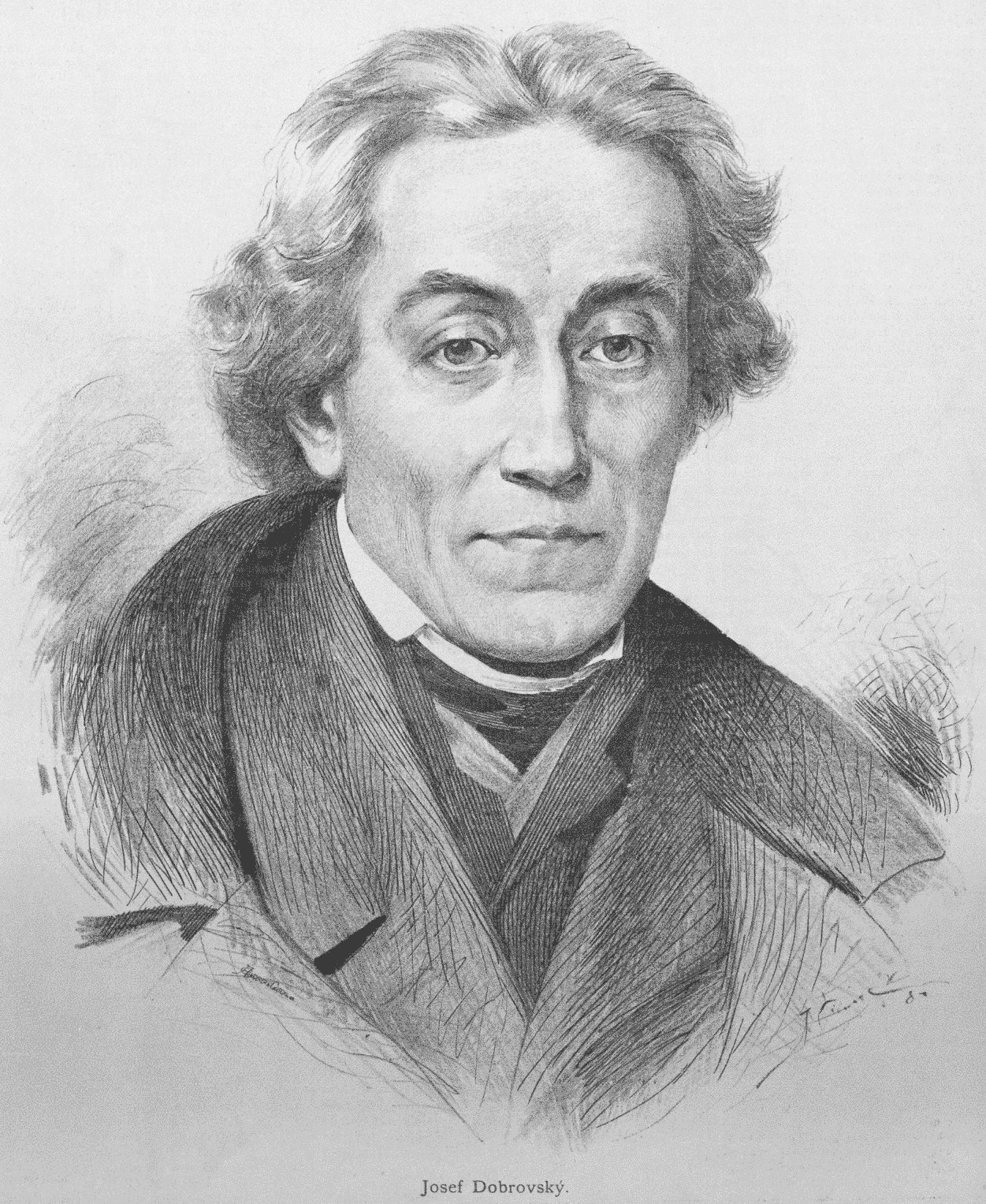
Josef Dobrovský

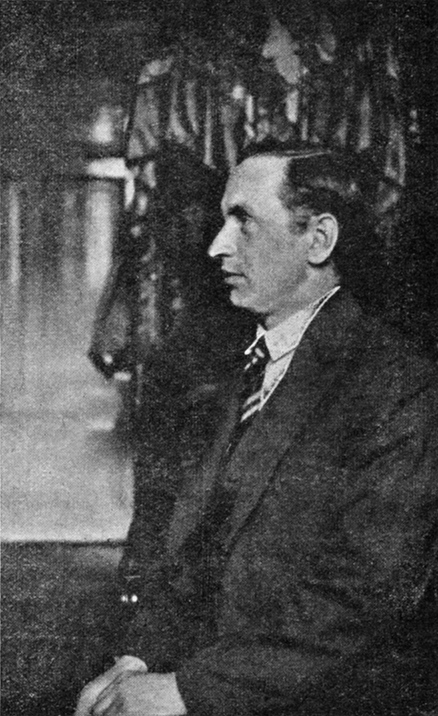
Jaroslav Durych

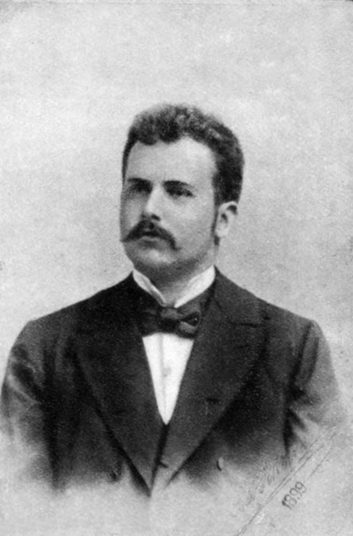
Viktor Dyk

- Reginald Dacík [vlastním jménem Vincenc Dacík] (1907–1988), dominikán a katolický teolog
- Mikuláš Dačický z Heslova (1555–1626), spisovatel
- Jiří Daehne (1937–1999), český pedagog a básník, autor fantastických povídek
- Adolf Daněk (1869–1950), autor prací z oboru folkloristiky
- Oldřich Daněk (1927–2000), dramatik, spisovatel, režisér a scenárista
- Jiří David ze Zdic (1647–1713), katolický kněz, misionář, spisovatel a filozof
- Petr David (* 1949), sportovní novinář a spisovatel
- Marta Davouze [dříve Marta Železná] (* 1945), publicistka a spisovatelka
- René Decastelo (* 1973), spisovatel a redaktor (publikuje též pod pseudonymem Božena Svárovská)
- Marcel Deli (* 1971), spisovatel a humorista
- Peter Demetz (* 1922), pražský německý literární vědec, kritik a publicista
- Jakub Deml (1878–1961), kněz, básník, spisovatel
- Petr Den [vlastním jménem Ladislav Radimský] (1898–1970), právník, diplomat, esejista a publicista
- Radka Denemarková (* 1968), prozaička, scenáristka a překladatelka
- Melita Denková (* 1951), spisovatelka, scenáristka, režisérka, překladatelka a redaktorka
- Dominika Dery (* 1975), básnířka, prozaička
- Ema Destinnová [vlastním jménem Emilie Paulina Jindřiška Kittlová] (1878–1930), operní pěvkyně a spisovatelka
- Ivanka Devátá (* 1935), herečka a spisovatelka
- Rudolf Deyl starší (1876–1972), herec, dramatik, autor memoárových knih
- Václav Deyl (1905–1982), spisovatel knih pro děti a mládež, publicista, voják z povolání
- Jaroslav Dietl (1929–1985), scenárista, dramatik
- Břetislav Ditrych (* 1942), spisovatel, básník, autor literatury faktu a publicista
- Ivan Diviš (1924–1999), básník a esejista
- František Dlouhán [vlastním jménem František Bulánek] (1906–1979), prozaik, literární historik a básník
- Jan Ignác Dlouhoveský (1638–1701), barokní spisovatel, pražský světící biskup a generální vikář
- Michal Dlouhý (* 1962), právník, policista, historik a spisovatel
- Jan Dobiáš (* 1975), autor fantasy povídek a románů
- Josef Dobrovský (1753–1829), filozof, historik, zakladatel slavistiky
- Jiří Dobrylovský (* 1961), spisovatel a vysokoškolský pedagog.
- Jana Dohnalová (* 1975), spisovatelka, publicistka a scenáristka
- Jan Dokulil (1910–1974), římskokatolický kněz, básník a překladatel
- Marie Dolistová (* 1951), básnířka a textařka
- Ivan Dorovský (* 1935), literární vědec, překladatel, básník a publicista, univerzitní profesor
- Hana Doskočilová (1936–2019), spisovatelka knih pro děti
- Adolf Bohuslav Dostal (1874–1940), básník, divadelní kritik, historik, dramatik
- Alois Dostál (1858–1934), římskokatolický kněz a spisovatel
- Jiří Dostál (1973–1999), spisovatel žánru sci-fi
- Karel Dostál-Lutinov (1871–1923), katolický kněz, básník, publicista a překladatel
- Racek Doubravský z Doubravy (též Roderich Dubravius) (1470–1547), právník a latinsky píšící spisovatel
- František Doucha (1810–1884), katolický kněz, spoluzakladatel české poezie pro děti, překladatel a bibliograf
- Irena Dousková (* 1964), spisovatelka, redaktorka
- Filip Doušek (* 1976), expert v oblasti big data, ekonom a spisovatel
- Antonín Drábek (1939–2015), básník a spisovatel
- Jiří Drašnar (1948–2013), spisovatel
- Jan Drda (1915–1970), prozaik a dramatik
- Jan Drnek (* 1960), spisovatel
- Jan Drozd (1914–2005), spisovatel a literární historik
- Martina Drijverová (1951–2022), spisovatelka knih pro děti a překladatelka
- František Dryje (* 1951), básník, prozaik a esejista hlásící se k surrealismu
- Ota Dub (1909–1987), lékař a spisovatel
- Oldřich Dudek (* 1946), scenárista, humorista, ilustrátor a spisovatel
- Beda Dudík [vlastním jménem František Dudík] (1815–1890), moravský historik, katolický mnich řádu benediktinů
- Jaroslav Durych (1886–1962), básník, prozaik, teolog, voják
- Václav Durych (1930–2011), novinář a spisovatel, syn českého katolického spisovatele Jaroslava Durycha
- Václav Dušek (* 1944), prozaik, scenárista
- Marie Dušková (1903–1968), básnířka
- Edgar Dutka (* 1941), vysokoškolský pedagog, scenárista, režisér a spisovatel
- František Dvorský (1839–1907), archivář, historik a spisovatel
- Ladislav Dvorský (1931–1995), jazykovědec, spisovatel, publicista a překladatel
- Karel Dvořáček (1911–1945), spisovatel
- Vlasta Dvořáčková (1924–2018), básnířka, dramatička a překladatelka
- Arnošt Dvořák (1881–1933), dramatik, divadelní režisér a překladatel
- Jan Dvořák (* 1937), prozaik, literární kritik a filmový teoretik
- Jaromír Dvořák (1931–2004), marxisticky orientovaný literární historik
- Karel Dvořák (1911–1988), spisovatel, novinář, divadelník a překladatel
- Ladislav Dvořák (1920–1983), básník a spisovatel, autor knih pro děti
- Otomar Dvořák (* 1951), spisovatel, novinář, scenárista, textař, publicista a dramatik
- Xaver Dvořák [vlastním jménem František Josef Xeverský] (1858–1939), básník a publicista katolické orientace
- Albína Dvořáková-Mráčková (1850–1893), básnířka
- Helena Dvořáková (1895–1970), spisovatelka
- * Viktor Dyk (1877–1931), básník, prozaik, dramatik, publicista

## E

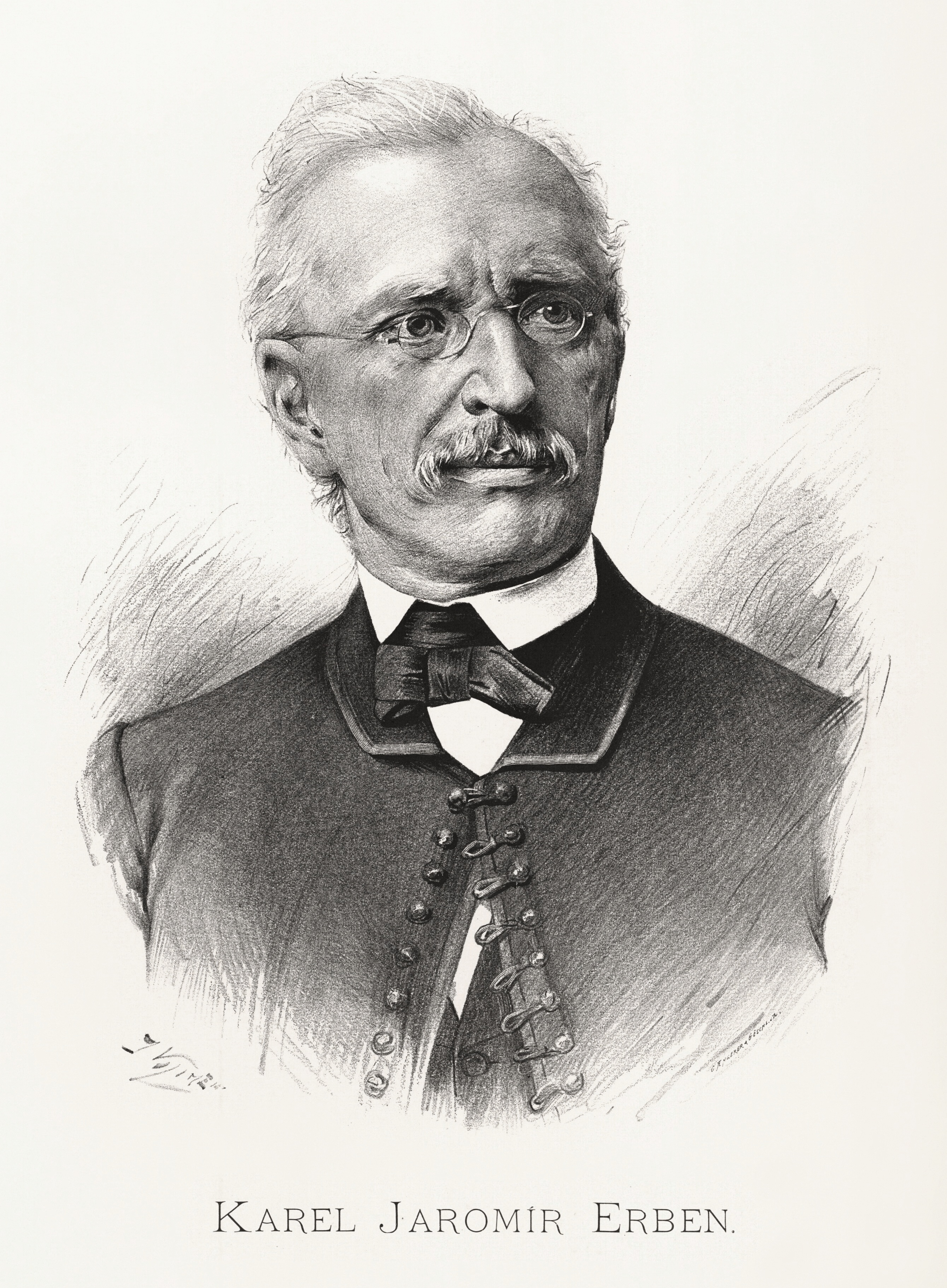
Karel Jaromír Erben

- Karl Egon Ebert [psán též Carl Egon Leopold Ebert] (1801–1882), pražský německy píšící básník, prozaik, dramatik a novinář
- Marie von Ebner-Eschenbachová (1830–1916), německá spisovatelka píšící na Moravě
- Vratislav Effenberger (1923–1986), básník, surrealista, redaktor, Samizdat
- Josef Ehrenberger (1815–1882), římskokatolický kněz, spisovatel historické prózy
- František Ehrmann (1866–1918), římskokatolický kněz a nábožensky zaměřený spisovatel
- Karel Eichler (1845–1918), historická a teologická literatura, redaktor
- Karel Eichler (1921–1999), autor experimentálních próz
- Pavel Eisner (1889–1958), překladatel, literární vědec, lingvista, publicista a básník
- František Ekert (1845–1902), katolický kněz, historik a spisovatel
- Karel Elgart-Sokol [vlastním jménem Karel Elgart] (1874–1929), učitel, spisovatel, dramatik, divadelní a literární kritik
- Barbora Markéta Eliášová (1874–1957), cestovatelka, spisovatelka a učitelka
- František Alexander Elstner (1902–1974), cestovatel, novinář a spisovatel
- František Emmert (* 1974), spisovatel a autor literatury faktu
- Karel Engelmüller (1872–1950), spisovatel, dramatik, divadelní kritik a překladatel
- Karel Jaromír Erben (1811–1870), básník, prozaik, sběratel lidové prózy
- Václav Erben (1930–2003), autor detektivek, rozhlasový režisér
- Karla Erbová (1933–2024), básnířka, autorka operních libret

## F

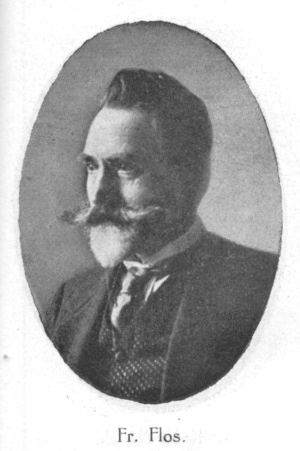
František Flos

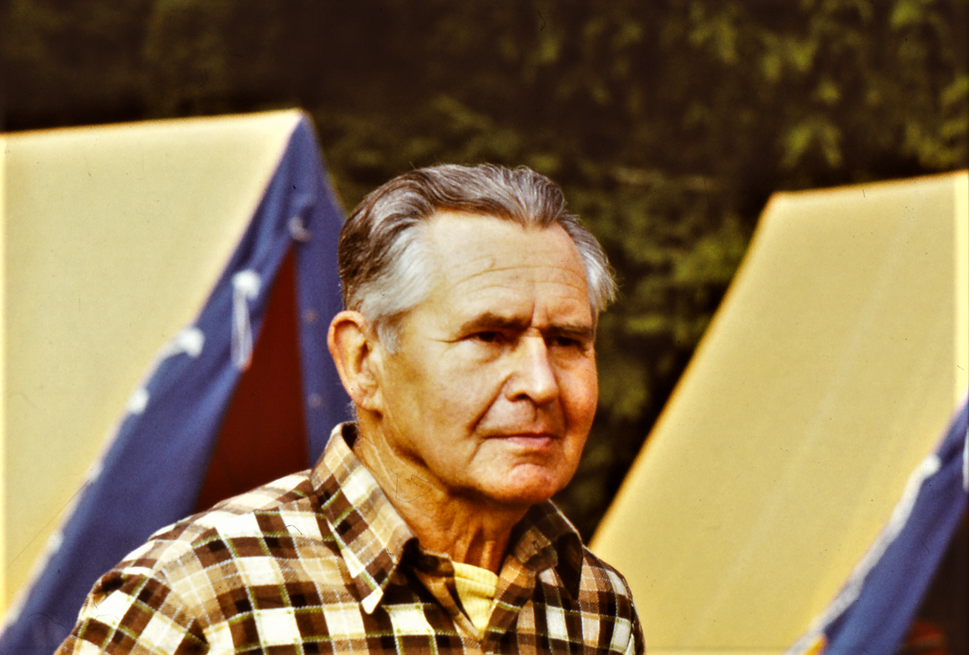
Jaroslav Foglar

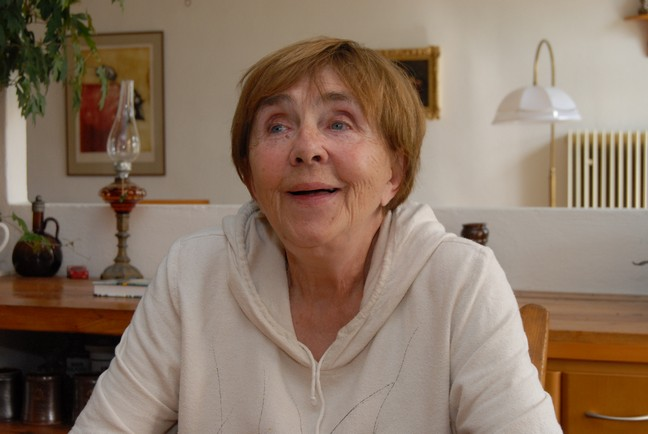
Hermína Franková

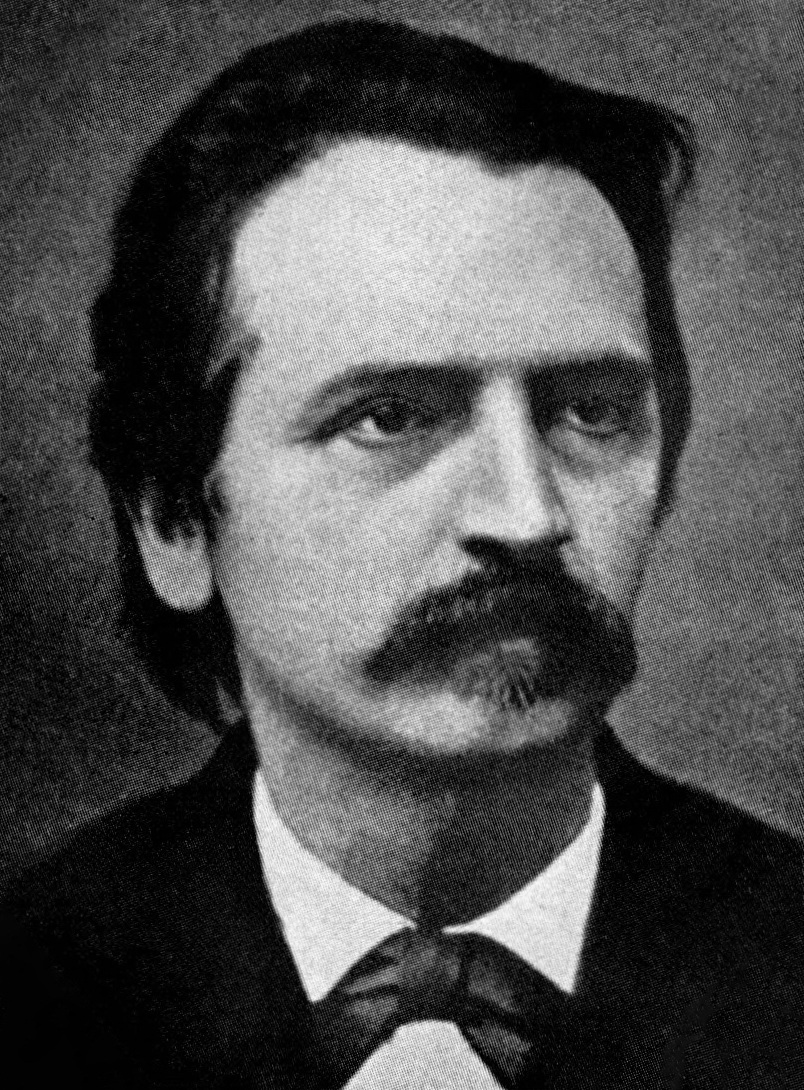
Josef Václav Frič

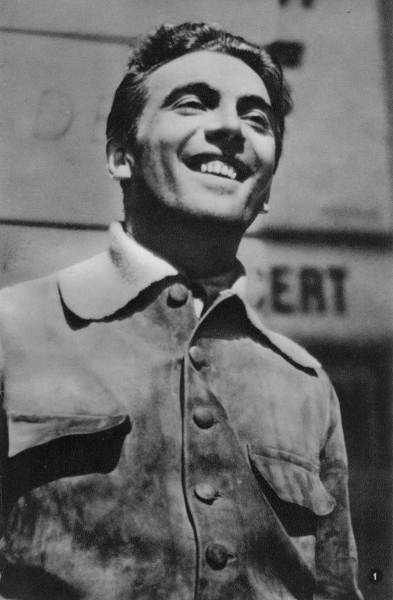
Julius Fučík

- Karel Fabián (1912–1983), spisovatel
- Robert Fabian (* 1969), spisovatel military science-fiction
- Hanuš Fantl (1917–1942), básník
- Otto Faster (1872–1907), vydavatel časopisů, překladatel, hudební skladatel, spisovatel, textař a dramatik
- Olga Fastrová (1876–1965), první česká profesionální novinářka, učitelka, překladatelka, spisovatelka a redaktorka
- R. V. Fauchar, společný pseudonym Rudolfa Fauknera a Čeňka Charouse
- Rudolf Faukner (1889–1971), pedagog, vydavatel časopisů a spisovatel sci-fi (pod pseudonymem R. V. Fauchar)
- Tomáš Feřtek (* 1962), publicista, novinář a spisovatel
- Monika Le Fay [rodným jménem Monika Elšíková] (* 1968), spisovatelka a režisérka dokumentárních i hraných filmů
- Bohumír Fiala (1915–1979), lékař a spisovatel
- Luděk Fiala (* 1956), lékař, vysokoškolský pedagog, spisovatel, diplomat a politik
- Jiří Fidler (* 1961), historik, spisovatel a překladatel
- T. R. Field [vlastním jménem Theodor Adalbert Rosenfeld] (1891–1969), básník
- Jaroslav Fikar (* 1946), spisovatel, novinář a bývalý rozhlasový zpravodaj
- Ladislav Fikar (1920–1975), básník, divadelní kritik a překladatel
- Eduard Fiker (1902–1961), prozaik, dramatik a překladatel
- Ota Filip (1930–2018), spisovatel
- Václav Filípek (1811–1863), národní buditel, divadelník, spisovatel, překladatel a novinář
- Otokar Fischer (1883–1938), literární historik, divadelní kritik a teoretik, překladatel, dramaturg, básník a dramatik
- Daniela Fischerová (* 1948)
- Sylva Fischerová (* 1963 Praha), básnířka, prozaička a klasická filoložka
- Viola Fischerová (1935–2010), básnířka a překladatelka
- Ilona Fišerová (* 1977), spisovatelka knih pro děti
- Viktor Fischl (1912–2006), český, židovský a izraelský básník, prozaik, překladatel a publicista.
- Miroslav Fišmeister (* 1976), moravský básník a amatérský přírodovědec.
- Smil Flaška z Pardubic (před polovinou 14. století – 1403), autor alegorické skladby Nová rada, nejvyšší zemský písař
- Josef Florian (1873–1941)
- Miroslav Florian (1931–1996)
- František Flos (1864–1961)
- Jaroslav Foglar (1907–1999)
- Marie Formáčková (* 1952)
- Josef Formánek (* 1969)
- Martina Formanová (* 1966), spisovatelka a scenáristka
- Josef Fousek (* 1939), spisovatel, básník, textař, humorista, písničkář a fotograf
- Ivan Foustka (1928–1994), spisovatel a novinář
- Josef Frais (* 1946), spisovatel a dramaturg
- Karolina Francová (* 1974), právnička a spisovatelka sci-fi a fantasy
- Hermína Franková (* 1928), spisovatelka a scenáristka
- Josef Franta Šumavský (1796–1857), pedagog, překladatel, novinář, spisovatel, učitel a etnograf
- Ludmila Freiová (1926–2014), autorka knih pro mládež a science fiction, překladatelka
- Jiří Frejka (1904–1952), režisér, divadelní teoretik a pedagog,
- František Fric (1911–1975), lesní inženýr a spisovatel
- Alberto Vojtěch Frič (1882–1944), etnograf, cestovatel, botanik a spisovatel
- Jaroslav Erik Frič (1949-2019), básník, organizátor festivalů undergroundové kultury
- Josef Václav Frič (1929–1890), spisovatel.novinář a politik
- Bedřich Frida (1855–1918), překladatel, prozaik a divadelní kritik, bratr Jaroslava Vrchlického
- Božena Fridová (1853–1938), překladatelka a spisovatelka, manželka Bedřicha Fridy
- Karel Friedrich (* 1930), scenárista a prozaik, redaktor rozhlasové stanice Svobodná Evropa.
- Zdena Frýbová (1934–2010)
- Norbert Frýd (1913–1976)
- René Frühauf (1921–2012?), redaktor, publicista, spisovatel a překladatel
- Milena Fucimanová (* 1944), básnířka a překladatelka
- Bedřich Fučík (1900–1984), literární kritik a katolický spisovatel
- Julius Fučík (1903–1943)
- Gusta Fučíková (1903–1987), publicistka, redaktorka, komunistická politička, manželka Julia Fučíka
- Irena Fuchsová (* 1950)
- Jiřina Fuchsová (* 1943)
- Ladislav Fuks (1923–1994)
- Sanča Fülle [vlastním jménem Zdenka Fülleová] (* 1960), sinoložka a spisovatelka sci-fi
- Vincenc Furch (1817–1864), básník a dramatik

## G

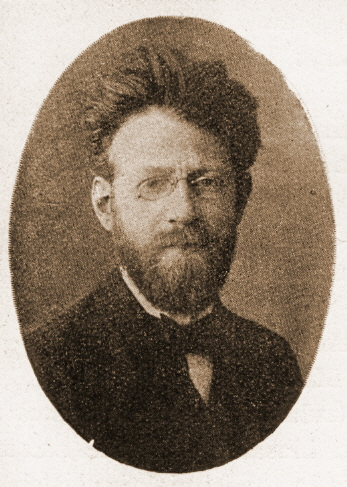
František Gellner

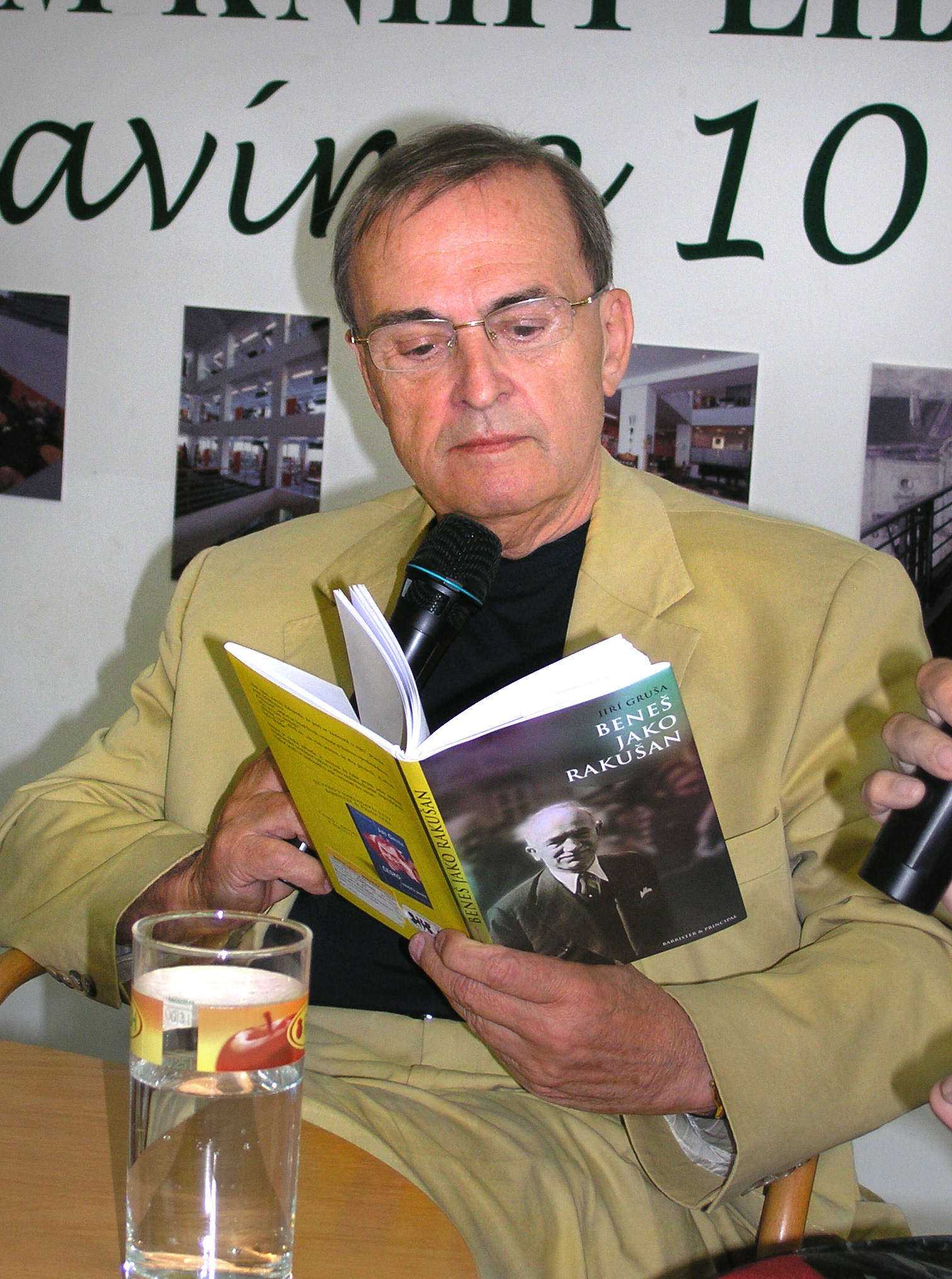
Jiří Gruša

- Jiří Gaisler (1934–2014), zoolog, autor vědeckých publikací a knih literatury faktu
- Naděžda Gajerová (1928–2017), herečka, spisovatelka, autorka operních libret a básnířka
- Jaroslav Gallat (1855–1932), spisovatel a humorista
- Desider Galský (1921–1990), spisovatel a publicista
- Zdeněk Galuška (1913–1999), spisovatel, malíř, ilustrátor
- Vítězslav Gardavský (1923–1978), spisovatel, dramatik, básník a filozof
- Marie Gebauerová (1869–1928), učitelka, spisovatelka a překladatelka
- Irma Geisslová (1855–1914), básnířka a prozaička
- František Gel (1901–1972), novinář, překladatel, prozaik
- František Gellner (1881–1914), básník, karikaturista
- Miroslava Genčiová (1923–2012), literární teoretička a překladatelka
- Adam Georgiev (* 1980), básník a prozaik
- Irena Gerová (1949–2006), novinářka, spisovatelka a režisérka
- Hana Gerzanicová (* 1928), spisovatelka, básnířka a překladatelka
- Zdeněk Gintl (1878–1936), knihovník, překladatel a spisovatel (pseudonymy Justus a Zdeněk Grygar)
- Věra Gissingová (* 1928), česko-britská spisovatelka a překladatelka
- Marie Glabazňová (1896–1980), spisovatelka, učitelka a katolická básnířka
- Světlana Glaserová (* 1956), spisovatelka, scenáristka, animátorka a ilustrátorka, dcera Václava Kličky
- Jarmila Glazarová (1901–1977), prozaička, publicistka
- Martin Goffa (* 1973), pseudonym autora detektivních příběhů a thrillerů;
- Arnošt Goldflam (* 1946), herec, dramatik, režisér, pedagog a spisovatel
- Eduard Goldstücker (1913–2000), germanista, profesor dějin německé literatury a překladatel
- František Götz (1894–1974), literární historik a dramatik
- Joža Götzová (1898–1989), dramatička, spisovatelka a překladatelka
- Růžena Grebeníčková (1925–1997), literární historička, teoretička a překladatelka
- Achille Gregor (1910–1998), redaktor, scenárista, humorista a spisovatel
- Barbora Gregorová (* 1980), spisovatelka, překladatelka a muzikantka
- Jan Grossman (1925–1993), divadelní režisér, literární a divadelní kritik
- Jiří Grossmann (1941–1971), komik, humorista, zpěvák, textař a divadelní autor
- Ludmila Grossmannová-Brodská (1859–1935), učitelka, spisovatelka knih pro mládež a překladatelka
- Josef Gruss (1908–1971), herec, prozaik, humorista, autor divadelních her pro děti, scenárista a textař
- Jiří Gruša (1938–2011), básník, prozaik, překladatel, literární kritik a politik
- Pavel Grym (1930–2004), autor literatury pro děti, novinář

## H

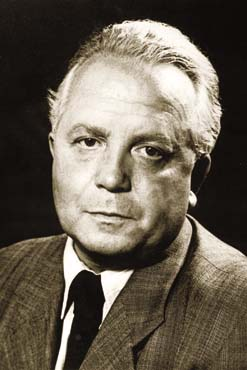
František Halas

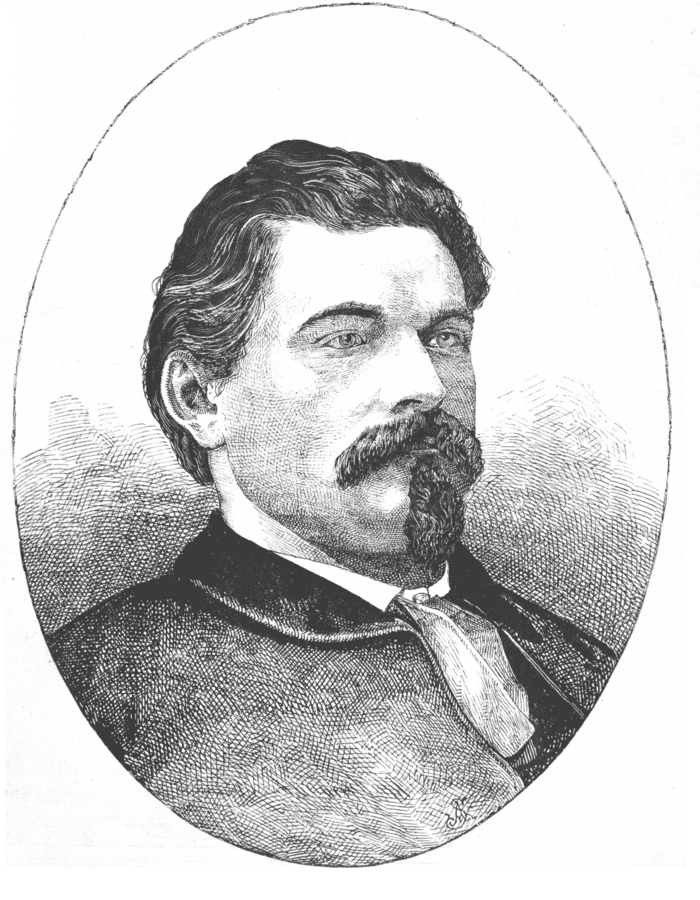
Vítězslav Hálek

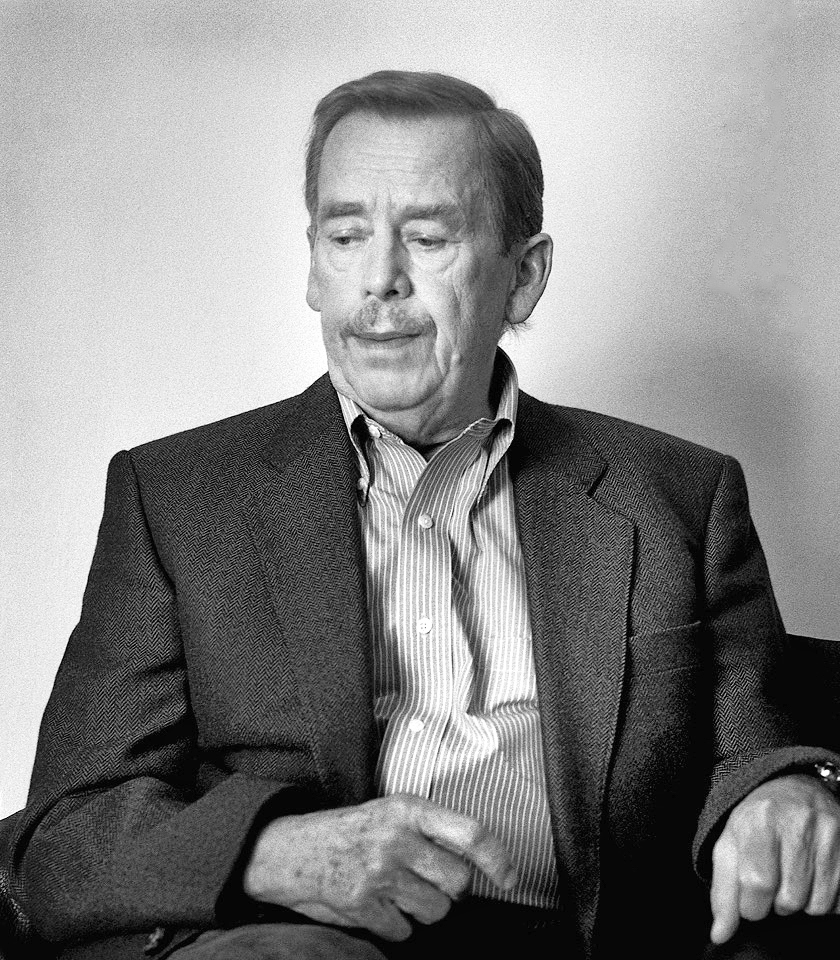
Václav Havel

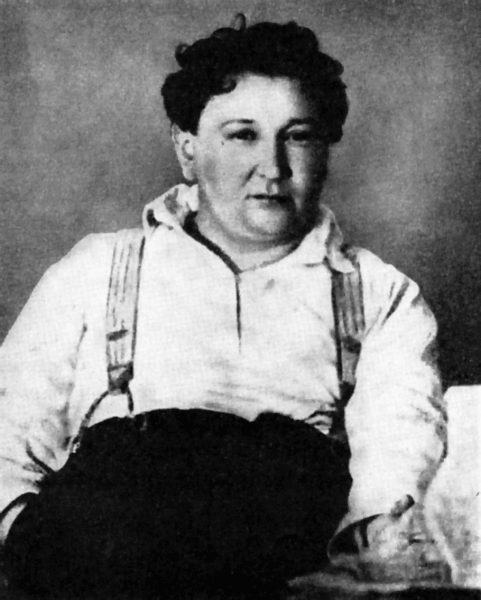
Jaroslav Hašek

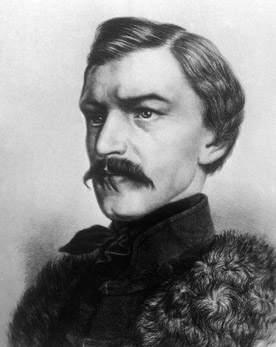
Karel Havlíček Borovský

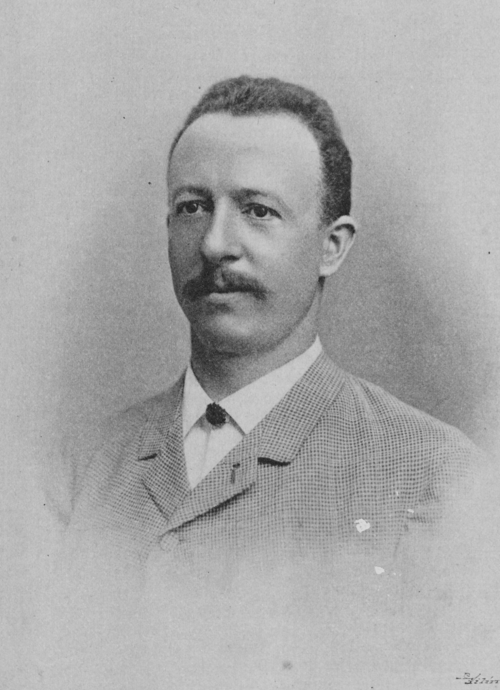
Ignát Herrmann

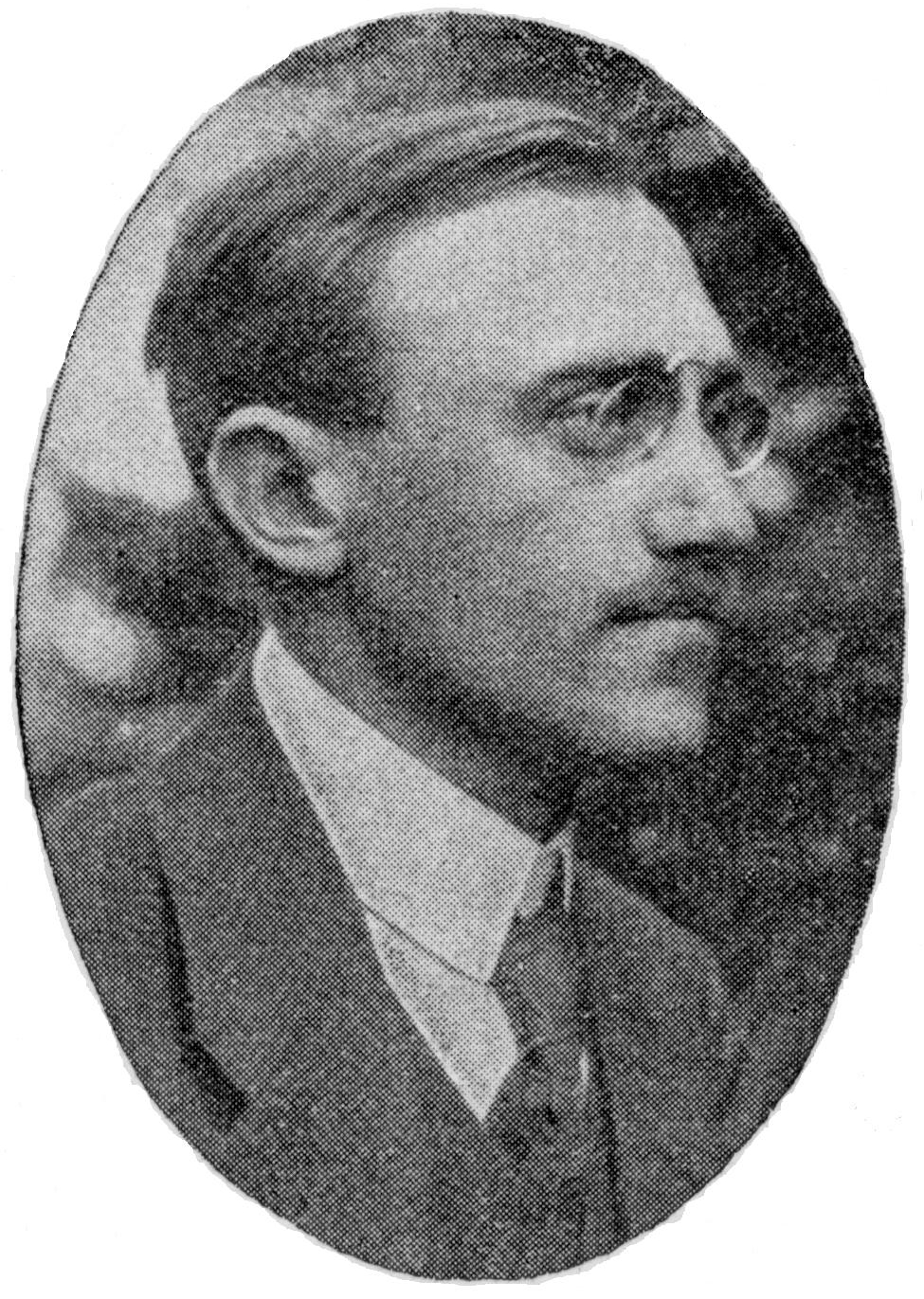
Josef Hora

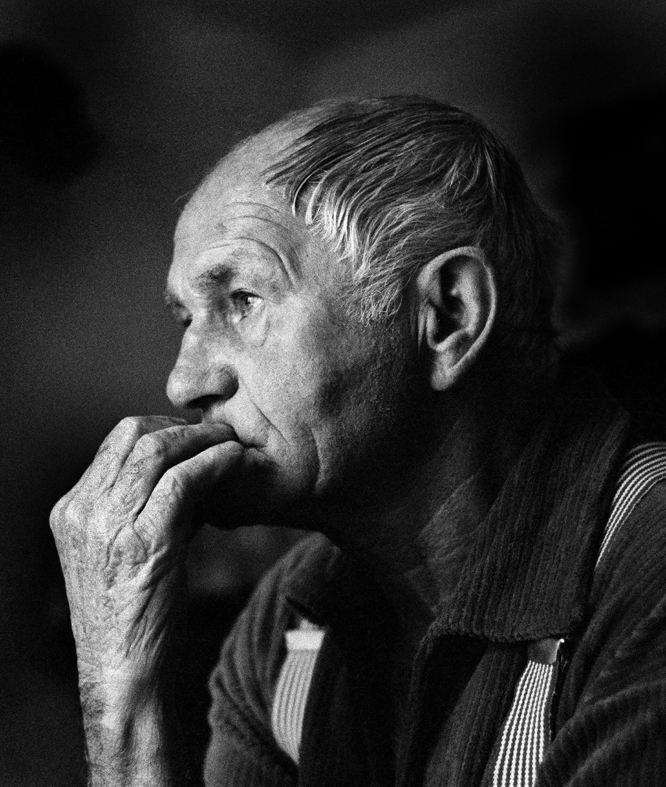
Bohumil Hrabal

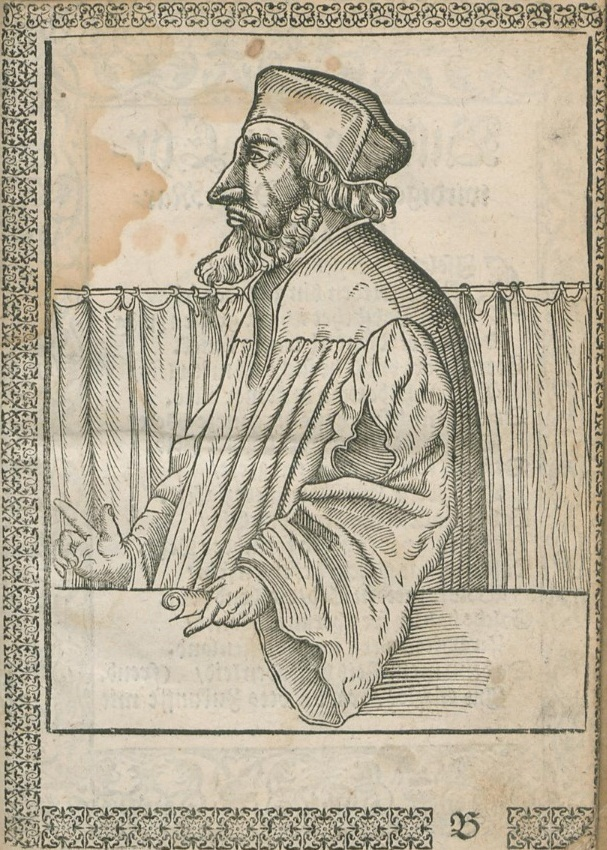
Mistr Jan Hus

- Čeněk Habart (1863–1942), spisovatel, učitel, kronikář a fotograf
- Václav Habr [vlastním jménem Václav Vejsada] (1921–1984), autor knih pro mládež
- Felix Háj [vlastním jménem Marie Wagnerová] (1887–1934), autorka románů a románových cyklů pro mládež
- Jiří Hájek (1913–1993), literární a divadelní kritik a historik
- Václav Hájek z Libočan († 1553), kněz a kronikář
- František Hajniš (1815–1885), básník a humorista
- Emil Hakl [vlastním jménem Jan Beneš] (* 1958), spisovatel
- Jan Halada (* 1942), historik, novinář, redaktor a spisovatel, autor knih literatury faktu
- František Halas (1901–1949), básník
- Vítězslav Hálek [vlastním jménem Vincenc Hálek] (1835–1874), básník
- Tomáš Halík (* 1948), kněz, filozof a sociolog
- Heda Halířová (1914–2000), prozaička, autorka knih pro mládež, především dívčích románů
- Jan Florián Hammerschmidt (1652–1735), kněz, spisovatel a básník
- Karel Handzel (1885–1948), prozaik a překladatel, autor povídek a črt z ostravského prostředí
- Jiří Hanibal (1929–2024), prozaik, scenárista a režisér
- Václav Hanka (1791–1861), spisovatel, básník, překladatel, jazykovědec, literární historik a pravděpodobně společně s Josefem Lindou falzifikátor tzv. Rukopisů
- Miroslav Hanuš (1907–1995), romanopisec
- Pavel Hanuš (1928–1991), dramatik, scenárista, prozaik a publicista
- Jiří Hanzelka (1920–2003), cestovatel a autor cestopisů
- Josef Hanzlík (* 1938)
- Jan Jiří Harant z Polžic a Bezdružic (1580 – po 1648), autor pamětí, bratr Kryštofa Haranta z Polžic a Bezdružic
- Kryštof Harant z Polžic a Bezdružic (1564–1621), spisovatel, válečník, diplomat, cestovatel a hudebník, bratr Jana Jiřího Haranta z Polžic a Bezdružic
- Markéta Harasimová (* 1977), spisovatelka románů pro dívky
- Břetislav Hartl (1927–2010)
- Patrik Hartl (* 1976), spisovatel a režisér
- Bohuslav Hasištejnský z Lobkovic (asi 1461–1510)
- Jaroslav Hašek (1883–1923), prozaik a humorista
- Roman Hašek (1883–1919), básník a prozaik
- Jarmila Hašková (1887–1931), novinářka, prozaička, manželka Jaroslava Haška
- Lenka Hašková (1923–2016), představitelka socialistického realismu
- Jan Haubert (* 1960), básník, spisovatel, textař a zpěvák kapely Visací zámek
- Jiřina Hauková (1919–2005), básnířka, členka Skupiny 42
- Eva Hauserová (1954–2023), novinářka, spisovatelka a překladatelka
- Jiří Haussmann (1898–1923)
- Jiří Havel (1924–2016), básník a spisovatel, autor literatury pro děti a mládež
- Václav Havel (1936–2011), spisovatel, dramatik, politik
- Jaroslav Havlíček (1896–1943)
- Karel Havlíček Borovský (1821–1856)
- Metoděj Havlíček (1893–1950), redaktor a spisovatel
- Zbyněk Havlíček (1922–1969), surrealistický básník a teoretik
- Pavel Hejcman (1927–2020), autor mnoha dobrodružných, historických a kriminálních příběhů
- Zbyněk Hejda (1930–2013)
- Markéta Hejkalová (* 1960), spisovatelka a překladatelka, dcera Hany Pražákové a Richarda Pražáka
- Vilém Hejl (1934–1989), prozaik, scenárista a překladatel
- Kateřina Hejlová (* 1984), spisovatelka a překladatelka
- Servác Heller (1845–1922), spisovatel, novinář a politik
- Vladimír Henzl (1910–1978)
- Jan Herben (1857–1936)
- Iva Hercíková (1935–2007)
- František Herites (1851–1929)
- Ignát Herrmann (1854–1935)
- Adolf Heyduk (1835–1923)
- Dagmar Hilarová (1928–1996 Praha), spisovatelka a básnířka, autorka knih pro dětí
- Jaroslav Hilbert (1871–1936)
- Karel Hlaváček (1874–1898)
- Jan Hlavička (1951–2018), překladatel, spisovatel, autor sci-fi povídek
- Jan Hlávka (* 1979), spisovatel sci-fi a fantasy
- Miloš Hlávka (1907–1945), dramatický spisovatel, překladatel
- Karel Hloucha (1880–1957), jeden z průkopníků české sci-fi literatury
- Šebestián Hněvkovský (1770–1847), národní buditel a básník
- Marek Hnila (*1995), český spisovatel, fotograf a novinář
- Antonín Vojtěch Hnojek (1799–1866), římskokatolický kněz, autor teologických spisů, fejetonista a básník
- František Hobizal (1933–2001), římskokatolický kněz, humorista, autor povídek ze šumavského prostředí
- Jiří Hoblík (* 1966), evangelický teolog, religionista, překladatel
- Helena Hodačová (1916–1998), spisovatelka
- Břetislav Hodek (1924–2007), lexikograf, spisovatel a překladatel z angličtiny
- Daniela Hodrová (* 1946), literární teoretička a spisovatelka
- Josef Hofer (1871–1947), novinář, autor povídek, bývalý římskokatolický kněz
- Adolf Hoffmeister (1902–1973)
- Ota Hofman (1928–1989), spisovatel, scenárista, autor knih pro děti
- Rudolf Hofmeister (1868–1934), amatérský historik a spisovatel
- Vladimír Holan (1905–1980)
- Zuzana Holasová (* 1950), autorka knih pro děti a mládež
- Zuzana Holčíková (* 1981), spisovatelka a redaktorka
- Josef Holeček (1853–1929), spisovatel a překladatel, představitel ruralismu a tzv. venkovské prózy
- Marie Holková (1908–2002), katolická učitelka, spisovatelka a překladatelka
- Josef František Hollmann (1802–1850), dramatik, básník a překladatel.
- Jaroslav Holoubek (1946–2016), básník, prozaik, novinář, nositel Evropské medaile Franze Kafky
- Miroslava Holoubková (* 1964), spisovatelka, nakladatelka, astroložka a psychoanalytička
- Emil Holub (1847–1902), lékař, cestovatel, kartograf, etnograf a spisovatel
- Miroslav Holub (1923–1998), lékař a básník
- Jakub Honner (1899–1963), učitel a spisovatel pro mládež
- Josef Hons (1907–2001), prozaik, básník a publicista
- Václav Hons (* 1938), básník a autor písňových textů
- Jiří Honzík (1924–2018), literární vědec, rusista, překladatel z ruštiny a básník
- Karel Honzík (1900–1966), architekt, autor odborných publikací a sci-fi knih
- Milena Honzíková (1925–2001), spisovatelka, literární historička, publicistka, dramaturgyně, překladatelka, scenáristka a vysokoškolská pedagožka
- Josef Hora (1891–1945), básník, překladatel, novinář a literární kritik
- Jiří Horák (1884–1975), slavista, folklorista, spisovatel, vysokoškolský pedagog, akademik a diplomat
- Pavla Horáková (* 1974), spisovatelka a překladatelka
- Eliška Horelová (1925–2015), prozaička věnující se literatuře pro mládež
- Magdalena Horňanová (1920–2017),spisovatelka, autorka svědectví o holokaustu
- Miroslav Horníček (1918–2003), herec, spisovatel, dramatik a režisér
- Vladimír Hornof (1870–1942), římskokatolický kněz, básník a autor duchovních písní
- Bernard Horst (1905–1979), autor chmurného naturalismu
- Jindřich Hořejší (1886–1941), básník a překladatel, bratr Jana Aldy (Alexandra Hořejšího)
- Ignát Hořica (1859–1902), novinář, spisovatel, politik
- Ludmila Hořká [rozená Marie Holubková] (1892–1966), spisovatelka, publicistka a folklóristka
- Otakar Hostinský (1847–1910)
- Anna Hostomská (1907–1995), hudební propagátorka, spisovatelka a překladatelka
- Egon Hostovský (1908–1973), prozaik, redaktor a novinář
- Antonín Hošťálek (* 1950), novinář a spisovatel
- Petr Hošťálek (* 1943), cestovatel a spisovatel
- Karel Houba (1920–1999), prozaik, překladatel a redaktor
- Vítězslav Houška (1924–2011), spisovatel, překladatel, karikaturista, novinář, publicista, filatelista
- Josef Hrabák (1912–1987)
- Bohumil Hrabal (1914–1997)
- Václav Hrabě (1940–1965)
- Josef Hrbata (1924–2009), katolický kněz, náboženský spisovatel
- František Hrnčíř (1860–1928), učitel a spisovatel, zejména historických knih pro mládež
- Svatopluk Hrnčíř (1926–2014)
- Zdeněk Hron (* 1944), překladatel a básník
- Jiří Hronek (1905–1987), novinář, publicista, dramatik a prozaik
- František Hrubín (1910–1971)
- Řehoř Hrubý z Jelení (asi 1460–1514)
- Zikmund Hrubý z Jelení (1497–1554)
- Ervín Hrych (1929–2016)
- Hana Hrzalová (* 1929)
- Jiří Hubač (1929–2011)
- Miloš Hubáček (* 1937), autor literatury faktu
- Eva Hudečková (* 1949), herečka a spisovatelka
- Vladimír Hulpach (* 1935), spisovatel a scenárista
- Miroslav Huptych (* 1952), básník a výtvarník
- Bob Hurikán [vlastním jménem Josef Peterka] (1907–1965), český trampský spisovatel v žánru dobrodružné literatury
- Jan Hus (asi 1369/1370 – 1415)
- Petra Hůlová (* 1979)
- Jaroslav Hutka (* 1947), skladatel a písničkář
- Jaromíra Hüttlová (1893–1964), autorka knih a románů převážně pro dívky
- Karel Hvížďala (* 1941), novinář, dramatik a spisovatel
- Jan Hýbl (1786–1834), obrozenecký prozaik, básník, překladatel a redaktor českých časopisů pro lidové vrstvy
- Hynek z Poděbrad (1452–1492)
- Jindřich Michal Hýzrle z Chodů (1575–1665), cestovatel, vojevůdce, autor obsáhlých memoárů

## Ch

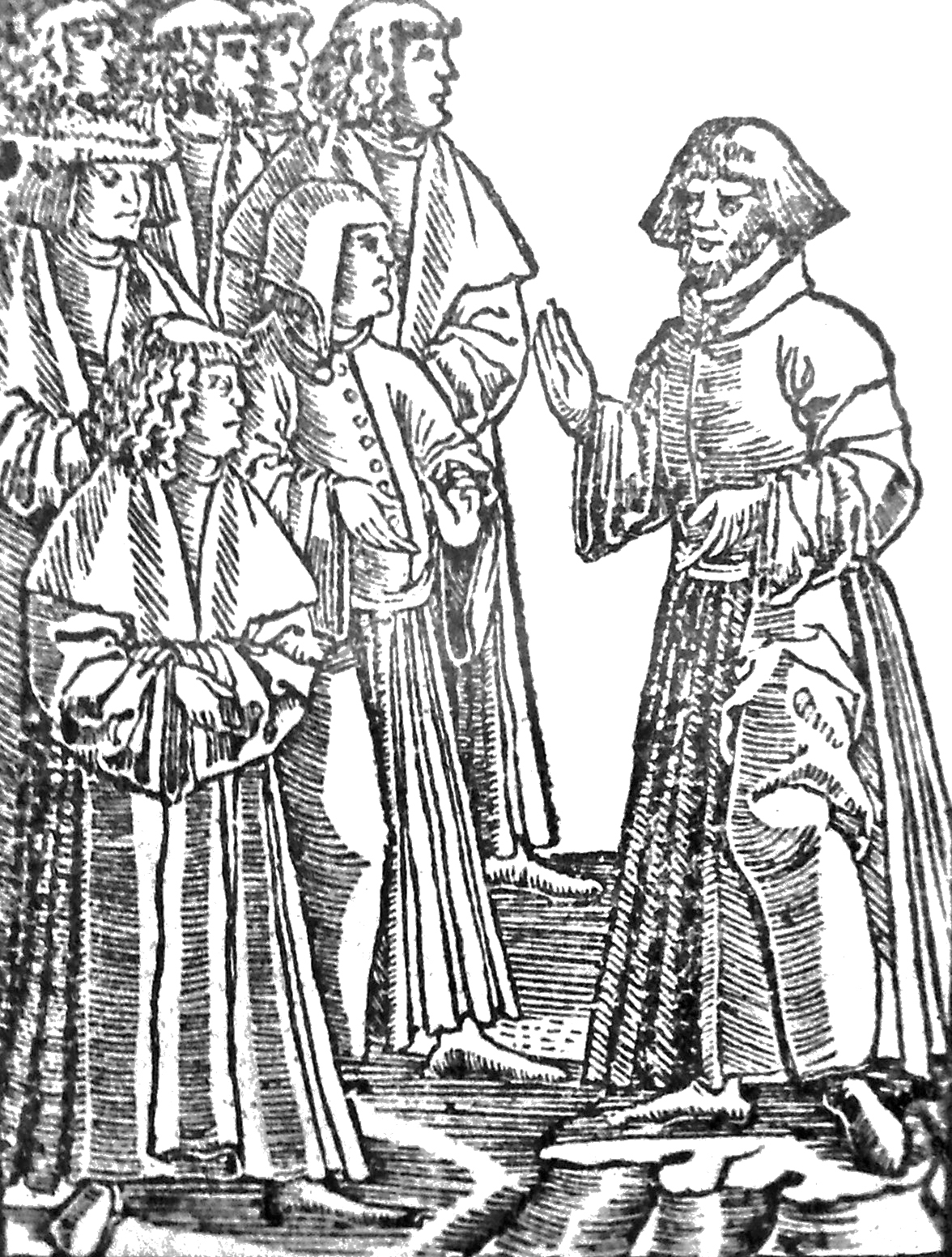
Petr Chelčický

- Václav Chaloupek (* 1949), režisér, scenárista, televizní redaktor a spisovatel
- Josef Chaloupka (1898–1930), básník a novinář
- Otakar Chaloupka (1935–2013), učitel, literární kritik a vědec, spisovatel
- Dalibor Chalupa (1900 – 1983), spisovatel, básník a rozhlasový redaktor
- Jindřich Chalupecký (1910–1990), výtvarný a literární teoretik a kritik, esejista, historik umění a překladatel
- Lenka Chalupová (* 1973), spisovatelka a novinářka
- Albrecht Chanovský z Dlouhé Vsi (1581–1643), katolický kněz, jezuitský misionář a spisovatel
- Čeněk Charous (1899–1955), učitel a autor knih pro mládež, pod pseudonymem R. V. Fauchar spisovatel sci-fi
- Marie Charousová-Gardavská (1893–1967), autorka dětských knih, manželka Čeňka Charouse
- Věra Chase (* 1971), spisovatelka, básnířka, textařka a překladatelka
- Petr Chelčický (asi 1390 – asi 1460), myslitel, laický teolog
- František Chládek (1829–1861), básník
- Prokop Chocholoušek (1819 – 1864), novinář a spisovatel historické prózy
- Petr Chudožilov (* 1943), spisovatel
- Květoslav Chvatík (1930–2012), filozof, estetik, historik umění a literární teoretik
- Lenka Chytilová (* 1952), básnířka, redaktorka

## I
- Bohuslav Ilek (1902–1988), vysokoškolský pedagog, rusista, literární vědec a překladatel
- Miroslav Ivanov (1929–1999), spisovatel literatury faktu
- Milena Ivšínová (1893–1959), spisovatelka

## J

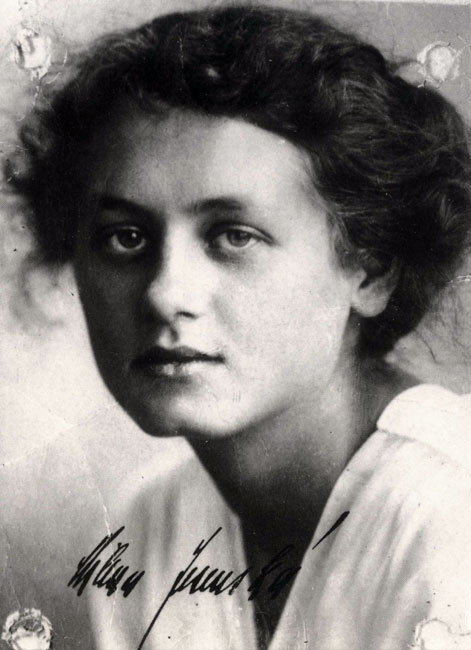
Milena Jesenská

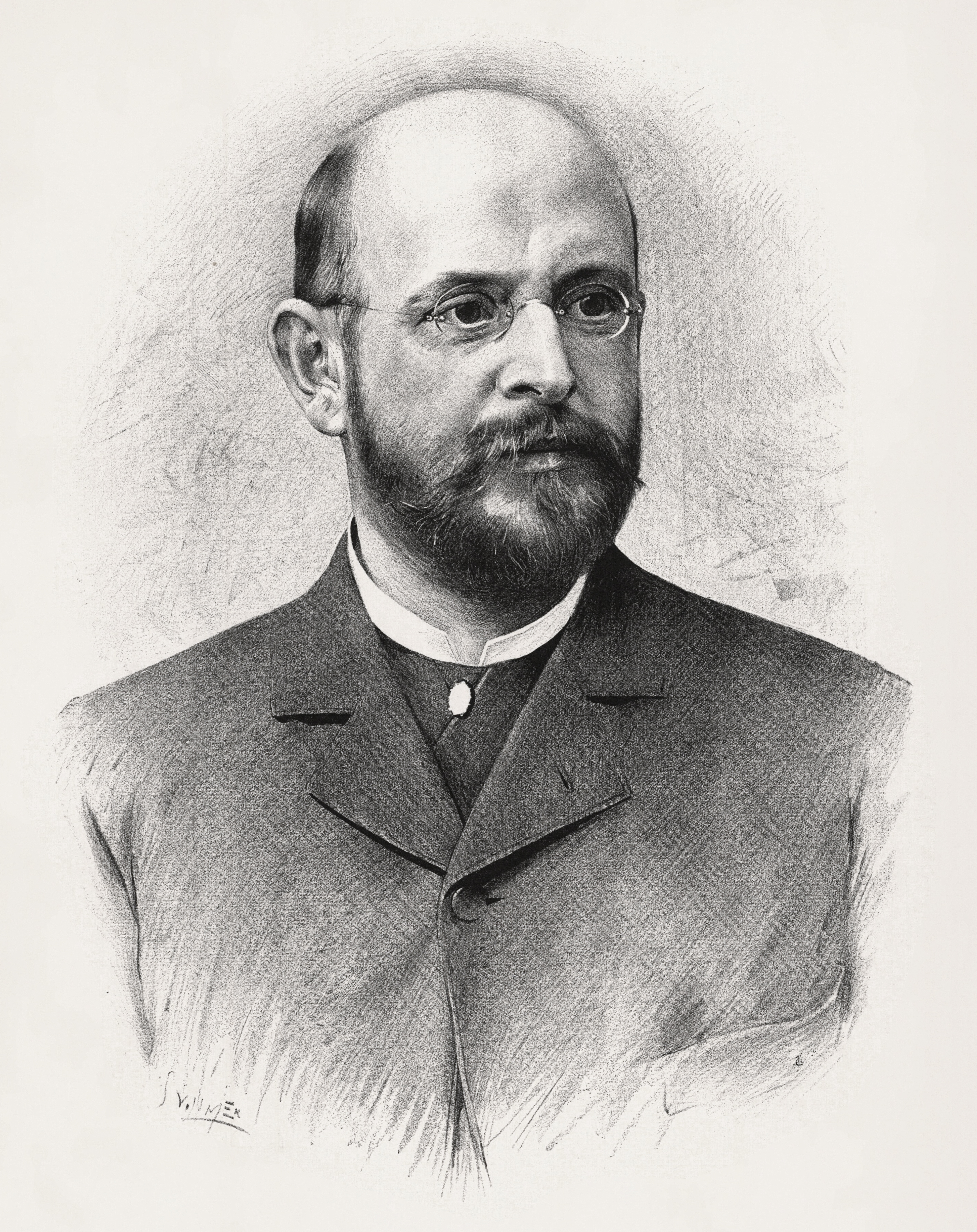
Alois Jirásek

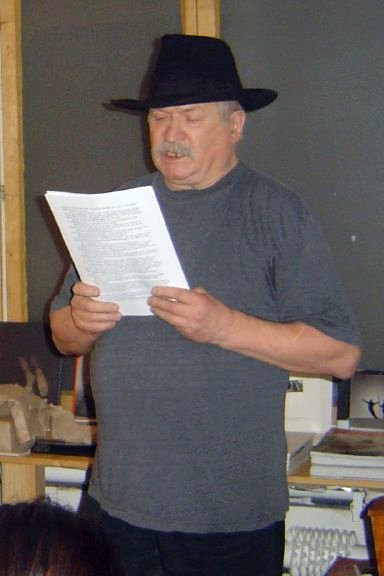
Ivan Martin Jirous

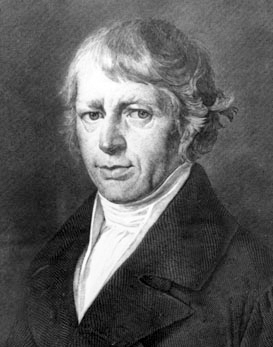
Josef Jungmann

- Boleslav Jablonský, vlastním jménem Karel Tupý (1813–1881, katolický knět a obrozenecký básník, katolický kněz
- Jožka Jabůrková (1896–1942), komunistická novinářka a spisovatelka
- Miloslav Jágr (1927–1997), výtvarník, malíř, ilustrátor, profesor a spisovatel
- Metoděj Jahn (1865–1942)
- Václav Jamek (* 1949), básník a překladatel
- Stanislav Jandík (1902–1970). spisovatel, grafik a redaktor
- Václav Jandit, také Jandyt, Jandýt nebo Jandyta, (pravděpodobně 1607–1669), barokní spisovatel a pravděpodobně diecézní kněz
- Klára Janečková (* 1979), prozaička
- Otto Janka (1930–2009), skaut, spisovatel, scenárista a publicista
- Marie Janků-Sandtnerová (1885–1946), učitelka, autorka kuchařských příruček
- Jaroslav Jakoubek (1927-1993), hudební skladatel, textař a básník.
- Jan Jakubec (1862–1936)
- Jan z Příbrami († 1448)
- Jan z Rabštejna (1437–1473)
- Jan ze Žatce (asi 1350 – asi 1414)
- Bohumil Janda Cidlinský (1831–1875), básník, autor historických próz a povídek ze současnosti
- Jan Jandourek (* 1965)
- Zdeněk Janík (* 1923), básník
- Tereza Janišová (* 1989), spisovatelka, autorka fantasy
- Jiří Janoš (* 1942), publicista a spisovatel
- Vladimír Janovic [vlastním jménem Vladimír Pičman] (* 1935)
- Pavel Jansa (* 1942), lékař a spisovatel.
- Filip Jánský (1922–1987)
- Milan Jariš [vlastním jménem Martin Ležák] (1913–1986)
- Vlasta Javořická [vlastním jménem Marie Barešová, provdaná Zezulková] (1890–1978), prozaička, autorka především milostných příběhů z venkova
- Pavla Jazairiová (* 1945), spisovatelka, reportérka a publicistka
- Antonín Jedlička [pseudonym Strýček Jedlička] (1923–1993), herec, komik, humorista a spisovatel
- Josef Jedlička (1927–1990), prozaik a esejista
- Eliška Jechová (1921–2015), spisovatelka a básnířka
- Josef Jelen (1921–2006), spisovatel a básník, bývalý římskokatolický duchovní
- Antonín Jelínek (1930–2008), spisovatel, literární historik, kritik, publicista, redaktor a editor
- Bohdan Jelínek [vlastním jménem Theodor Jelínek] (1851–1874), básník
- Hanuš Jelínek [vlastním jménem Jan Křtitel Jelínek] (1878–1944), básník, esejista a divadelní kritik
- Viktor Kamil Jeřábek (1859–1946)
- Čestmír Jeřábek (1893–1981)
- Milena Jesenská (1896–1944)
- Růžena Jesenská (1863–1940)
- Valentin Bernard Jestřábský (1630–1719)
- Otto Ježek (1896–1957)
- Alena Ježková (* 1966), novinářka a spisovatelka
- Jan Jílek (1707–1780), představitel českého nekatolického exilu
- Jan Jílek (1933–2011), dramatik, spisovatel a scenárista
- Jiří Jilík (* 1945)
- Jaroslav Jiran (* 1955), redaktor, spisovatel sci-fi a fantasy literatury
- Miloš Jiránek (1875—191), malíř, výtvarný kritik, spisovatel a překladatel
- Alois Jirásek (1851–1930)
- Miloš Jirko (1900–1961), básník
- Zdeněk Jirotka (1911–2003)
- Ivan Martin Jirous (známý též pod přezdívkou Magor) (1944–2011), básník, publicista a výtvarný kritik, vůdčí duch českého undergroundu
- Františka Jirousová (* 1980), spisovatelka a redaktorka, dcera básníka Ivana Martina Jirouse
- Jiří Jobánek (1923–2002), středoškolský učitel a spisovatel
- Jaromír John (1882–1952)
- Radek John (* 1954), spisovatel a politik
- Peter M. Jolin [vlastním jménem Jana Divišová] (* 1974), autora humoristických próz
- Emil Juliš (1920–2006)
- Josef Jungmann (1773–1847)
- Milan Jungmann (1922–2012)
- Alois Joneš (* 1929), spisovatel, novinář a ekonom
- Věnceslav Juřina (1931–1992), básník
- Vladimír Just (* 1946), literární a divadelní kritik, publicista

## K
- Jindřich Kabát (* 1953)
- Martin Kabátník († 1503)

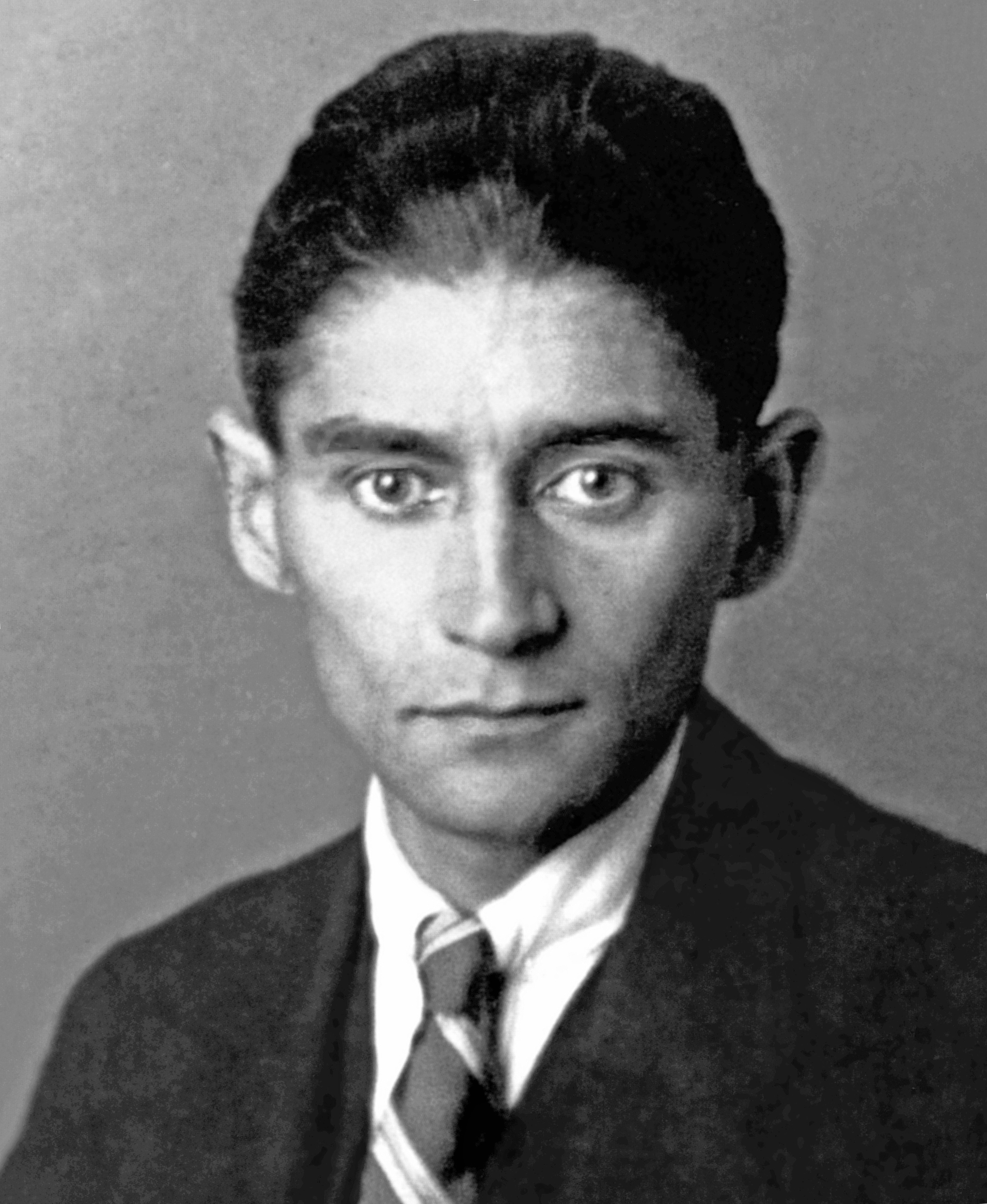
Franz Kafka

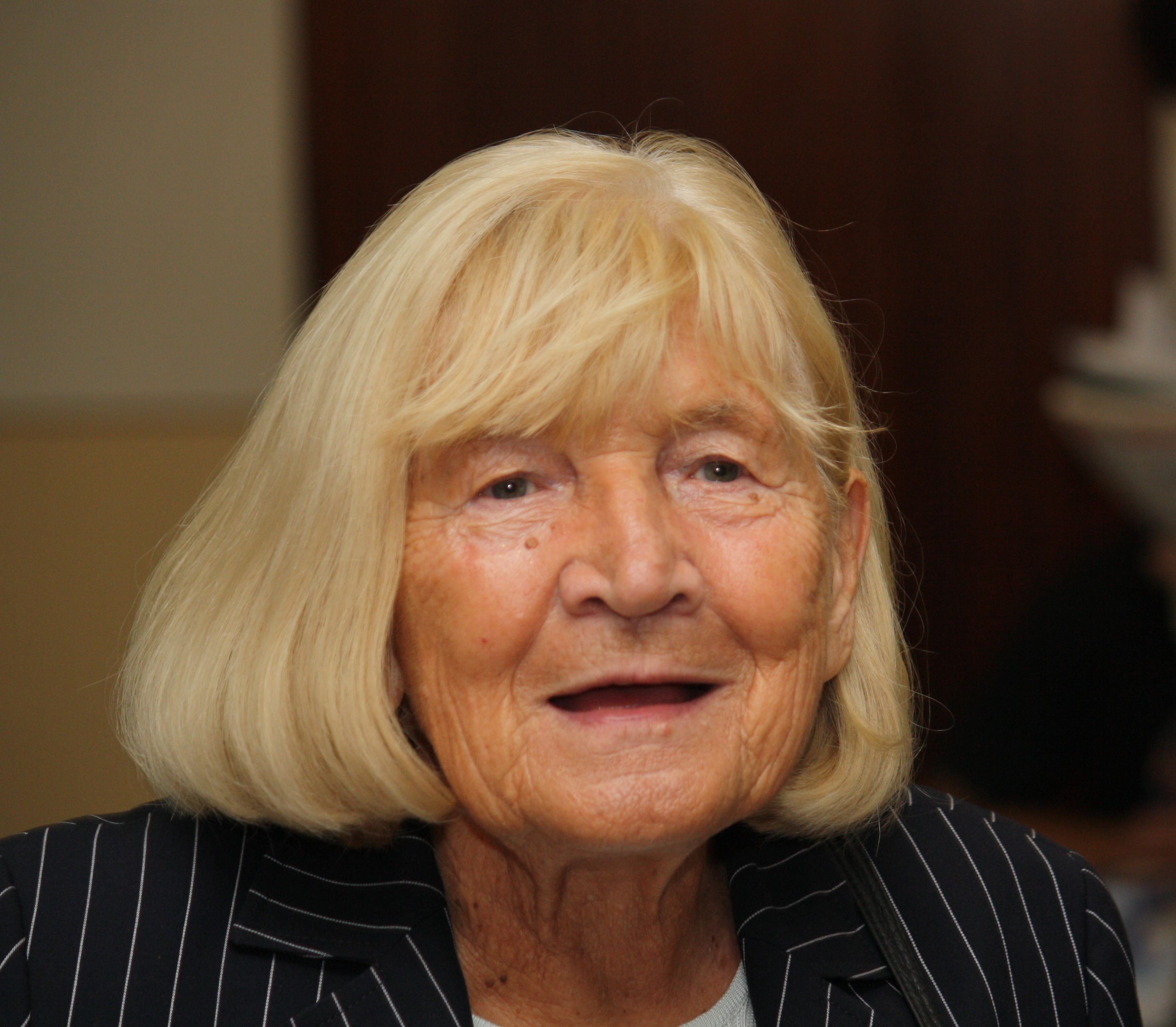
Eva Kantůrková

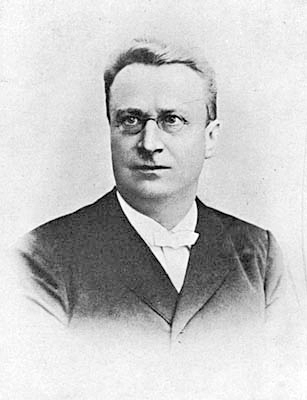
Jan Karafiát

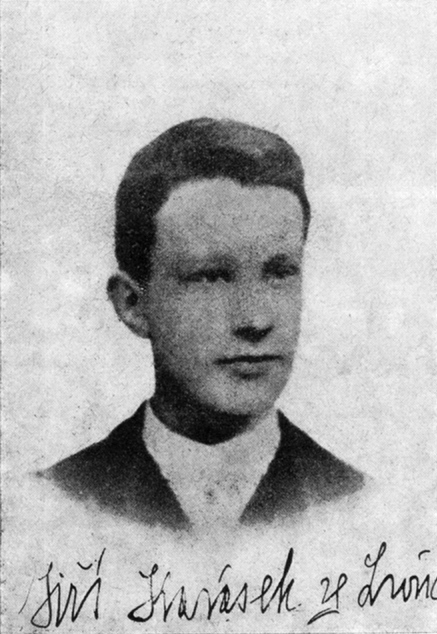
Jiří Karásek ze Lvovic

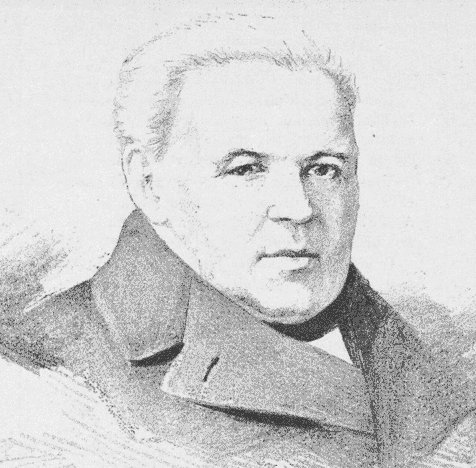
Václav Kliment Klicpera

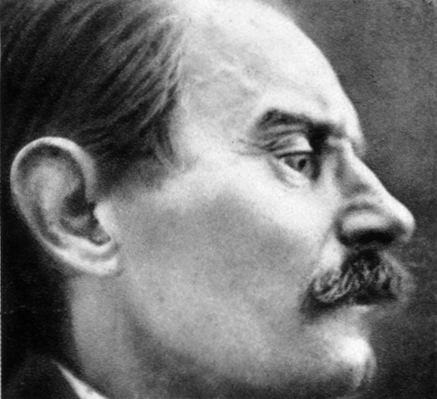
Ladislav Klíma

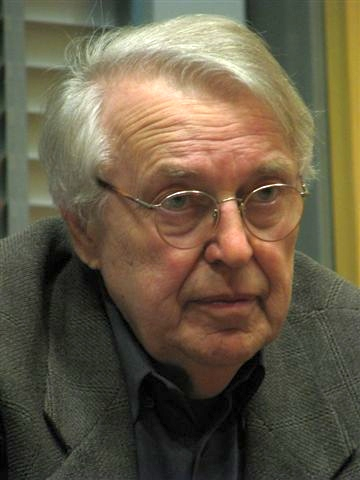
Pavel Kohout

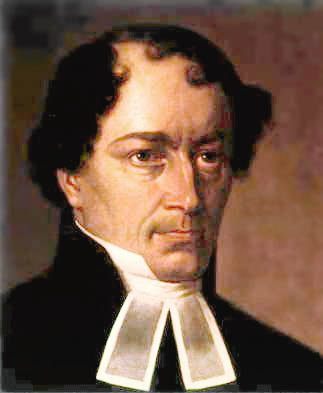
Ján Kollár

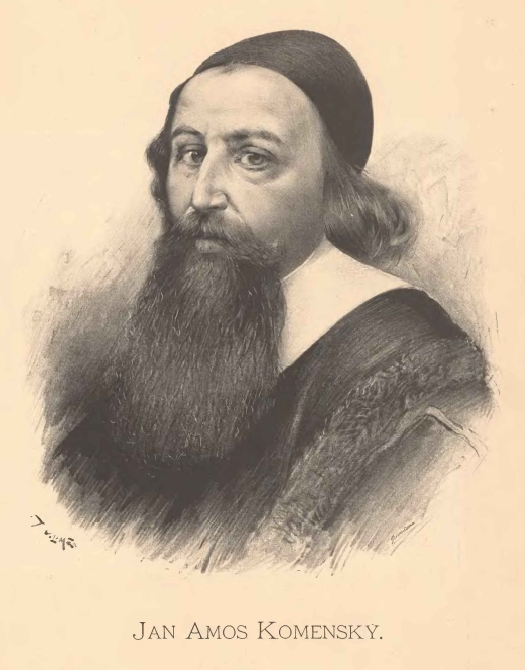
Jan Amos Komenský

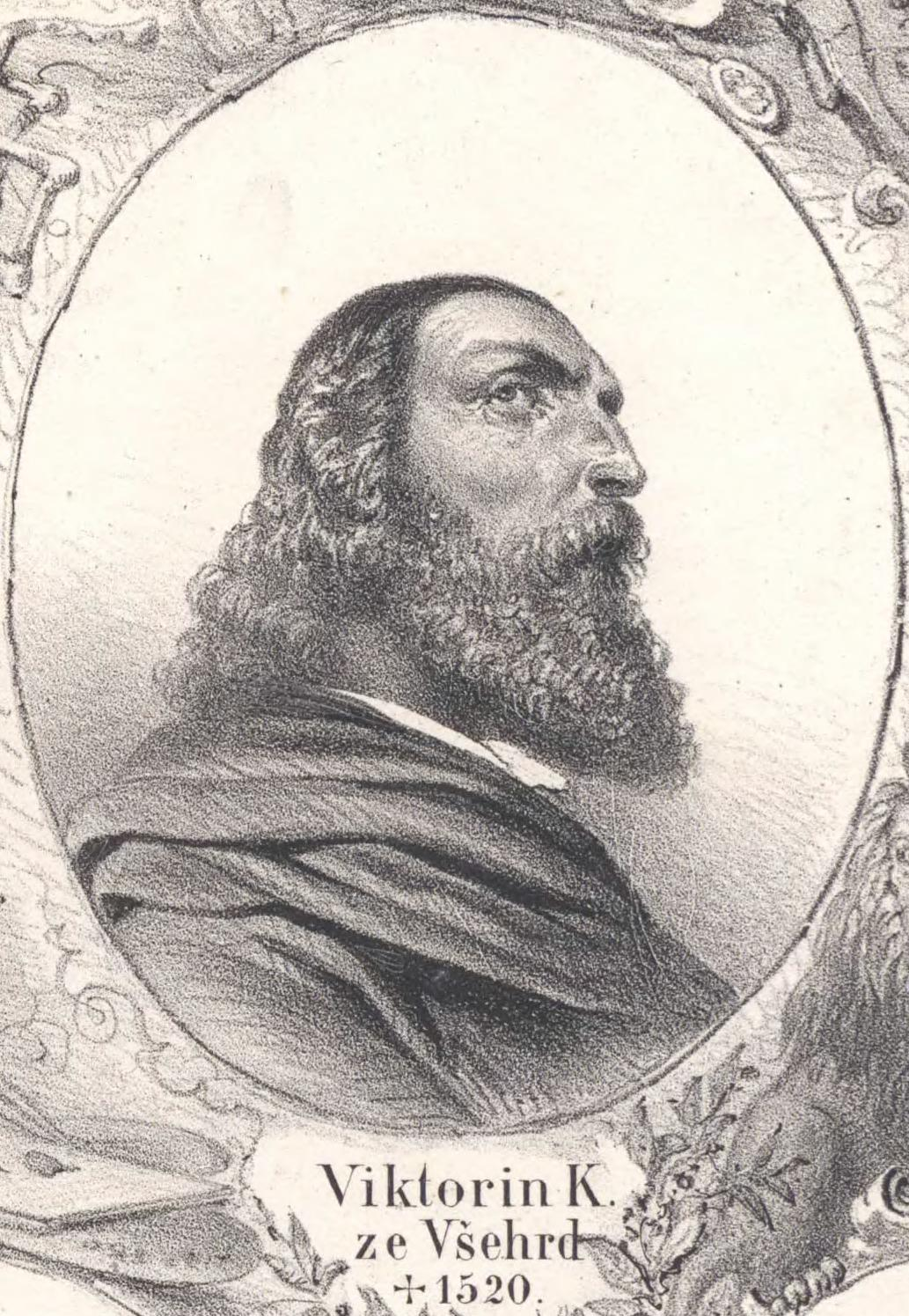
Viktorin Kornel ze Všehrd

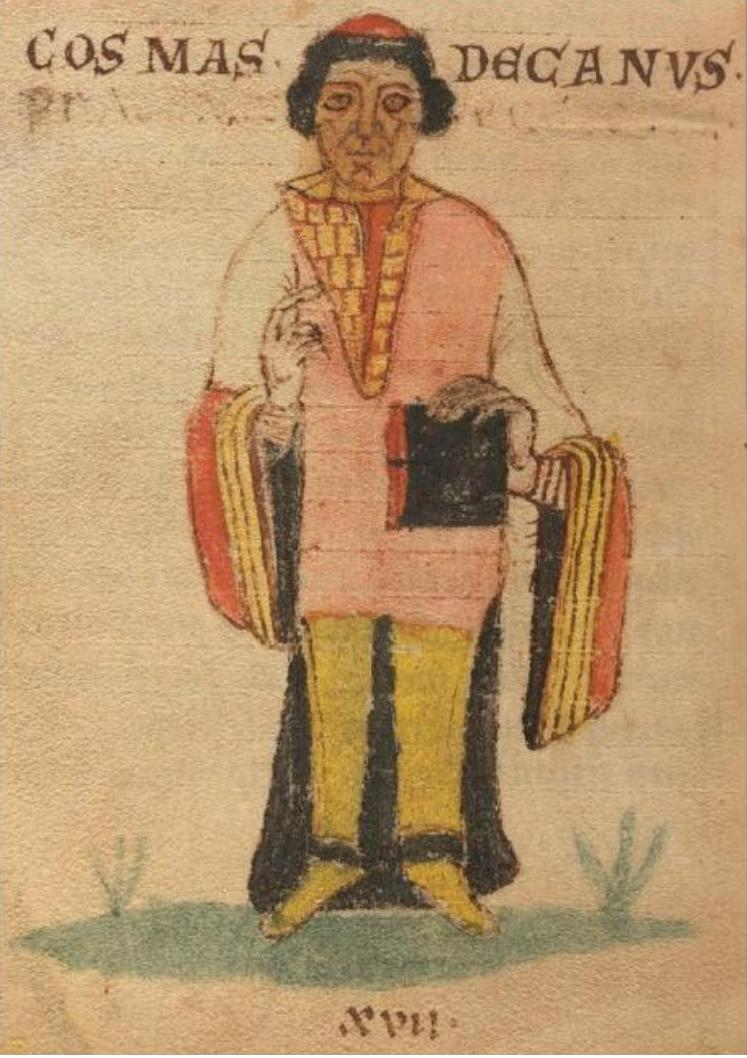
Kosmas

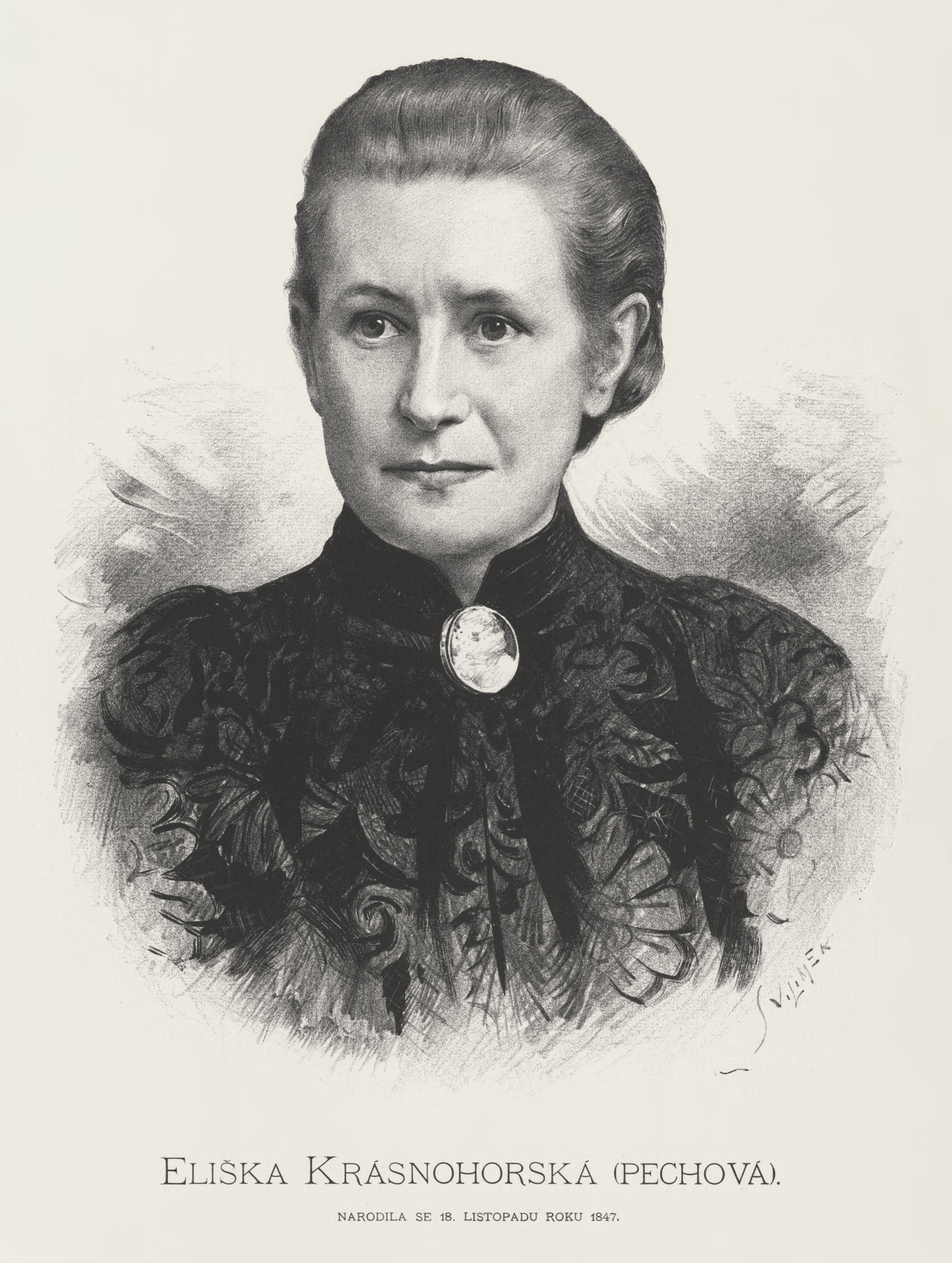
Eliška Krásnohorská

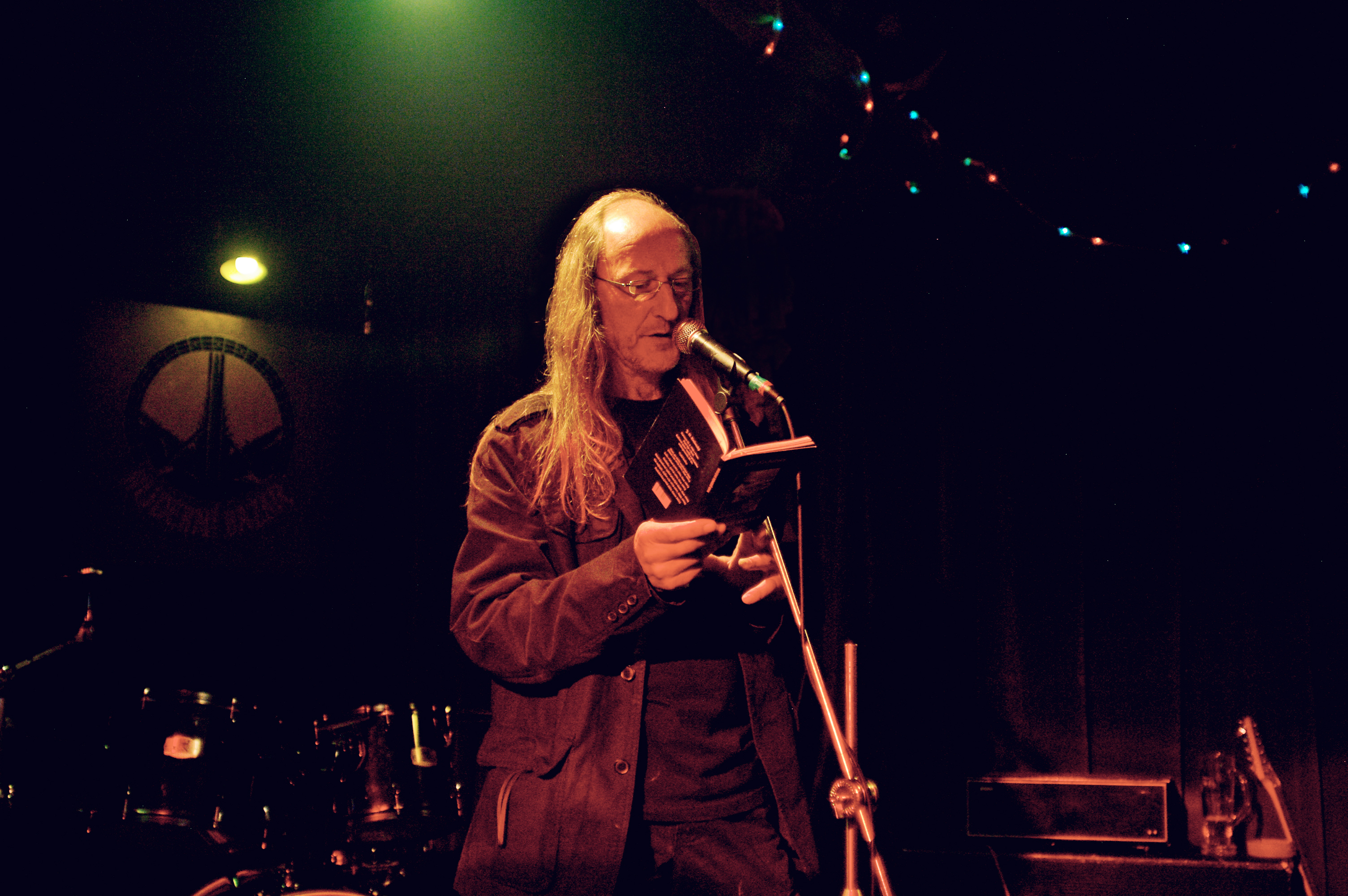
J. H. Krchovský

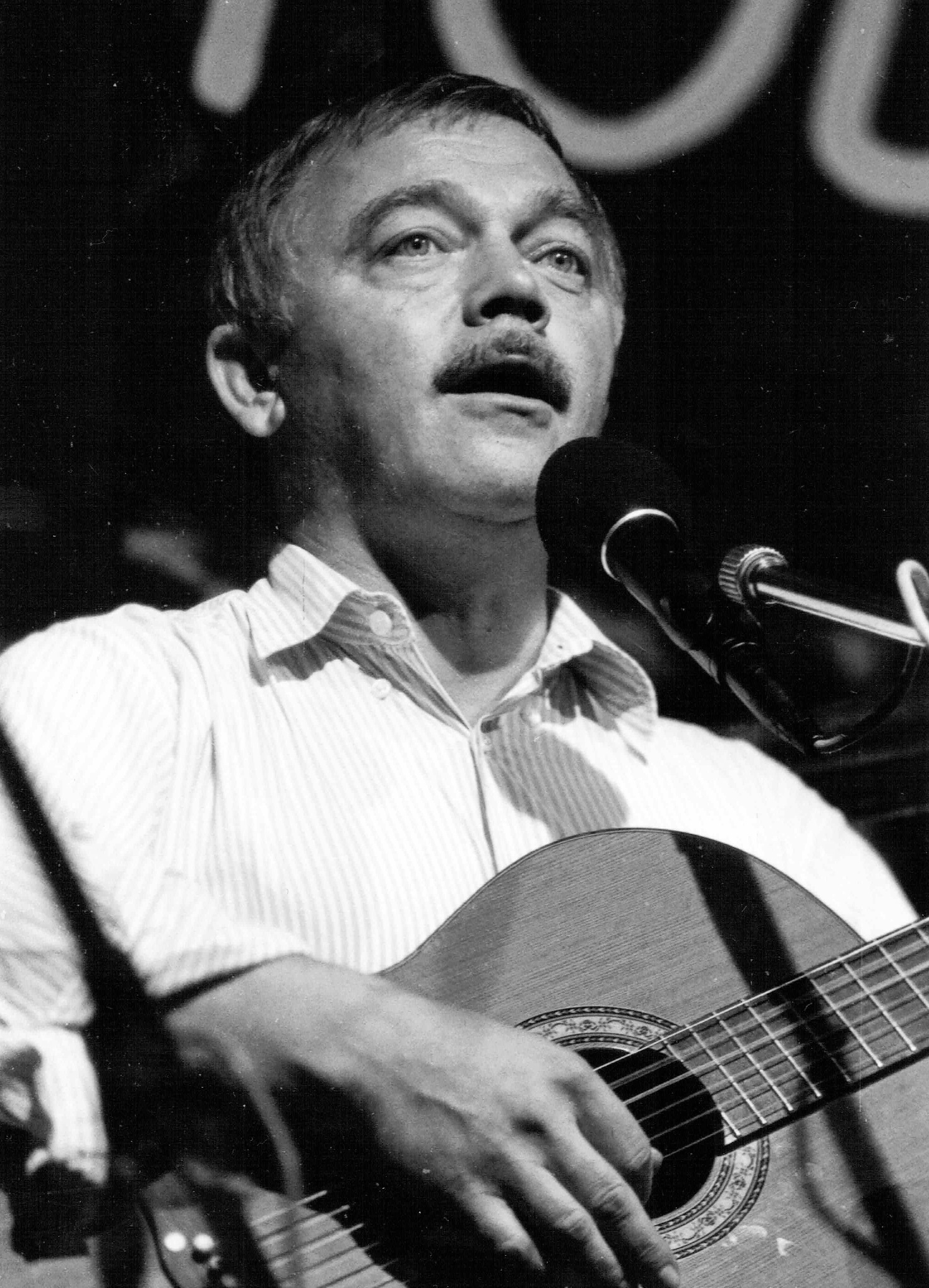
Karel Kryl

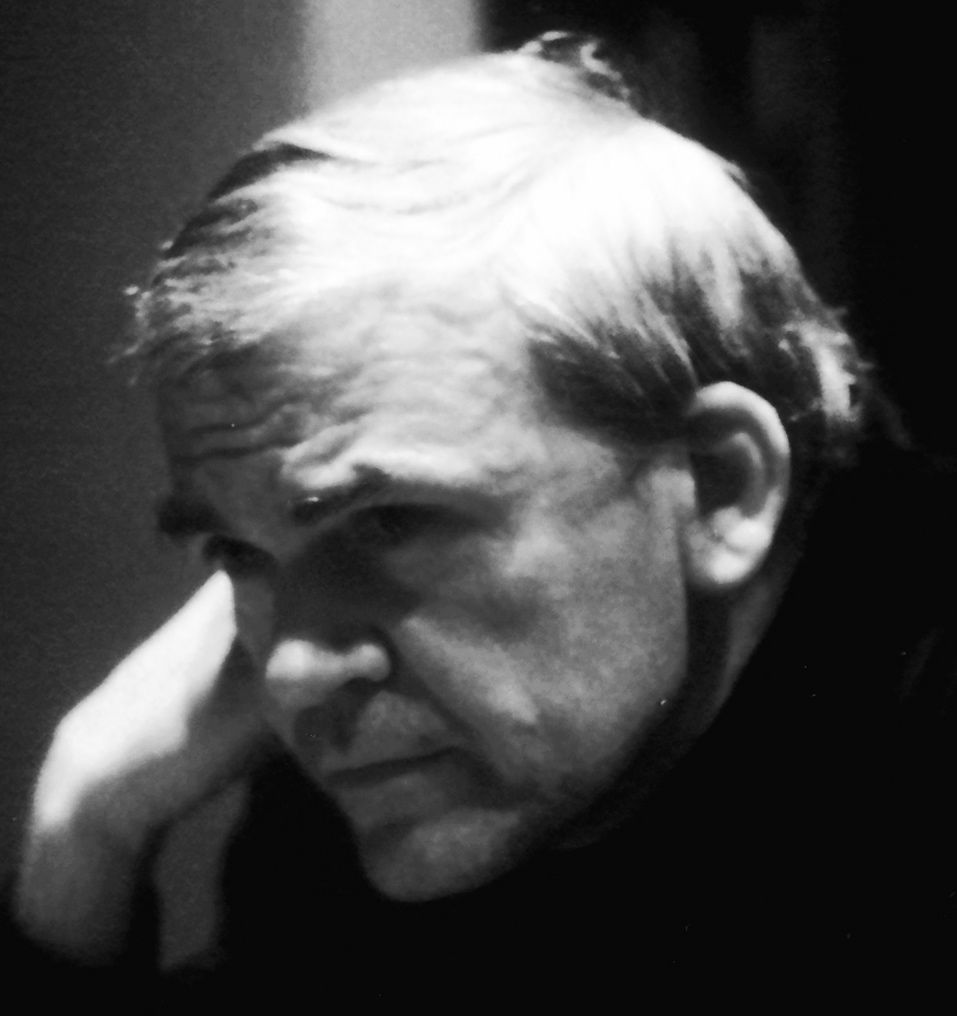
Milan Kundera

- Petr Kabeš (1941–2005), básník, šéfredaktor časopisu Sešity
- Svatopluk Kadlec (1898–1971), básník a překladatel z francouzštiny
- Marie Magdalena Kadlecová ( ? ), spisovatelka
- Vilma Kadlečková [vlastním jménem Vilma Klímová] (* 1971), spisovatelka science fiction a fantasy
- Felix Kadlinský (1613–1675)
- Franz Kafka (1883–1924), pražský německy píšící spisovatel židovského původu.
- Jiří Kahoun (1942–2017), spisovatel, autor mnoha knížek pro děti
- Václav Kahuda (vlastním jménem Petr Kratochvíl) (* 1965)
- Josef Kainar (1917–1971), básník
- Edmund Břetislav Kaizl (1836–1900), advokát, politik, básník a překladatel.
- Václav Kajdoš (1922–1990), prozaik a překladatel, autor sci-fi
- Čeněk Kalandra (1848–1928)
- Marie Kalašová (1854–1937), spisovatelka a překladatelka
- Rudolf Kalčík (1923–1980)
- Zdeněk Kalista (1900–1982), historik, básník a literární kritik
- Bohdan Kaminský (1859–1929), lyrický básník, překladatel a redaktor
- Vašek Káňa [vlastním jménem Stanislav Řáda] (1905–1985)
- Eva Kantůrková (* 1930)
- Václav Kaplický (1895–1982)
- Jan Karafiát (1846–1929), evangelický duchovní, teolog, autor známých Broučků
- Jiří Karásek ze Lvovic [vlastním jménem Josef Jiří Karásek] (1871–1951)
- Svatopluk Karásek (1942–2020), básník a písničkář
- Jiří Karen [vlastním jménem Ladislav Podmele] (1920–2000)
- Jiří Kárnet (1920–2011), esejista, básník, překladatel, novinář, dramatik, divadelní kritik a režisér
- Jan Kárník (1870–1958)
- Jana D. Karlíčková (vlastním jménem Jana Dvořáková) (* 1963)
- Lubor Kasal (* 1958), básník a publicista
- Oldřich Kašpar (* 1952)
- Jakuba Katalpa (vlastním jménem Tereza Jandová) (* 1979), spisovatelka a výtvarnice
- Heda Kaufmannová (1905–1981), spisovatelka a překladatelka
- Radko Kejzlar (1930–2012), filolog a literární vědec, překladatel z dánštiny, norštiny a švédštiny
- Agáta Kestřánková (* 1996), spisovatelka
- Jaromír Kincl (* 1930), spisovatel, televizní redaktor a scenárista, autor knih pro děti
- Egon Erwin Kisch (1885–1948)
- František Matouš Klácel (1808–1882)
- Klaret [vlastním jménem Bartoloměj z Chlumce] (asi 1320–1370), učenec, lékař a lexikograf, kanovník katedrály svatého Víta a mistr pražské univerzity
- Antonín Klášterský (1866–1938)
- Hana Klenková (rozená Jana Benešová) (1905–1992), autorka próz pro mládež i pro dospělé, překladatelka
- Michaela Klevisová (* 1976), spisovatelka a novinářka
- Václav Kliment Klicpera (1792–1859)
- Václav Klička [pseudonym Alexandr Lomm] (1925–1994)
- Benjamin Klička (1897–1943)
- Ivan Klíma (* 1931)
- Ladislav Klíma (1878–1928)
- Vladimíra Klimecká (* 1964), spisovatelka a laureátka Literární ceny Knižního klubu za rok 2013
- Hynek Klimek (* 1945), spisovatel, básník, novinář a publicista
- Ivan Kmínek (1953–2013), chemik a spisovatel science fiction
- Alexandr Kliment (1929–2017)
- Bohumila Klimšová (1851–1917), spisovatelka a překladatelka
- Vítězslava Klimtová (* 1941)
- Jiří Klobouk (* 1933)
- Karel Klostermann (1848–1923)
- Ludmila Klukanová (* 1936), spisovatelka
- Jan Pravoslav Koubek (1805–1854), pedagog, básník a politik
- Zuzana Koubková (* 1973), autorka historických románů
- Josef Knap (1900–1973)
- Jan Knob (1904–1977), český prozaik a publicista
- Karel Bohuš Kober (1849–1890)
- Natálie Kocábová (* 1984), spisovatelka, scenáristka a zpěvačka
- Václav František Kocmánek (1607–1679)
- Josef Kocourek (1909–1933)
- Vítězslav Kocourek (1920–1995), prozaik a překladatel
- Jakub D. Kočí (* 1977), spisovatel, básník, žurnalista, dramatik, písničkář a malíř
- Alex Koenigsmark (1944–2013), spisovatel, dramatik a scenárista, syn spisovatele Josefa Koenigsmarka
- Josef Koenigsmark (1916–1993), kabaretiér, prozaik, dramatik a básník
- Erazim Kohák (1933–2020), filozof a publicista
- Pavel Kohout (* 1928)
- Josef Koláček (1929–2019), katolický kněz, teolog, překladatel, spisovatel a publicista
- Martin Koláček (* 1981), spisovatel především sci-fi a humoristické literatury
- Josef Jiří Kolár (1812–1896), režisér Národního divadla v Praze, dramatik, básník, beletrista a překladatel z angličtiny, němčiny a francouzštiny
- Vladimír Kolár (* 1947)
- Jaromíra Kolárová (1919–2006)
- Jiří Kolář (1914–2002), básník, autor experimentální a vizuální poezie, dramatik a překladatel
- Františka Kolářová-Vlčková (1883–1956), spisovatelka a profesorka
- Kolda z Koldic (mezi 1265–1275 – mezi 1323–1327), dominikán, diplomat, dvořan a spisovatel
- Marie Koldinská (* 1971), historička, spisovatelka a publicistka
- Ján Kollár (1793–1852), básník, jazykovědec, historik a evangelický duchovní slovenského původu
- Karel Kolman (1892–1962), pedagog, kronikář, spisovatel, básník a vlastivědný pracovník, kazatel Církve bratrské
- Julius Komárek (1892–1955)
- Stanislav Komárek (* 1958)
- Jitka Komendová (* 1956), spisovatelka románů pro dívky
- Jan Amos Komenský (1592–1670), poslední biskup Jednoty bratrské, český teolog, filozof, pedagog a spisovatel
- Antonín Koniáš (1691–1760), kazatel, misionář, cenzor a náboženský spisovatel, člen jezuitského řádu
- Karel Konrád (1899–1971), novinář
- Kurt Konrad (1908–1941)
- Petr Kopal (1834–1917), vyšehradský kanovník, spisovatel a publicista
- Štěpán Kopřiva (* 1971), spisovatel, scenárista, režisér a autor komiksových libret
- Josef Kopta (1894–1962)
- Matěj Korambus († 1536), utrakvistický opat Emauzského kláštera, náboženský spisovatel, rektor Karlovy univerzity
- Helena Korejsová (1907–1945),spisovatelka, autorka dětských knih
- Viktorin Kornel ze Všehrd (okolo 1460–1520), humanistický překladatel a autor právnických spisů
- Marie Kornelová [vlastním jménem Marie Hrubešová] (1909–1978), spisovatelka a překladatelka
- Vladimír Körner (* 1939)
- Hana Marie Körnerová (* 1954), vlastním jménem Hana Martinková
- Jan Kořínek (1626–1680), jezuitský kněz, filozof a spisovatel
- Pavel Kosatík (* 1962), novinář, scenárista a spisovatel.
- Miloš Kosina (1909–1966), autor westernů, detektivek a dalších dobrodružných próz pro dospělé i mládež,
- Václav Kosmák (1843–1898), katolický kněz, fejetonista, romanopisec a satirik.
- Karel Kosík (1926–2003), filozof a literární teoretik
- Kosmas (asi 1045–1125)
- Josef Kostohryz (1907–1987), básník a překladatel
- Josef Košín z Radostova (1832–1911), advokát a spisovatel knih pro děti
- Petr Koťátko (* 1955), filozof a spisovatel
- Josef Koudelák (1906–1960), básník a prozaik
- František Kotleta (* 1981), vlastním jménem Leoš Kyša, autor akční sci-fi a fantasy.
- Jan Kotouč (* 1987), spisovatel science fiction
- Zuzana Koubková (* 1973), historické romány o přemyslovském státu
- Antonín Koukl (1860–1884), předčasně zemřelý spisovatel
- František Koukolík (* 1941)
- Josef Koutecký (1930–2019), lékař onkolog, autor literatury faktu a pohádek pro děti
- Josef Kovář (1901–1966), autor próz pro mládež především z přírodního prostředí
- Daniela Kovářová [pseudonym Ida Sebastiani] (* 1964), právnička, spisovatelka a advokátka
- Jan Kovářík (1950–2002), archeolog, publicista a spisovatel, bratr Vladimíra Kováříka
- Jiří Kovařík (* 1950), historik, literatura faktu
- Vladimír Kovářík (1913–1982), literární vědec, otec Jana a Vladimíra Kováříka
- Vladimír Kovářík (* 1946), spisovatel a publicista, bratr Jana Kováříka
- Jan Kozák (1921–1995), představitel socialistického realismu
- František Kožík (1909–1997)
- Beneš Krabice z Veitmile (psán též z Weitmile) († 1375)
- Petr Král (vlastním jménem Petr Chrzanovský) (* 1941), básník, prozaik, esejista a překladatel
- Ota Kramář (1922–1971)
- Alexandr Kramer (1946–2012), novinář, disident a autor sci-fi povídek
- Václav Matěj Kramerius (1753–1808), spisovatel, nakladatel a novinář, zakladatel novodobé české žurnalistiky
- Václav Rodomil Kramerius (1792–1861), redaktor, spisovatel a překladatel, syn Václava Matěje Krameria
- Eliška Krásnohorská (vlastním jménem Alžběta Pechová) (1847–1926)
- Antonín Kratochvil (1924–2004), exilový spisovatel
- Jaroslav Kratochvíl (1885–1945)
- Jiří Kratochvil (* 1940)
- Miloš Kratochvíl (* 1948), sportovní redaktor, spisovatel a televizní scenárista
- Miloš Václav Kratochvíl (1904–1988)
- Jana Kratochvílová (* 1961), autorka románů pro dívky
- Arno Kraus (starší) (1895–1975)
- Arno Kraus (mladší) (1921–1982)
- František R. Kraus (1903–1967)
- Ivan Kraus (* 1939)
- Karl Kraus (1874–1936)
- Jana Krejcarová (1928–1981), básnířka a prozaička
- Karel Krejčí (1904–1979), literární historik
- Vít Kremlička (* 1962), básník, spisovatel, literární publicista a hudebník
- Jan Krines (1897–1968), chodský kronikář, regionalista
- Matěj Krocín (asi 1583–1648), protestantský kněz a pobělohorský exulantský spisovatel
- Daniela Krolupperová (* 1969), spisovatelka dětských knih a překladatelka
- J. H. Krchovský [vlastním jménem Jiří Hásek] (* 1960)
- Zdeněk Kriebel (1911–1989), redaktor, básník, autor próz pro děti a mládež
- Eda Kriseová (* 1940)
- Rudolf Jaroslav Kronbauer (1864–1915)
- Josef Kroutvor (* 1942), esejista, umělecký historik a spisovatel
- Václav Krška (1900–1969), český prozaik, scenárista a režisér
- Karel Jindřich Krušina (1913–?), český prozaik a publicista.
- Karel Kryl (1944–1994), písničkář a básník
- Oldřich Kryštofek (1922–1985), básník, novinář, spisovatel, autor literatury pro děti
- František Křelina (1903–1976), katolický básník, spisovatel a dramatik, politický vězeň, otec Hany Pražákové
- Jiří Křenek (* 1933), redaktor, prozaik, dramatik
- Jan Křesadlo [vlastním jménem Václav Jaroslav Karel Pinkava] (1926–1995), spisovatel a básník
- Petr Křička (1884–1949), středoškolský profesor, básník a překladatel
- Vladimír Křivánek (* 1951)
- Ivan Kříž (1922–2020)
- Marie Kšajtová (* 1937), redaktorka, scenáristka, televizní dramaturgyně a spisovatelka knih pro děti.
- Marie Kubátová (1922–2013), spisovatelka, dramatička, představitelka krkonošské regionální literatury, její matkou byla Amálie Kutinová
- Josef Kubelka (1868–1894), básník, humoristický publicista a překladatel
- Jiří Kuběna (vlastním jménem Jiří Paukert) (1936–2017), básník a historik
- Blanka Kubešová (* 1944), spisovatelka a scenáristka
- Josef Štefan Kubín (1864–1965)
- František Kubka (1894–1969)
- Zdeněk Matěj Kuděj [vlastním jménem Zdeněk Marian Kuděj] (1881–1955), novinář, cestovatel, překladatel a spisovatel
- Josef Kudela (1886–1942), legionářský spisovatel a pedagog
- Ivana Kuglerová (* 1978), spisovatelka fantasy
- Josef Kuchynka (1906–1978), učitel, psycholog a spisovatel
- Božena Kuklová-Jíšová (1929–2014), spisovatelka a básnířka
- Beneš Method Kulda (1820–1903), moravský kněz a buditel, spisovatel a sběratel lidových písní a pohádek
- Jiří Kulhánek (* 1967), autor knih science fiction a fantasy
- Erich Kulka (1911–1995)
- Ludvík Kundera (1920–2010)
- Milan Kundera (* 1929)
- Václav Kural (1928–2011), historik a autor literatury faktu
- Josef Kutík (1923–1987), prozaik, autor knih pro mládež.
- Amálie Kutinová (1898–1965), spisovatelka, matka Marie Kubátové
- Kuzma [vlastním jménem Josef Cheth Novotný] (1900–1967), spisovatel a překladatel, publicista a fejetonista
- Jaroslav Kvapil (1868–1950)
- Pavel Kypr [pseudonym Pavel Tkadlec nebo Jan Dewaren] (1909–1976), básník, dramatik, prozaik a překladatel
- Pavel Kyrmezer (kolem 1550–1589), spisovatel, dramatik, kněz
- Marie Kyzlinková (1889–1969), autorka konvenčních ženských románů

## L

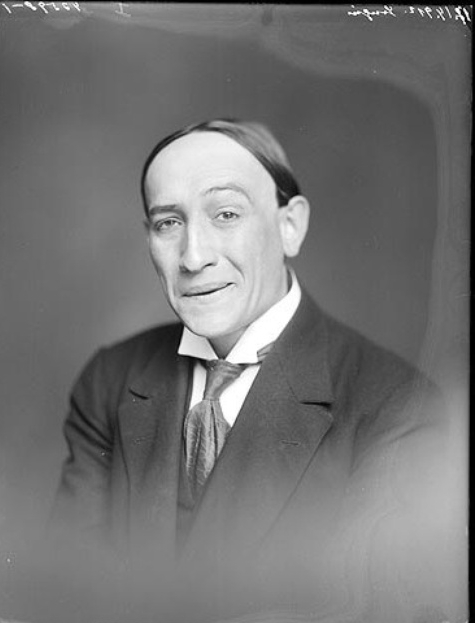
Emil Artur Longen

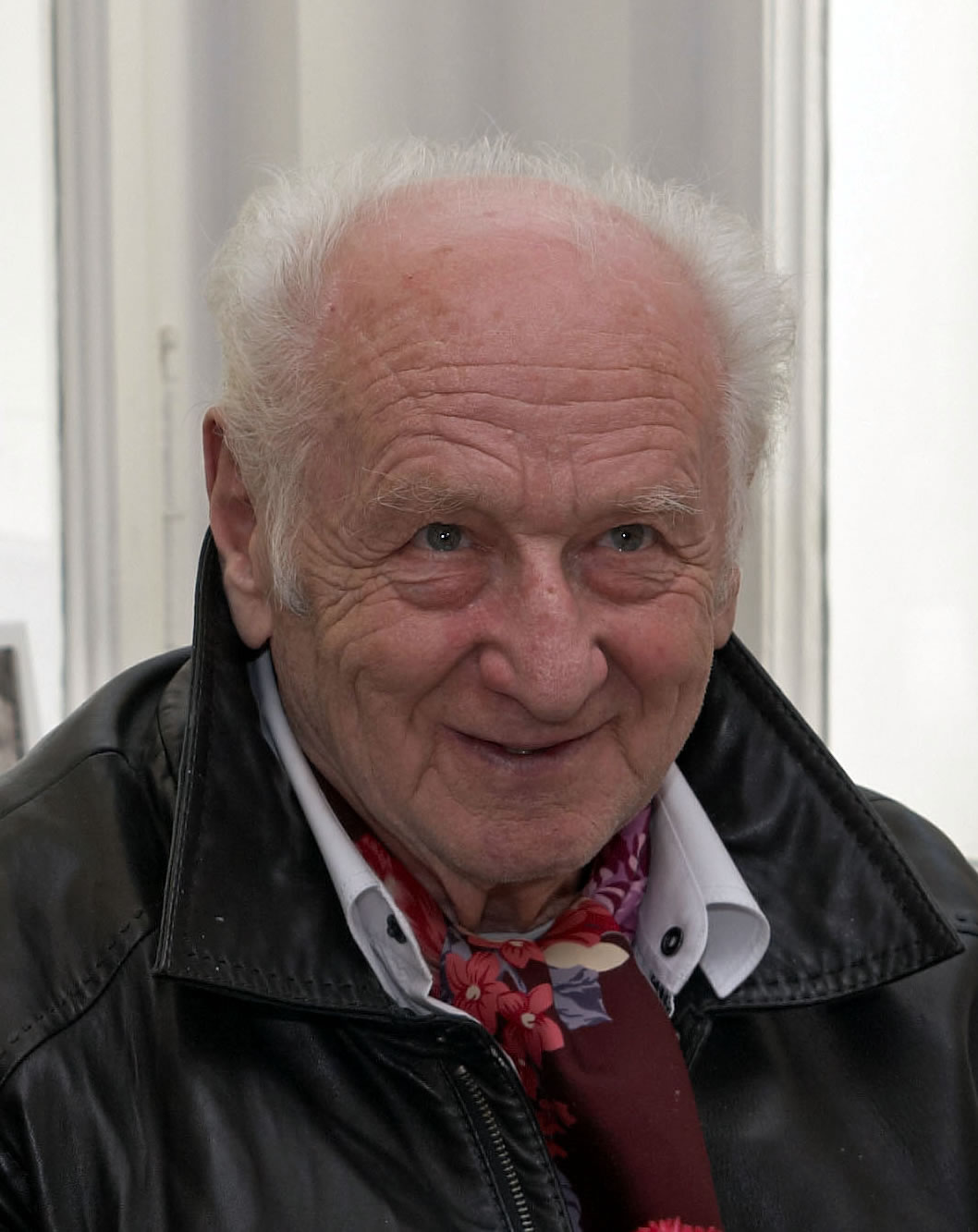
Arnošt Lustig

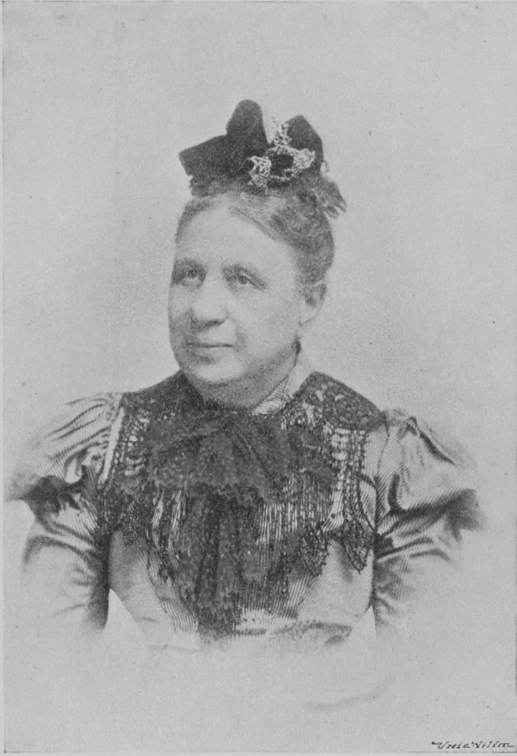
Věnceslava Lužická

- Václav Lacina (1906–1993). prozaik, básník a humorista
- Josef Lada (1887–1957)
- Lenka Lanczová (* 1964), autorka literatury pro mládež
- Vladimír Landa (1922–1989), autor špionážních a kriminálních románů
- Vladimír Landa (1923–1988), autor baladických příběhů z Chorvatska
- Ivan Landsmann (1949–2017)
- Eva Landštofová (* 1924)
- Alois Lang (1869–1957), ThDr., zabýval se především křesťanskou mystickou literaturou
- František Langer (1888–1965)
- Jiří Langer (1894-1943), pražský židovský básník, publicista a překladatel, bratr Františka Langera
- Josef Jaroslav Langer (1806–1846)
- Martin Langer (* 1972)
- Sylva Lauerová [občanským jménem Markéta Elisabeth Kühn] (* 1962), spisovatelka a básnířka
- Iveta Lažanská (* 1970), spisovatelka knih pro ženy a dívky
- Květa Legátová (vlastním jménem Věra Hofmanová) (1919–2012)
- Paul Leppin (1878–1945), pražský německy píšící spisovatel
- Jiří Levý (1926–1967)
- Otakar Levý (1896–1946)
- Jan Liberda (asi 1701–1742)
- Antonín Jaroslav Liehm (1924–2020), filmový a literární kritik, publicista
- Míla Linc (* 1982), spisovatel žánru sci-fi a fantasy
- Josef Linda (1789 nebo 1792–1834), spisovatel, dramatik a pravděpodobně společně s Václavem Hankou falzifikátor tzv. Rukopisů
- Věra Linhartová (* 1938)
- Helena Lisická (1930–2009), etnografka a spisovatelka, autorka pohádek a pověstí
- František Listopad (1921–2017)
- Hilarius Litoměřický (asi 1420–1468)
- Stanislav Lom [vlastním jménem Stanislav Mojžíš] (1883–1967)
- Šimon Lomnický (1552–1623)
- Artur London (1915–1986)
- Emil Artur Longen [vlastním jménem Emil Artur Pitterman] (1885–1936)
- Jan Lopatka (1940–1993), literární kritik, redaktor a editor, signatář Charty 77.
- Jarmila Loukotková (1923–2007)
- Věra Ludíková (* 1943)
- Jitka Ludvíková (* 1981), autorka humoristických próz a knih pro děti
- Lukáš Pražský (asi 1460–1528)
- Lukáš Luhan (vlastním jménem Jiří Mareš) (1922–1997)
- Lucie Lukačovičová (* 1980)
- Milena Lukešová (1922–2008), spisovatelka, autorka knih pro děti a mládež
- Martin Lupáč († 1468)
- Prokop Lupáč z Hlaváčova (asi 1530–1587)
- Rudolf Luskač (1899–1971)
- Arnošt Lustig (1926–2011)
- Věnceslava Lužická [vlastním jménem Anna Srbová] (1835–1920), vlastenecká spisovatelka, autorka výchovně zábavné četby pro dívky
- Zdeněk Lyčka (* 1958), politik, překladatel a spisovatel
- Óndra Łysohorsky (1905–1989), lašský básník

## M

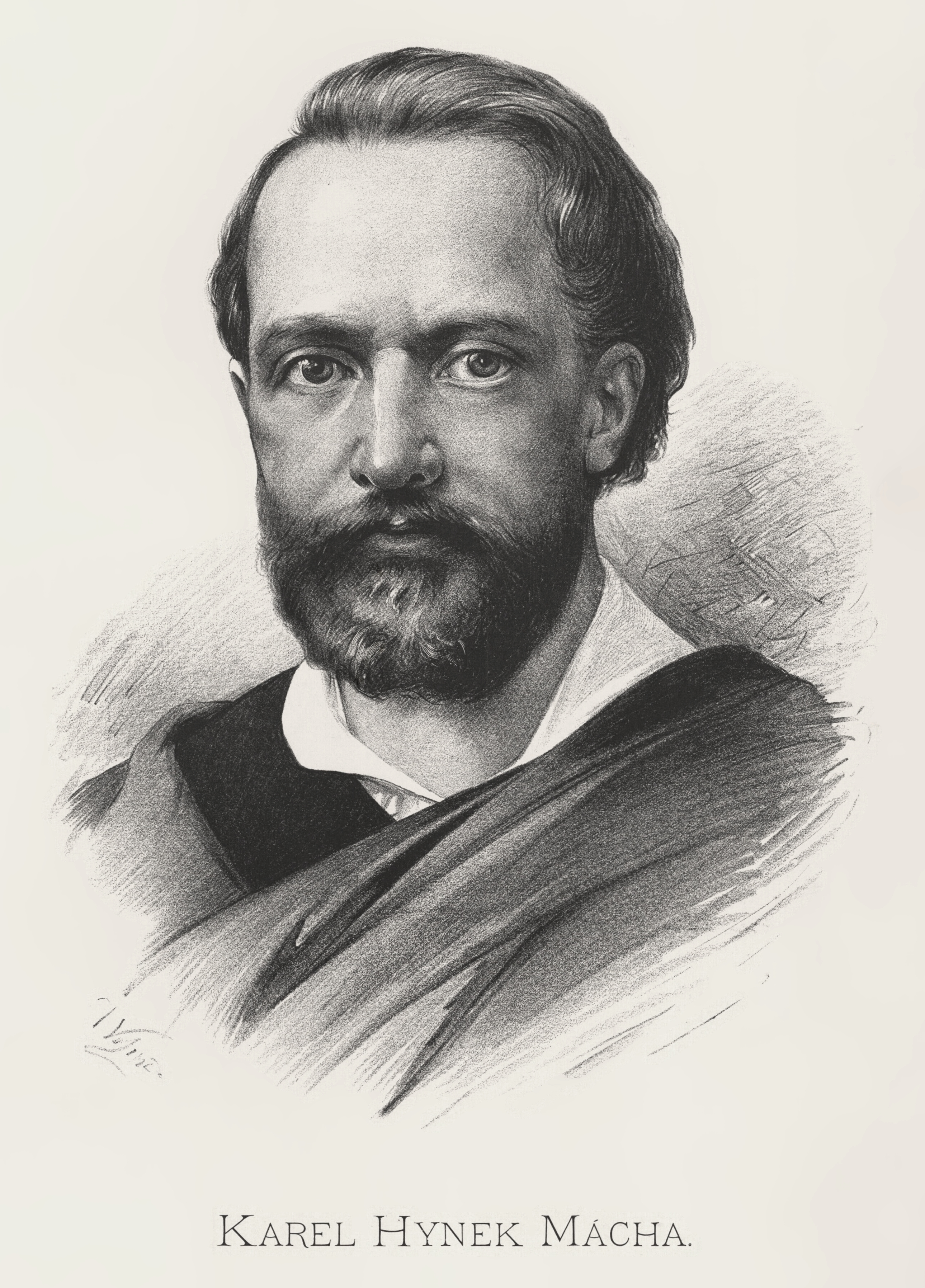
Karel Hynek Mácha

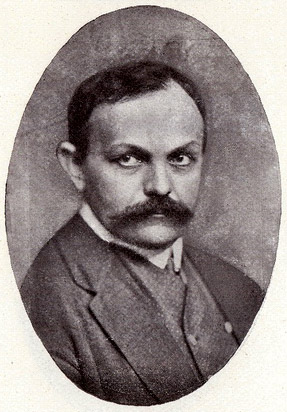
Josef Svatopluk Machar

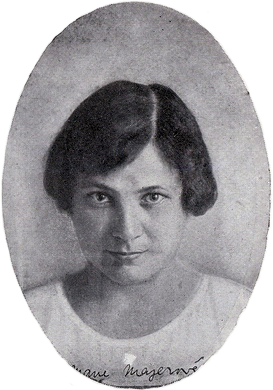
Marie Majerová

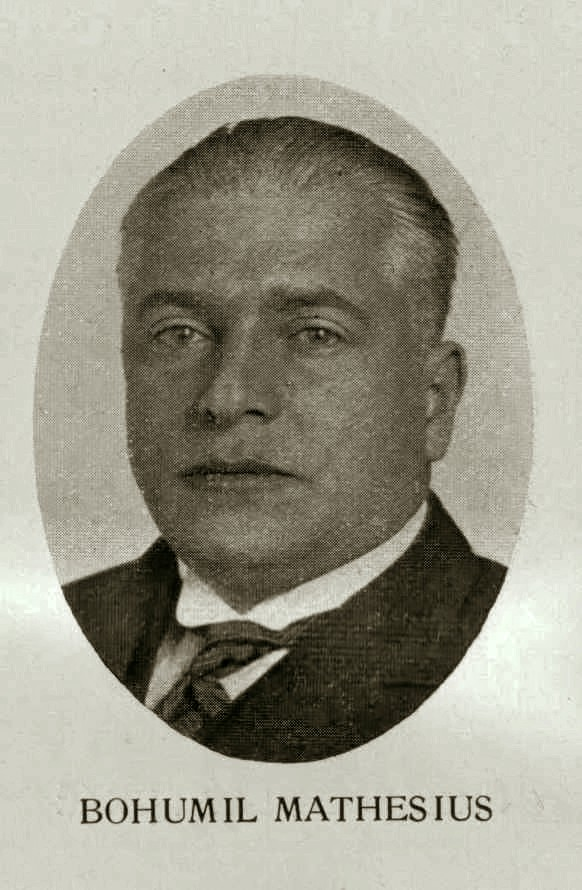
Bohumil Mathesius

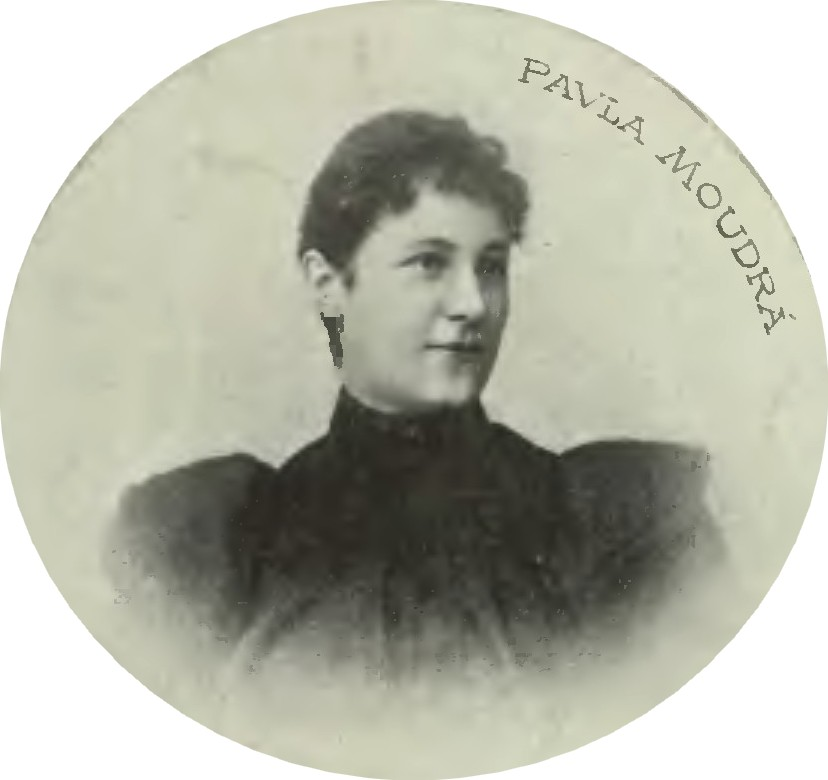
Pavla Moudrá

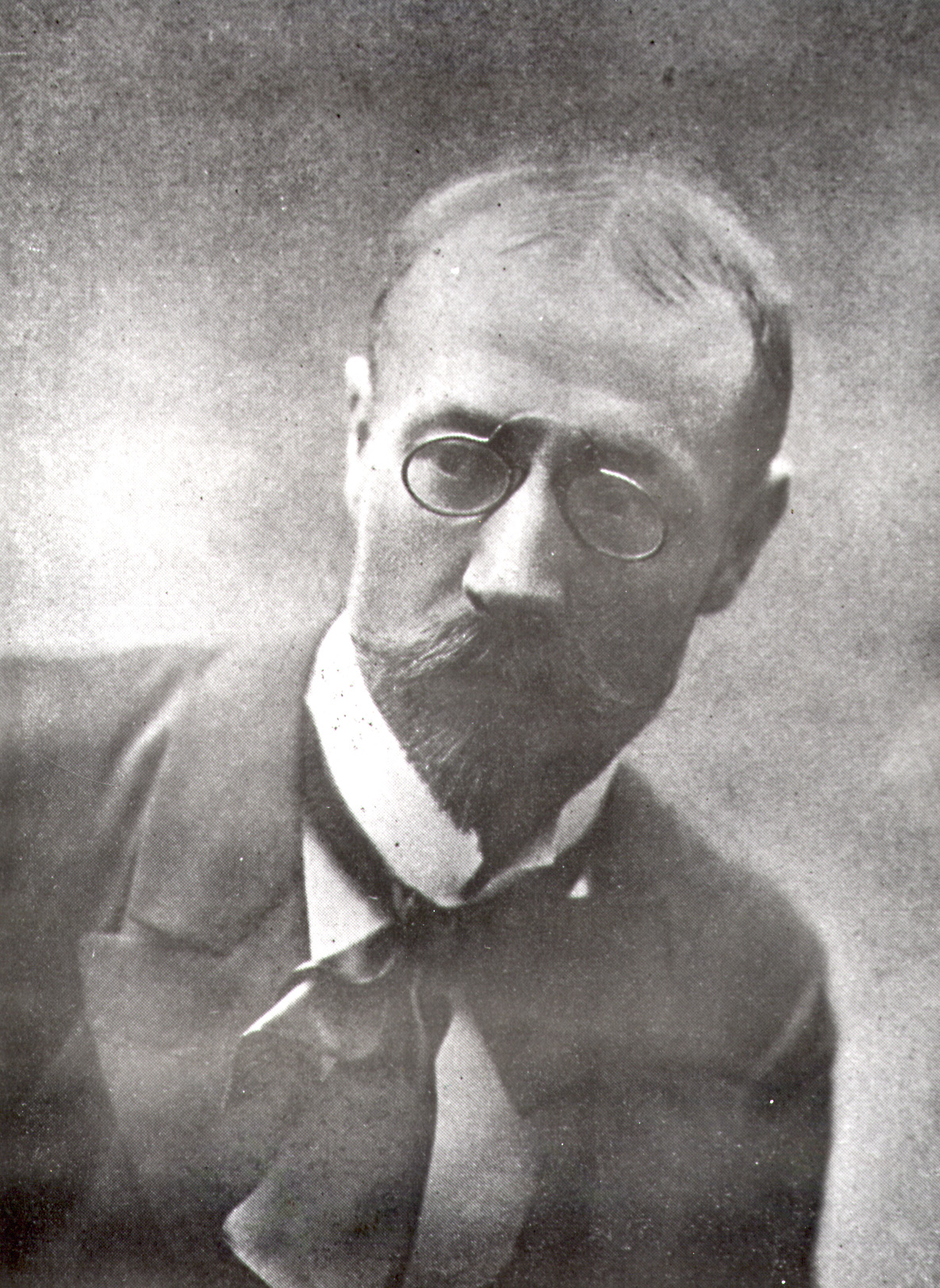
Alois Mrštík

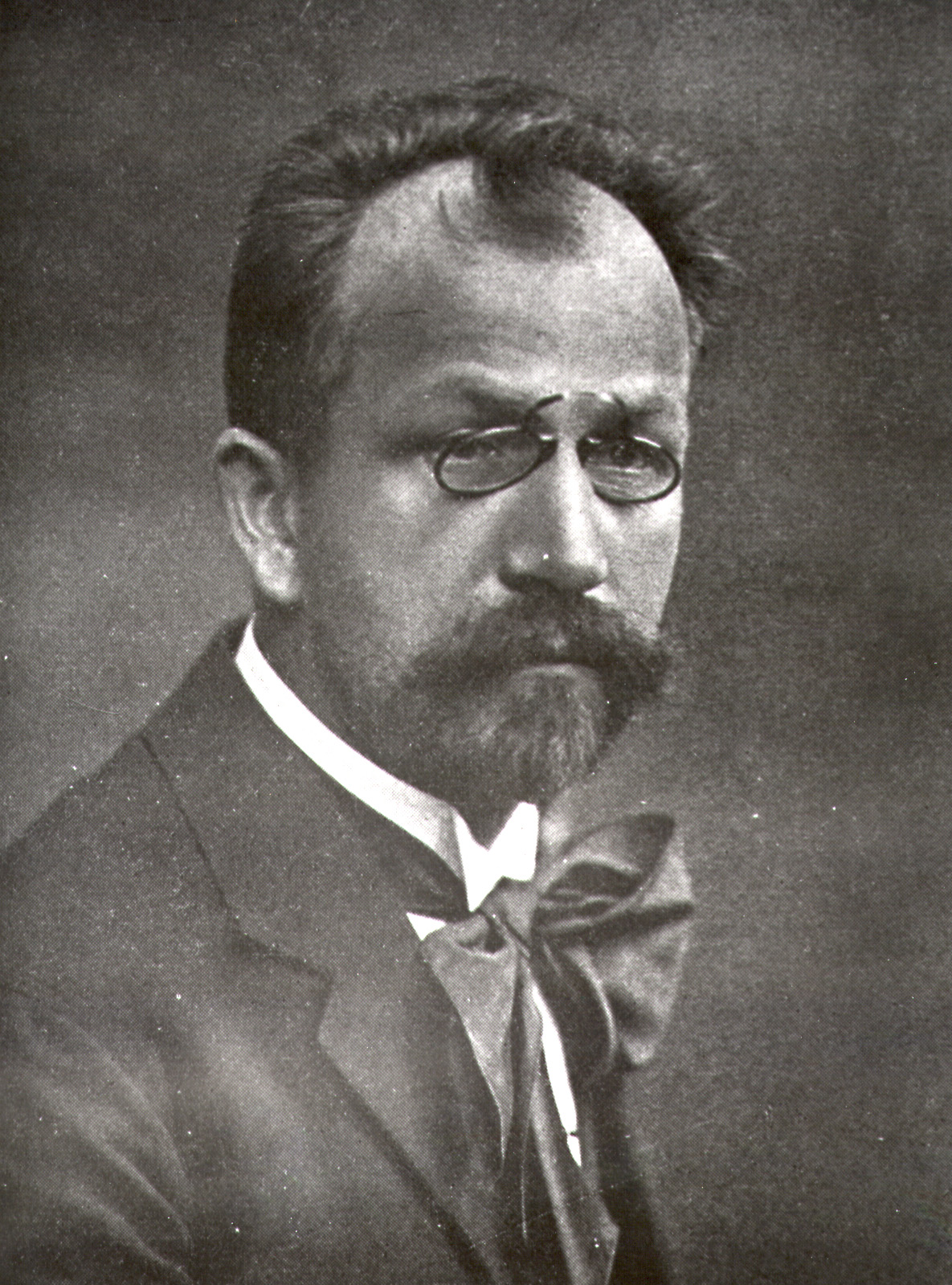
Vilém Mrštík

- Petr Macek (* 1981), novinář, spisovatel a televizní scenárista
- Ludmila Macešková (1898–1974), básnířka
- Miloš Macourek (1926–2002), básník, dramatik a filmový scenárista
- Ondřej Macura (* 1980), básník
- Vladimír Macura (1945–1999), literární vědec, prozaik a překladatel
- Tomáš Magnusek (* 1984), herec, spisovatel, filmový scenárista a režisér
- Jiří Mahen (1882–1939)
- Josef Mach (1883–1951), humorista, vlastenec, novinář, spisovatel, překladatel
- Karel Hynek Mácha (1810–1836), romantický spisovatel
- Simeon Karel Macháček (1799–1846), středoškolský profesor, básník, dramatik a překladatel.
- Libor Machala (* 1970), autor sci-fi a fantasy
- Josef Svatopluk Machar (1864–1942)
- Marie Majerová [vlastním jménem Marie Bartošová] (1882–1967)
- Milena Majorová (1922–2014), novinářka, spisovatelka, popularizátorka pravidel společenského chování
- Zuzana Maléřová (* 1965), spisovatelka a publicistka
- Jaroslav Malina (* 1945), antropolog, archeolog a spisovatel
- Zbyněk Malinský (1923–2005), spisovatel, autor pohádek, scenárista a textař
- Helena Malířová (1877–1940), novinářka, spisovatelka, publicistka a překladatelka
- Radek Malý (* 1977), básník, publicista a překladatel
- Lubomír Man (* 1930), spisovatel
- Monika Maratová (* 1968), spisovatelka
- Marcella Marboe-Hrabincová (* 1946), prozaička, autorka knih pro děti
- Antonín Marek (1785–1877)
- Jan Jindřich Marek (1803–1853), obrozenecký kněz a spisovatel, svá díla publikoval pod pseudonymem Jan z Hvězdy.
- Jindřich Marek (* 1952), učitel, historik a publicista
- Jiří Marek [vlastním jménem Josef Jiří Püchwein] (1914–1994)
- Jaroslav Mareš (* 1937), spisovatel, cestovatel a zoolog
- Zdeněk Mareš (* 1931), prozaik, autor knih pro mládež
- Jaroslav Maria [vlastním jménem Jaroslav Mayer] (1870–1942), právník, spisovatel, dramatik a esejista
- Jan Martinec (1915–1995)
- Vojtěch Martínek (1887–1960)
- Jiří Mařánek (1891–1959)
- Kamil Mařík (* 1946), básník a překladatel
- Antonín Máša (1935–2001), spisovatel, scenárista, dramatik, režisér, publicista a filmový manažer
- Petr Mašek (* 1959)
- Matěj z Janova († 1394)
- Josef Matějka (1879–1909)
- Pavla Maternová (1858–1923), česká učitelka, redaktorka, překladatelka, literární kritička, básnířka a průkopnice ženského hnutí
- Bohumil Mathesius (1888–1952)
- Ivan Matoušek (* 1948), prozaik
- Tereza Matoušková (* 1990), spisovatelka dark fantasy
- Antonín Matula (1885-1953), spisovatel a literární teoretik, představitel ruralismu, manžel Milady Matulové.
- Milada Matulová (1895–1986), spisovatelka moravského venkova, manželka Antonína Matuly
- Beáta Matyášová (* 1979), spisovatelka knih pro ženy
- Veronika Matysová (* 1976), spisovatelka a překladatelka
- Rudolf Mayer (1837–1865)
- Jaroslav Mazáč (1934–2006)
- Tomáš Mazáč (1962–2017)
- Leonard Medek (* 1962), spisovatel fantastiky
- Rudolf Medek (1890–1940)
- Tylda Meinecková (1888–1938), spisovatelka a překladatelka
- Hynek Jaroslav Mejsnar (1837—1895), středoškolský profesor, klasický filolog, básník a překladatel
- Jiří Melíšek (* 1932)
- Eva Melmuková (* 1932), evangelická teoložka, historička
- Břetislav Mencák (1903–1981), básník a překladatel především ze sevrských jazyků
- František Daniel Merth (1915–1995), římskokatolický kněz, básník
- Bořek Mezník (* 1974), básník
- Daniel Micka (* 1963), spisovatel a překladatel z angličtiny
- Daniela Mičanová (* 1972), spisovatelka a překladatelka
- Karel Michal [vlastním jménem Pavel Buksa] (1932–1984), spisovatel, scenárista a dramatik
- Marie Michlová (* 1989), spisovatelka
- Adam Michna z Otradovic (1600–1676), autor duchovních textů a duchovní hudby
- Zdeněk Míka (* 1936), historik, muzejní pracovník a autor literatury faktu
- Marka Míková (* 1959), herečka, hudebnice, režisérka, moderátorka a autorka knih pro děti
- Václav Miko (* 1971), spisovatel, publicista
- Ferdinand Břetislav Mikovec (1826–1862), dramatik, básník a organizátor kulturního života.
- Ivan Otto Mikšovič (1909–1987), skaut, novinář a spisovatel.
- Mikuláš z Pelhřimova (asi 1385 – asi 1459)
- Oldřich Mikulášek (1910–1985)
- Jan Milíč z Kroměříže († 1374)
- Karel Milota (1937–2002), romanopisec
- Václava Molcarová (* 1969), veterinářka a spisovatelka
- Simona Monyová (vlastním jménem Simona Ingrová) (1967–2011), spisovatelka
- Jana Moravcová (provdaná Jana Neumannová) (* 1937)
- Jaroslav Moravec (1900–1974), nakladatel, knihkupec, redaktor, spisovatel a překladatel
- Miroslav Moravec (* 1948)
- Jan Morávek (1888–1958)
- Vojtěch Mornstein (* 1955), biofyzik, vysokoškolský pedagog a spisovatel sci-fi
- Alena Mornštajnová (* 1963), spisovatelka a překladatelka.
- Bedřich Moser (1821–1864), humorista, redaktor a vydavatel
- Jaroslava Moserová (1930–2006), lékařka, spisovatelka, překladatelka, diplomatka a politička
- Jaroslav Mostecký (* 1963)
- Michal Institoris Mošovský ml. (1732–1803), spisovatel a bibliofil, evangelický duchovní
- Petr Motýl (* 1964), básník, prozaik, autor divadelních her, umělecký kritik, vydavatel časopisů a internetových periodik
- Pavla Moudrá (1861–1940), spisovatelka a překladatelka, autorka didaktických povídek pro dívky
- Martin Moudrý, pseudonym českého spisovatele science fiction, fantasy a hororu
- Václav Emanuel Mourek (1846–1911), univerzitní profesor, jazykovědec, lexikograf, autor cestopisů a překladatel
- Alena Mrázová (* 1958), spisovatelka a překladatelka
- Alois Mrštík (1861–1925)
- Vilém Mrštík (1863–1912)
- Berta Mühlsteinová (1841–1887), básnířka a spisovatelka
- Jiří Mucha (1915–1991), prozaik, publicista, scenárista a překladatel, syn Alfonse Muchy
- Josef Müldner (1880–1954), spisovatel, průkopník sci-fi
- Jan Mukařovský (1891–1975), estetik, jazykovědec a literární teoretik
- Martin Mykiska (* 1966), autor cestopisů
- Míla Myslíková (1933–2005), herečka, autorka cestopisů a knížek pro děti
- Ivana Myšková (* 1981), spisovatelka a novinářka

## N
- Pavel Nauman (1907–1976)

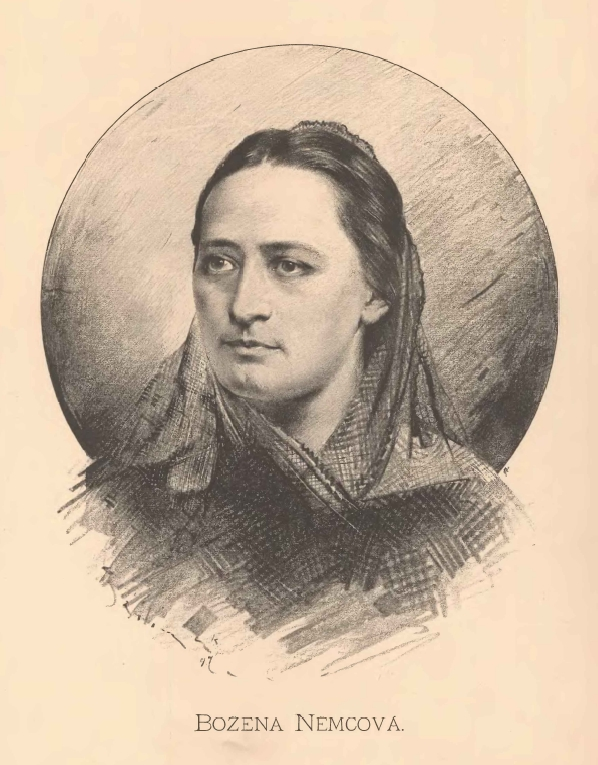
Božena Němcová

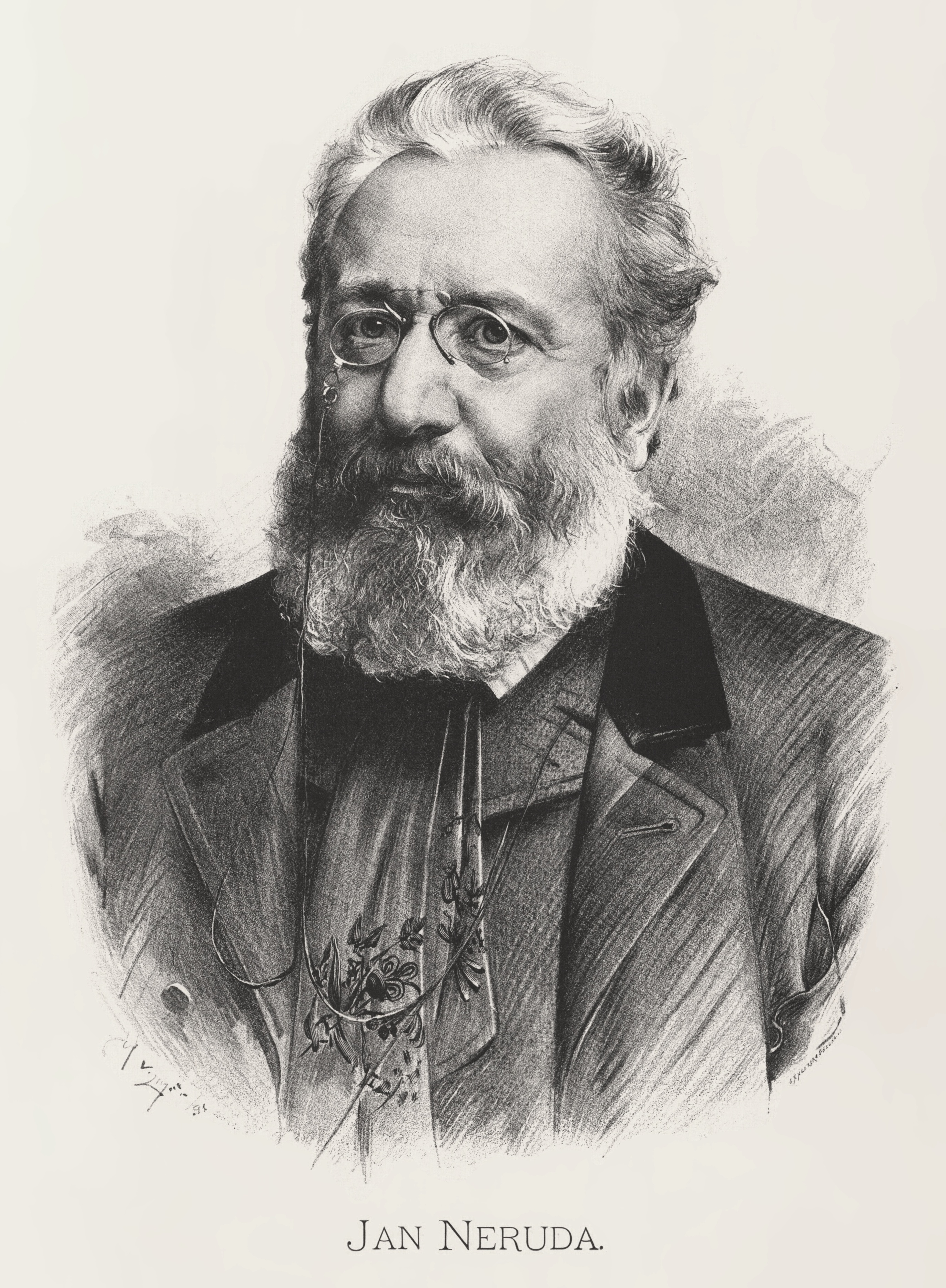
Jan Neruda

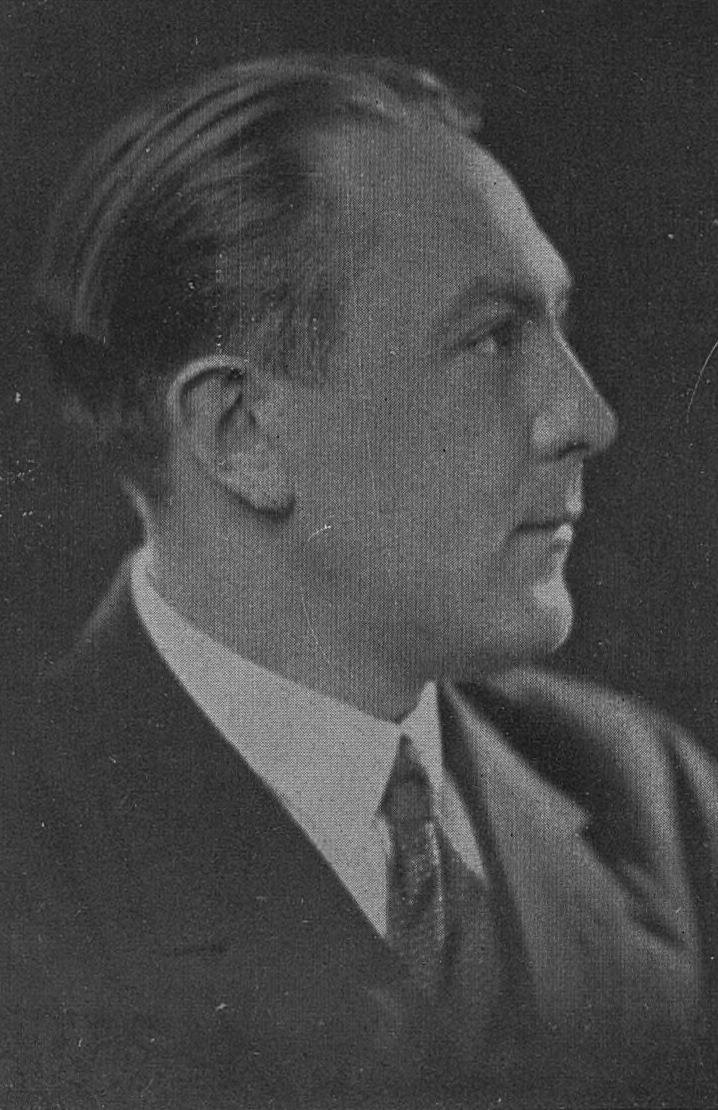
Vítězslav Nezval

- Luděk Navara (* 1964), spisovatel literatury faktu, publicista, scenárista a historik
- Václav Bolemír Nebeský (1818–1882), básník
- Jan Evangelista Nečas (1849–1919]), právník a soudce, básník a překladatel.
- Jaroslav Nečas (1913–1988), středoškolský profesor, básník, redaktor, překladatel a literární vědec, bratr Bohuslavy Bradbrookové
- Ondřej Neff (* 1945)
- Vladimír Neff (1909–1983)
- František Nechvátal (1905–1983)
- Jan Nejedlý (1776–1834), profesor českého jazyka a literatury, básník, redaktor a překladatel
- Vojtěch Nejedlý (1772–1844), katolický kněz a básník raného obrození
- Zdeněk Nejedlý (1878–1962)
- Božena Němcová (1820?–1862)
- František Němec (1902–1963)
- Tomáš Němec (* 1976), spisovatel věnující se žánru science fiction a fantasy
- Jan Němec (* 1981), spisovatel a novinář
- Zdeněk Němeček (1894–1957)
- Petra Neomillnerová (* 1970), autorka fantasy literatury
- František Nepil (1929–1995), humorista
- Jitka Neradová (* 1969), spisovatelka a pedagožka
- Jan Neruda (1834–1891)
- Josef Nesvadba (1926–2005)
- Miloš Nesvadba (1925–2020), herec, ilustrátor a spisovatel
- Matěj Netval (1859–1947)
- Zdeněk Neubauer (1942–2016), biolog, filozof a publicista
- Stanislav Neumann (1927–1970), básník
- Stanislav Kostka Neumann (1875–1947)
- František Neužil (1907–1995), básník, romanopisec, autor knih pro mládež, učitel, archivář a redaktor
- Olga Neveršilová (* 1934), básnířka, autorka literárněvědných studií a překladatelka
- Petr Nevod (1922–1989)
- Miloslav Nevrlý (* 1933)
- Martin Nezval (* 1960)
- Vítězslav Nezval (1900–1958)
- František Niedl (* 1949)
- Stanislava Nopová (* 1953), spisovatelka, vydavatelka, básnířka
- Věra Nosková (* 1947), spisovatelka
- A. C. Nor [vlastním jménem Josef Kaván] (1903–1986), spisovatel
- Arne Novák (1880–1939), literární kritik
- Jan A. Novák (* 1951), spisovatel, publicista, novinář a fotograf
- Jaroslav Novák (1894–1965), skaut a spisovatel knih pro mládež
- Julie Nováková (* 1991), spisovatelka science fiction, detektivek a fantasy
- Luisa Nováková (* 1971)
- Marie Nováková (1883–1954), autorka především dobrodružných příběhů pro děti a mládež
- Teréza Nováková (1853–1912)
- Zuzana Nováková (* 1943), básnířka, spisovatelka, autorka řady knih pro děti
- David Jan Novotný (* 1947), spisovatel, scenárista, publicista, vysokoškolský profesor
- František Novotný (* 1944), spisovatel sci-fi literatury
- Václav Juda Novotný (1849–1922), český hudební spisovatel (autor libret a jejich překladů) a skladatel
- Karel Nový (vlastním jménem Karel Novák) (1890–1980)
- Jenny Nowak (vlastním jménem Jana Moravcová) (* 1955), redaktorka a spisovatelka žánru historické fikce
- Olga Nytrová (* 1949), spisovatelka, publicistka, dramaturgyně, duchovní Církve československé husitské a pedagožka

## O

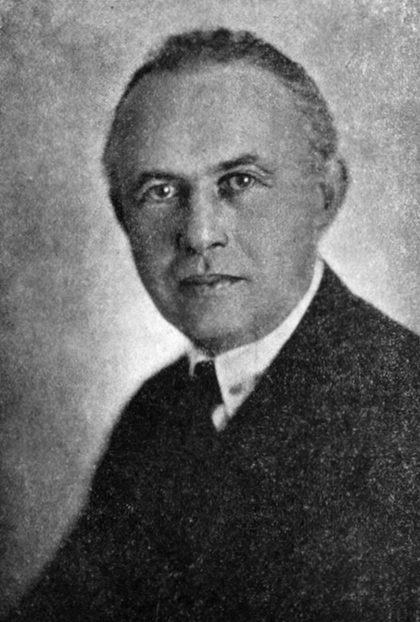
Ivan Olbracht

- Peregrin Obdržálek (1825–1891), římskokatolický kněz, básník, autor humoristických textů
- Milena Oda (rodným jménem Šulcová) (* 1975), česká německy píšící spisovatelka a překladatelka
- Ivo Odehnal (* 1936)
- Ivan Olbracht (1882–1952)
- Augustin Olomoucký (1467–1513)
- Jaroslav Olša, jr. (* 1964)
- František Omelka (1904–1960)
- Jiří Opelík (1930–2024), literární kritik
- Jiří Orten [vlastním jménem Jiří Ohrenstein] (1919–1941)
- Zdeňka Ortová (* 1961), spisovatelka
- Jan Otčenášek (1924–1979)
- Jan Otto (1841–1916)
- Václav Oukropec (1897–1968)
- Patrik Ouředník (* 1957)
- Alena Ovčačíková (1956–2017), spisovatelka a politička

## P

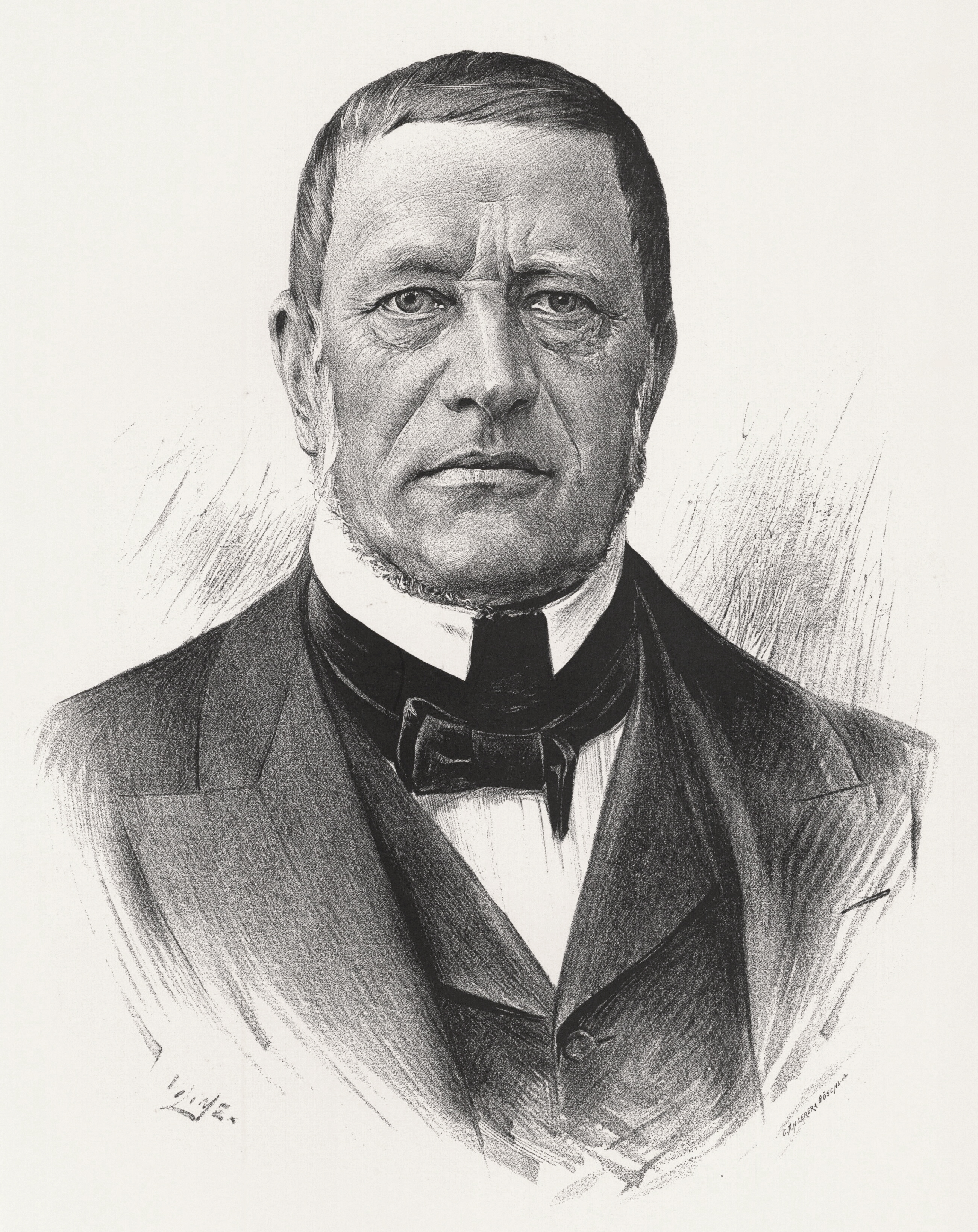
František Palacký

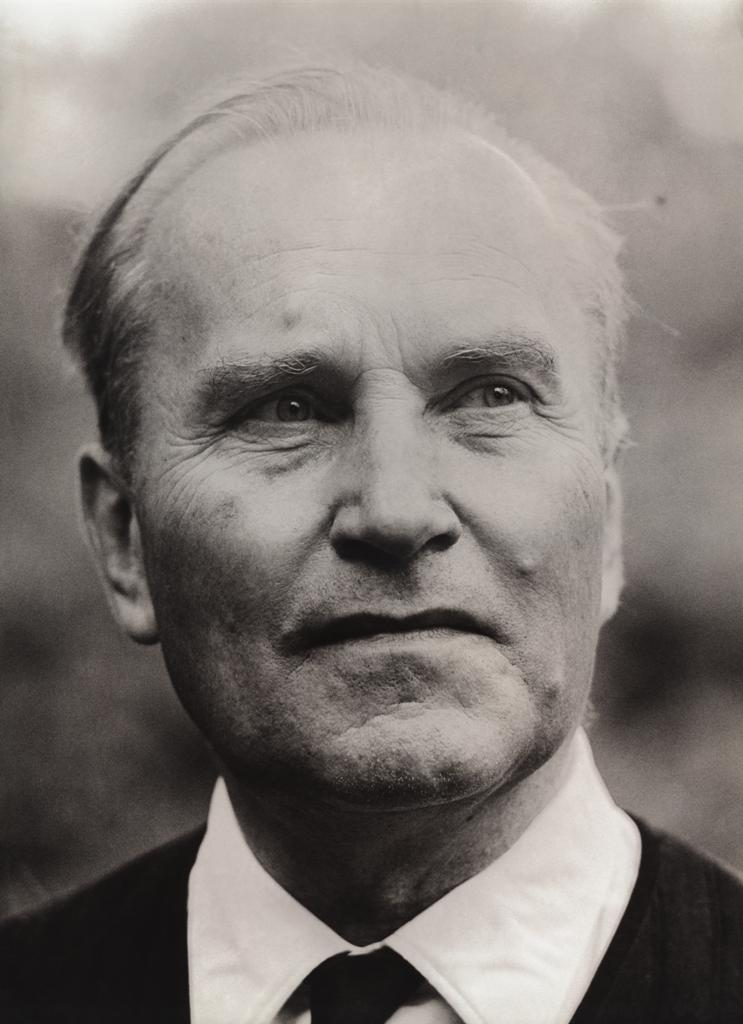
Jan Patočka

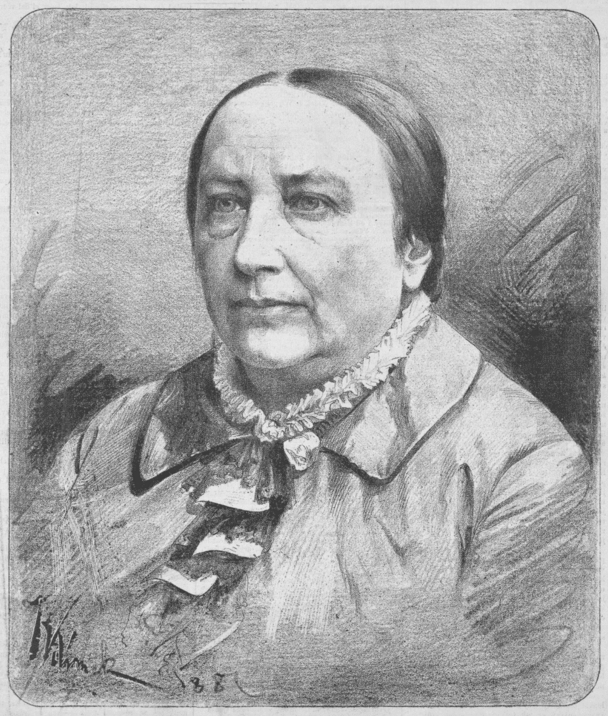
Sofie Podlipská

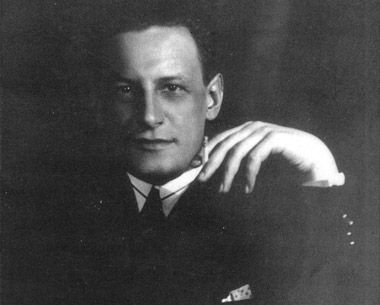
Karel Poláček

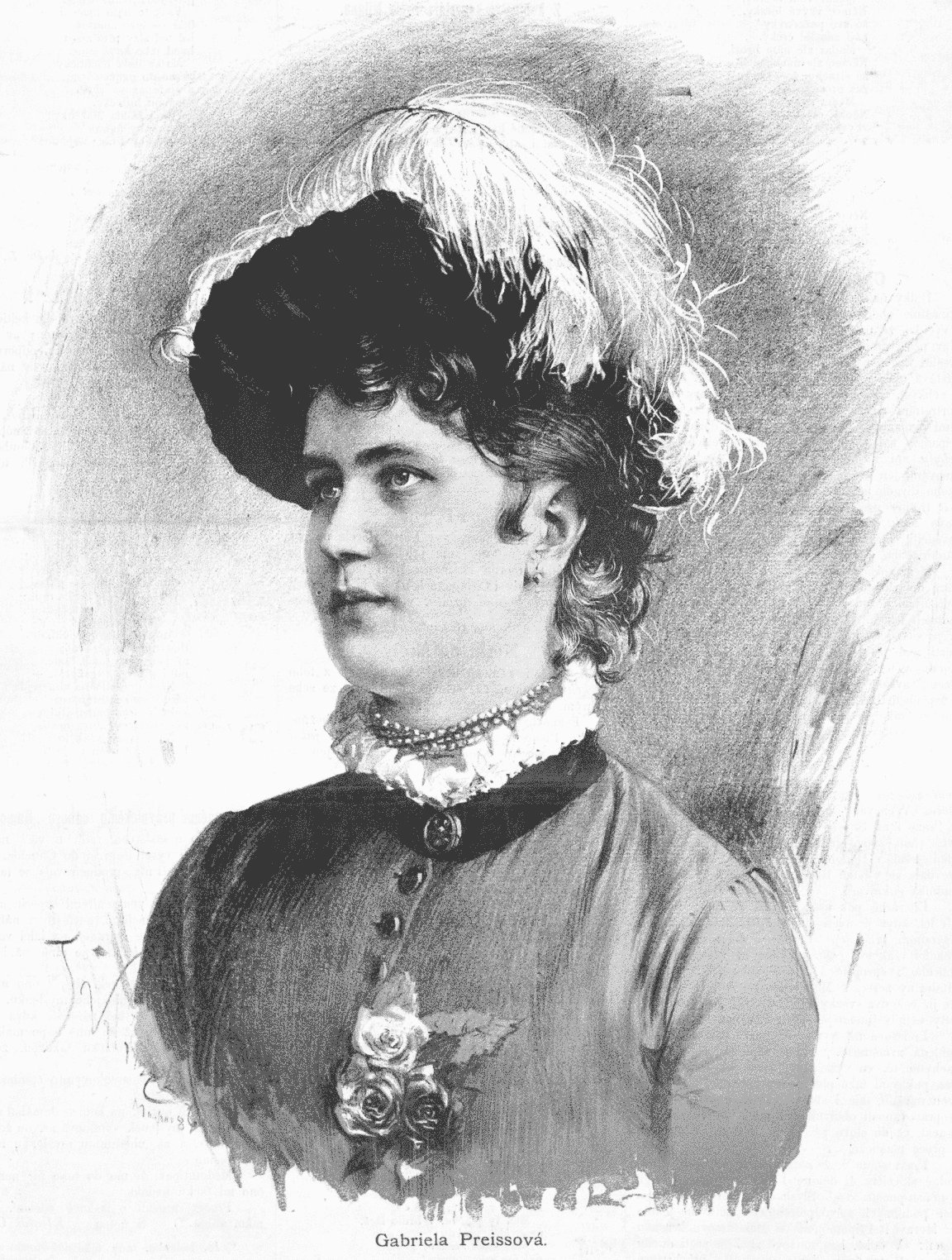
Gabriela Preissová

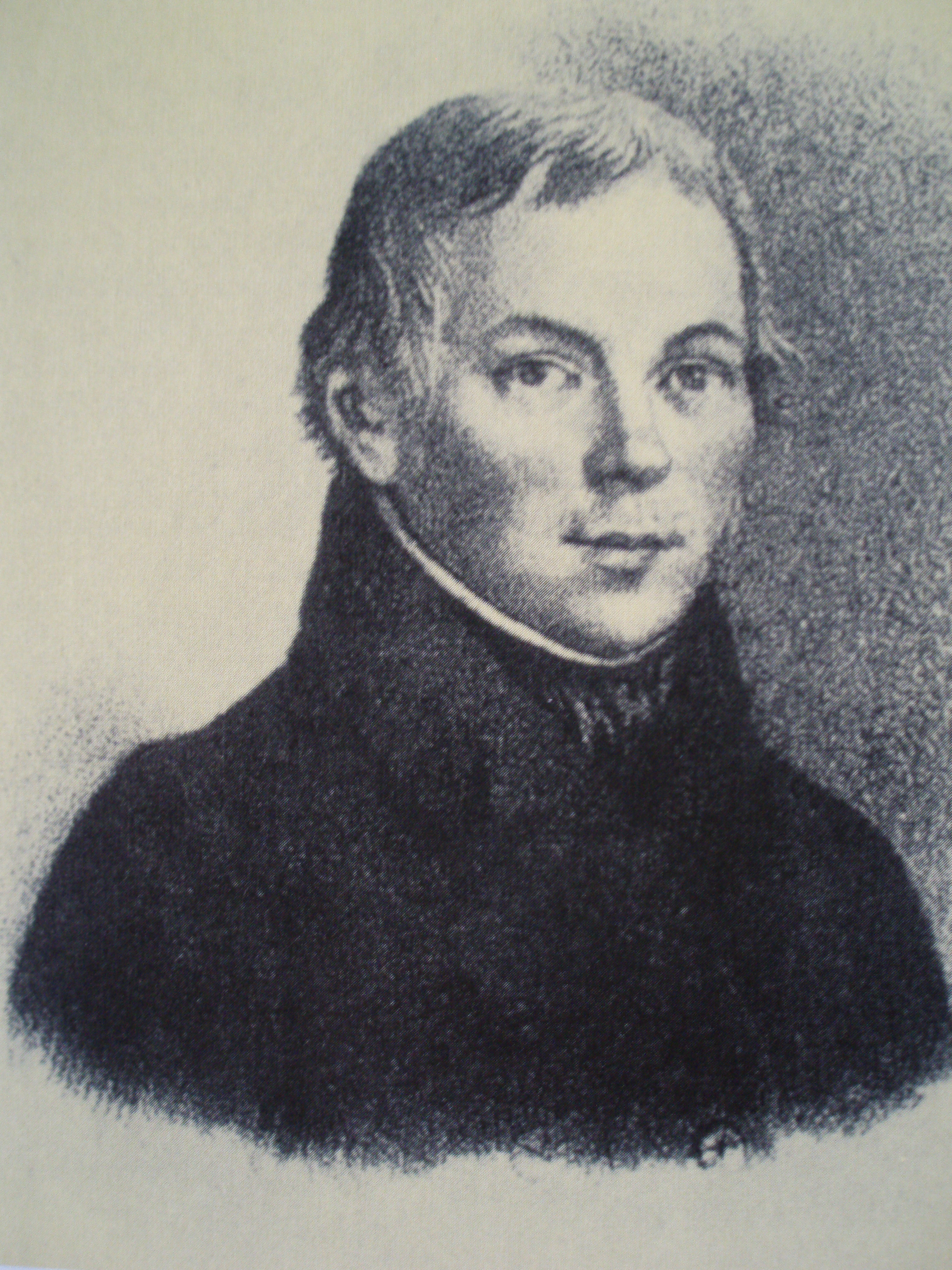
Antonín Jaroslav Puchmajer

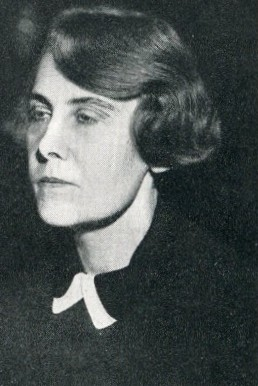
Marie Pujmanová

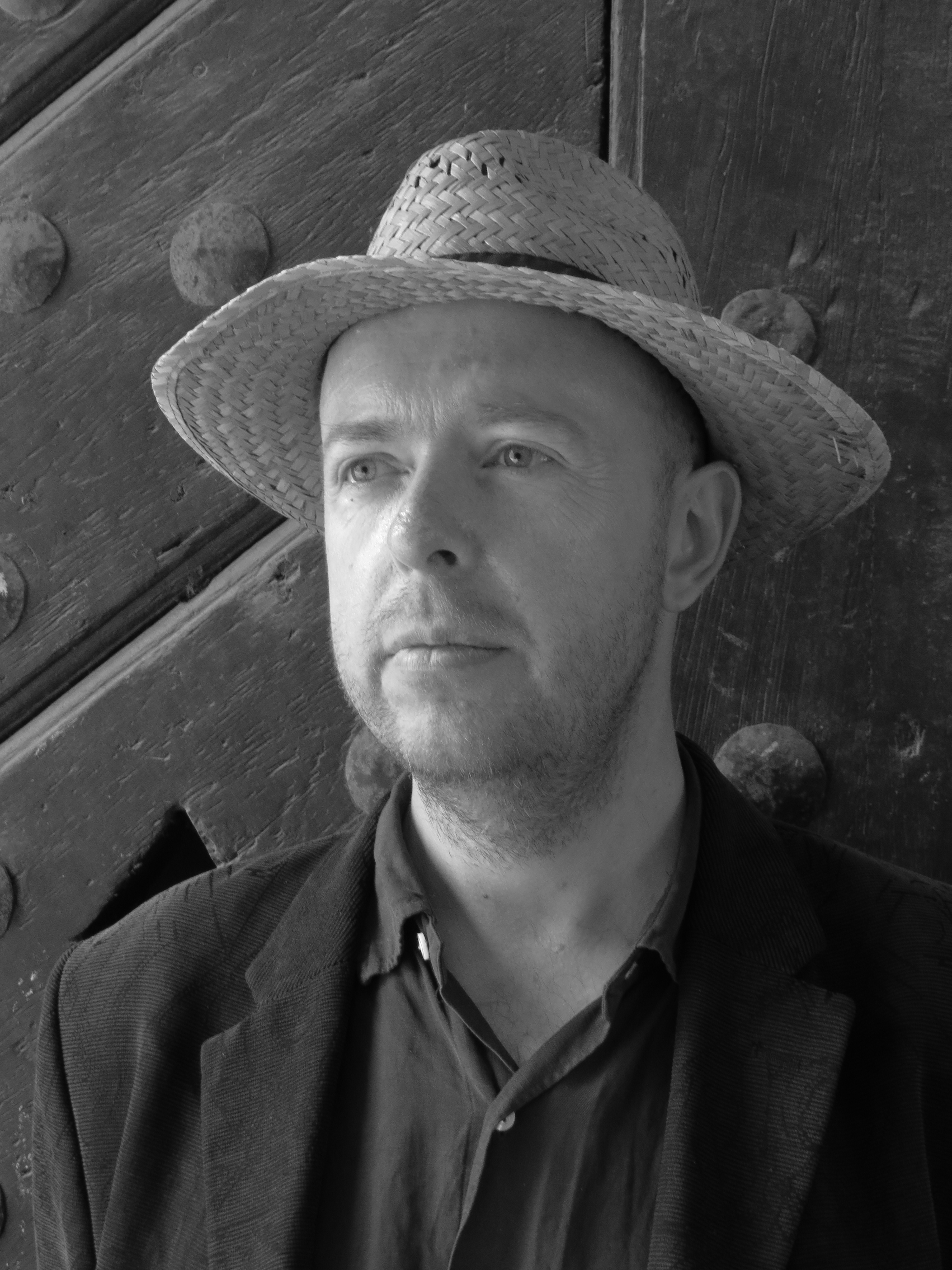
Martin C. Putna

- Karel Pacner (* 1936), publicista, žurnalista a autor literatury faktu
- Jan Padych (* 1954), spisovatel
- Luděk Pachman (1924–2003), šachista, publicista, konvertita ke katolictví
- František Palacký (1798–1876)
- Marian Palla (* 1953)
- Anna Pammrová (1860–1945), česká feministka, filozofka a překladatelka
- Duchoslav Panýrek (1867–1940)
- Dušan Papoušek (1930–2010), vědec, vysokoškolský pedagog a spisovatel
- Jan Papoušek ze Soběslavi (asi 1392–1455), rektor Univerzity Karlovy a náboženský spisovatel
- Vladimír Páral (* 1932)
- Ladislav Mikeš Pařízek (1907–1988), cestopisy z Afriky
- Mirko Pašek (1910–2002), spisovatel, cestovatel, reportér, autor dobrodružných próz především pro mládež
- Jan Patočka (1907–1977), filozof, vysokoškolský pedagog a spisovatel
- Michal Silorád Patrčka (1787–1838), obrozenecký básník, autor nevelkých próz a dvou drobných dramat
- Věnceslav Patrovský (1926–2000)
- Milan Pávek (* 1941), spisovatel, humorista a literární historik.
- Ota Pavel [vlastním jménem Otto Popper] (1930–1973)
- František Pavlíček (1923–2004), dramatik a scenárista
- Bohumil Pavlok (1922–2002), básník, literární kritik
- Karin Pavlosková (* 1975), cestovatelka, spisovatelka a lékařka
- Halina Pawlowská (* 1955), spisovatelka, scenáristka, publicistka a vydavatelka.
- Josef Pecinovský (* 1946)
- Karel Pecka (1928–1997)
- Josefa Pedálová (1770–1831), katolická řeholnice a první česká buditelská spisovatelka
- Jaroslav Pecháček (1909–1984), prozaik, výtvarník a publicista
- Ludmila Pecháčková [pseudonym Lída Merlínová] (1906–1988), subreta, tanečnice, žurnalistka a spisovatelka dívčích románů a knih pro mládež
- Ivo Pechar (* 1938)
- Ivo Pejčoch (* 1962), vojenský historik a autor literatury faktu
- Iva Pekárková (* 1963)
- Jan Pelc (* 1957)
- Jaromír Pelc (* 1952), český básník 70.–80. let dvacátého století
- František Martin Pelcl (též Pelzel) (1734–1801)
- Ferdinand Peroutka (1895–1978), publicista
- Evžen Peřina (1916–1990), spisovatel, pedagog a překladatel
- Luděk Pešek (1919–1999), malíř, spisovatel, fotograf a ilustrátor
- Tomáš Pešina z Čechorodu (1629–1680)
- Eduard Petiška (1924–1987), romanopisec, autor literatury pro děti, básník, otec Martina Petišky
- Martin Petiška [pseudonym Eduard Martin] (* 1951), syn Eduarda Petišky
- Josef Peterka (* 1944), básník a literární teoretik
- Petr z Mladoňovic († 1451)
- Jan Petránek (1931–2018), novinář, komentátor, literát
- Vlasta Petrovičová [vlastním jménem Vlasta Neffová] (1903–1980), herečka, překladatelka a spisovatelka
- Gustav Pfleger Moravský (1833–1875), prozaik, básník a dramatik
- Jiří Robert Pick (1925–1983), romanopisec, textař a dramatik
- Otto Pick (1887–1940), pražský německy píšící novinář, kritik, překladatel, spisovatel a básník
- František Pilař (1904–1980), autor knih pro mládež a publicista
- Jan Pilař (1917–1996), spisovatel, básník a literární kritik
- Markéta Pilátová (* 1973), spisovatelka, hispanistka a novinářka
- Hana Pinknerová (* 1963), křesťansky orientovaná spisovatelka a publicistka
- Antonín Matěj Píša (1902–1966), básník, literární a divadelní kritik a novinář
- Josef Bonaventura Piter (1708–1764), římskokatolický duchovní, rajhradský benediktin, překladatel, autor prvního českého překladu Řehole svatého Benedikta
- Petr Pithart (* 1941), politik, filozof a publicista
- Drahomíra Pithartová (* 1940), publicistka a spisovatelka, manželka Petra Pitharta
- Vlasta Pittnerová (1858–1926), autorka naivně realistických a mravoučných děl
- Jaroslav Pížl (* 1961)
- Jindřich Plachta [vlastním jménem Jindřich Šolle] (1899–1951), herec a spisovatel
- Magdaléna Platzová (* 1972), spisovatelka, dramatička a novinářka
- Josef Věromír Pleva (1899–1985), spisovatel
- Jaroslav Pleskot (1924–2009), pedagog, literární historik a kritik]
- Alexej Pludek (1923–2002)
- Zdeněk Pluhař (1913–1991)
- Slávka Poberová (* 1943), prozaička, redaktorka a překladatelka
- Marie Podešvová (1901–1994), spisovatelka a překladatelka
- Hynek z Poděbrad (1452–1492), syn krále Jiřího z Poděbrad, diplomat, překladatel a spisovatel děl s milostnými náměty
- Sofie Podlipská (1833–1897), spisovatelka a překladatelka, sestra Karoliny Světlé.
- Jan Václav Pohl (1720–1790), český gramatik pozdního baroka a počínajícího obrození
- Miloš Pohorský (1929–2013), literární kritik a historik
- Monika Pokorná (* 1967), publicistka a spisovatelka
- Karel Poláček (1892–1945)
- Antonín Polách (* 1959), autor historických románů
- Jaroslav A. Polák (* 1975), autor science fiction a fantasy
- Matěj Milota Zdirad Polák [vlastním jménem Matěj Polák] (1788–1856), básník a učitel
- Eliška Polanecká (* 1945), autorka knih pro děti
- Bohumil Pospíšil (1902–1974), cestovatel, spisovatel
- Jaroslav Pospíšil (* 1941), právník a spisovatel především literatury faktu
- Markéta Prášková (* 1981), spisovatelka žánru fantasy
- Albert Pražák (1880–1956)
- Richard Pražák (1931–2010), historik, publicista a vysokoškolský pedagog
- Hana Pražáková (1930–2010), spisovatelka, dcera Františka Křeliny
- Klára Pražáková (1891–1933), gymnaziální učitelka, klasická filoložka a spisovatelka
- Vladimír Preclík (1929–2008), sochař, malíř a spisovatel
- Vratislav Preclík (* 1946), publicista, pedagog a spisovatel
- Oldřich Prefát z Vlkanova (1523–1565)
- Gabriela Preissová (1862–1946), dramatička a spisovatelka
- Arnošt Procházka (1869–1925), literární kritik, překladatel a čelný představitel české dekadence
- František Faustin Procházka (1749–1809), pedagog a překladatel Bible
- František Serafínský Procházka (1861–1939), básník a překladatel
- Jan Procházka (1929–1971)
- Jiří Walker Procházka (* 1959)
- Helena Procházková (* 1936), prozaička
- Iva Procházková (* 1953), spisovatelka, autorka knih pro děti
- Lenka Procházková (* 1951)
- Josef Prokeš (* 1947), spisovatel, dramaturg,hudebník a vysokoškolský pedagog
- Václav Prokůpek (1902–1974), spisovatel, překladatel a novinář
- Hana Prošková (1924–2002)
- Petr Prouza (* 1944), povídkář a básník
- Věra Provazníková (* 1947), básnířka, spisovatelka knih pro děti a výtvarnice
- Jan Pravoslav Přibík (1811–1893), učitel, spisovatel a obrozenecký kulturní činitel
- František Přikryl (1857–1939), teolog, římskokatolický kněz a historik.
- Ondřej Přikryl (1862–1936), básník
- Karel Ptáčník (1921–2002)
- Pavel Pučálka († 1681), kněz a spisovatel
- Antonín Jaroslav Puchmajer (1769–1820)
- Marie Pujmanová (1893–1958)
- Přibík Pulkava z Radenína († 1380)
- Jaroslav Putík (1923–2013), spisovatel a překladatel
- Věra Putíková-Stiborová (1926–2018), spisovatelka a překladatelka, manželka Jaroslava Putíka
- Martin C. Putna (* 1968), literární historik a kritik, překladatel a vysokoškolský pedagog

## Q
- Ladislav Quis (1846–1913), spisovatel, básník, právník, novinář, překladatel, literární historik a kritik

## R

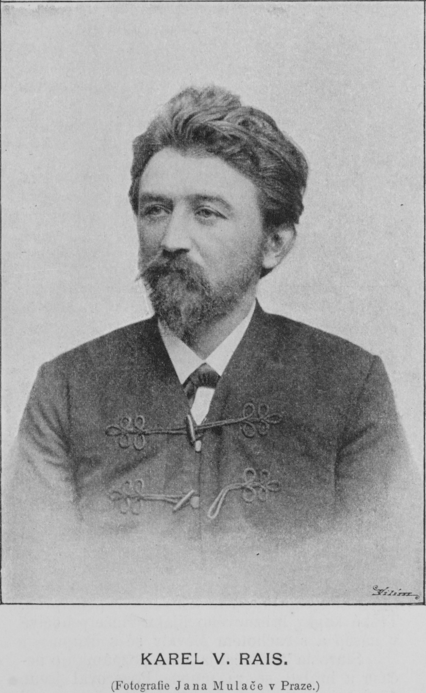
Karel Václav Rais

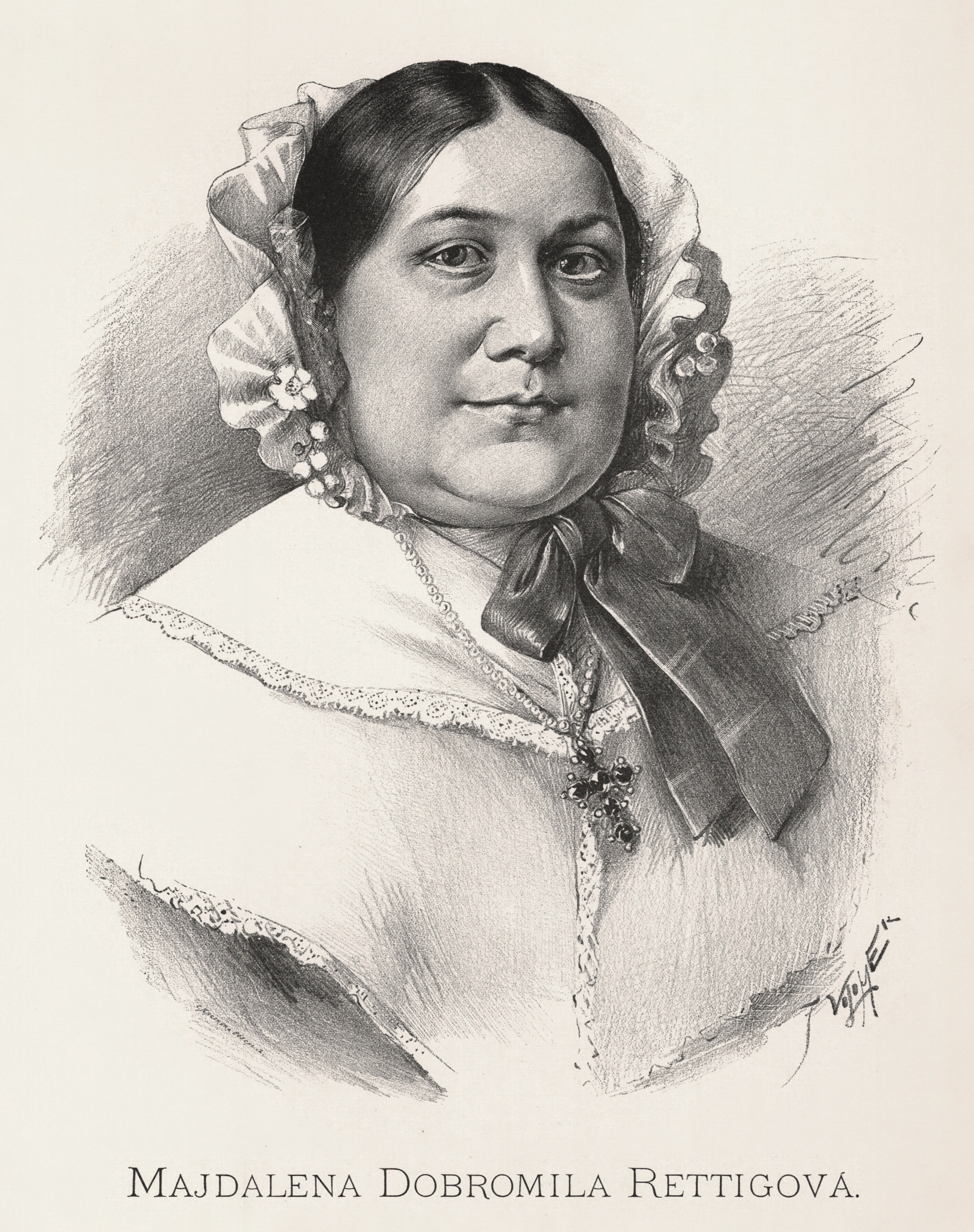
Magdalena Dobromila Rettigová

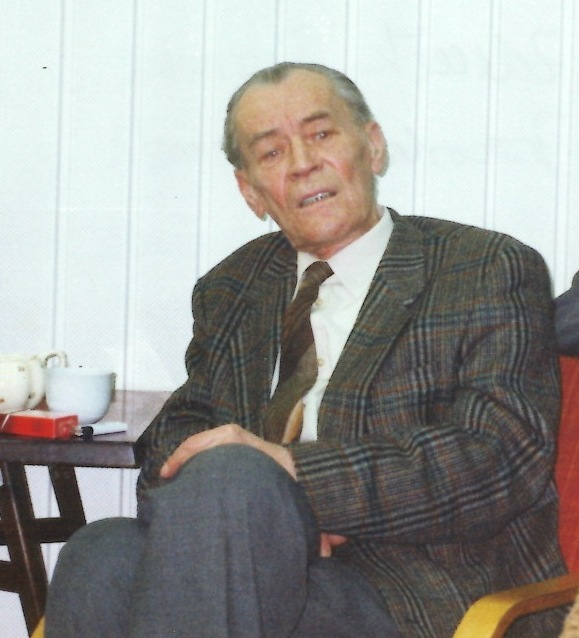
Zdeněk Rotrekl

- Jan z Rabštejna (1437–1473), český humanistický spisovatel, píšící latinsky
- Vlastimil Rada (1895–1962), grafik, malíř, ilustrátor a spisovatel
- Maryna Radoměrská [vlastním jménem Marie Hůrková] (1906–1993), autorka řady konvenčních ženských románů
- Miroslav Rafaj (1934–1987), prozaik
- Oldřich Rafaj (1934–2010), redaktor, literární teoretik a kritik, básník a překladatel z polštiny a ruštiny
- Marie Rafajová (1896–1978), křesťanská básnířka, prozaička a žurnalistka
- Karel Václav Rais (1859–1926), prozaik
- Ota Rambousek (1923–2010), český a americký spisovatel
- Jana Rečková (1956–2018), lékařka a spisovatelka science fiction a fantasy
- Jan Reichmann (1885–1943), spisovatel, překladatel, publicista a diplomat
- Martin Reiner (dříve též Pluháček) (* 1964), český básník, prozaik, nakladatel a organizátor kulturního dění
- Lenka Reinerová (1916–2008), německy píšící pražská spisovatelka
- Jan Rejsa (1886–1971), básník, spisovatel, redaktor a publicista
- Ivan Renč (* 1937), spisovatel a režisér, syn Václava Renče
- Václav Renč (1911–1973), katolicky orientovaný ruralistický básník, dramatik a překladatel, otec Ivana Renče
- Pavel Renčín (* 1977), spisovatel žánru fantasy
- Jan Alois Sudiprav Rettig (1774–1844), právník, obrozenecký spisovatel a překladatel
- Magdalena Dobromila Rettigová (1785–1845), buditelka a spisovatelka, autorka kuchařek, básní, divadelních her a krátkých próz
- Bohuslav Reynek (1892–1971), katolický básník a výtvarník
- Ladislav Riedl Německobrodský (1902–1975), lékař a spisovatel.
- Tereza Riedlbauchová (* 1977), básnířka, nakladatelka, literární historička a překladatelka.
- Sylvie Richterová (* 1945), literární teoretička
- Vlado Ríša (* 1949)
- František Petera Rohoznický (1798–1877), kněz a spisovatel, folklorista
- Jan Rokycana (asi 1396–1471)
- Eva Rolečková (* 1951), spisovatelka, autorka historických románů
- Lydie Romanská (* 1943), básnířka a prozaička
- Zdeněk Rón (1889–1948), vodohospodářský inženýr, prozaik, dramatik, kulturní publicista a básník Podkrkonoší.
- Václav Jan Rosa (asi 1630–1689)
- Zdeněk Rosenbaum (* 1945), novinář, redaktor a spisovatel
- František Karel Rosůlek (1859–1940), učitel a vlastivědný pracovník, kulturní historik
- Jan Václav Rosůlek (1894–1958), prozaik
- Zdeněk Rotrekl (1920–2013), katolický básník
- Inna Rottová (* 1935), spisovatelka
- Jan Rous (1869–1950), kronikář
- František Jaromír Rubeš (1814–1853), právník, prozaik, básník, dramatik a humorista
- Kateřina Rudčenková (* 1976), básnířka, prozaička a dramatička
- Jaroslav Rudiš (* 1972)
- Stanislav Rudolf (* 1936), spisovatel, časopisecký redaktor, filmový a televizní scenárista
- Alice Rühle-Gerstelová (1894–1943), pražská německy píšící spisovatelka a novinářka
- Josef Rumler (1922–1999), básník, literární kritik a historik
- Miroslav Rutte (1889–1954), literární a divadelní kritik, esejista a publicista, dramatik, prozaik a básník
- Jiří Růžička (1913–?), spisovatel knih pro děti
- Vavřinec Leander Rvačovský ze Rvačova (1525–asi 1591), utrakvistický duchovní a spisovatel
- Inka Rybářová (* 1965), zpěvačka, textařka, skladatelka, spisovatelka, herečka a scenáristka
- Jan Ryska (1916–1983), spisovatel, pedagog, publicista a redaktor
- Vítězslav Rzounek (1921–2001), marxistický literární kritik,

## Ř
- Věra Řeháčková (* 1950)

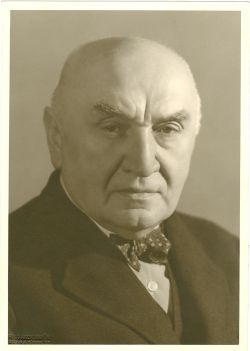
Václav Říha (Václav Tille)

- Tadeáš Řehák (1923–1997), římskokatolický kněz, strahovský premonstrát, autor knih o premonstrátské historii a spiritualitě
- Anna Řeháková (1850–1937), učitelka, spisovatelka a překladatelka
- Václav Řezáč (1901–1956), romanopisec
- Ema Řezáčová (1903–1997)
- František Řezníček (1954–2007)
- Pavel Řezníček (1942–2018), surrealistický básník a prozaik
- Václav Řezníček (1861–1924), romanopisec a novinář
- Rudolf Říčan (1899–1975), evangelický teolog, publicista
- Bohumil Říha (1907–1987), autor knih pro děti a historických románů
- Václav Říha [vlastním jménem Václav Tille] (1867–1937), autor pohádek

## S

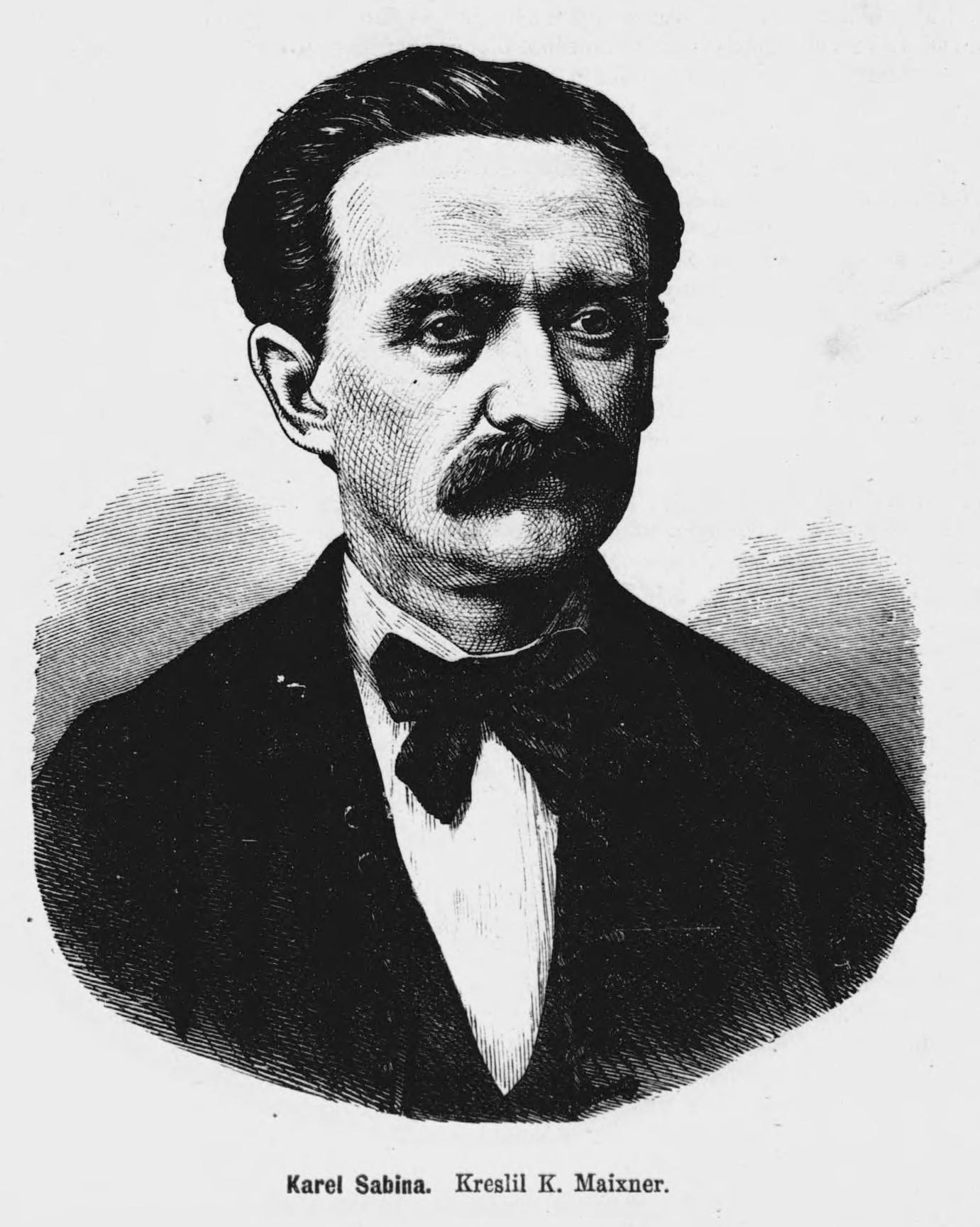
Karel Sabina

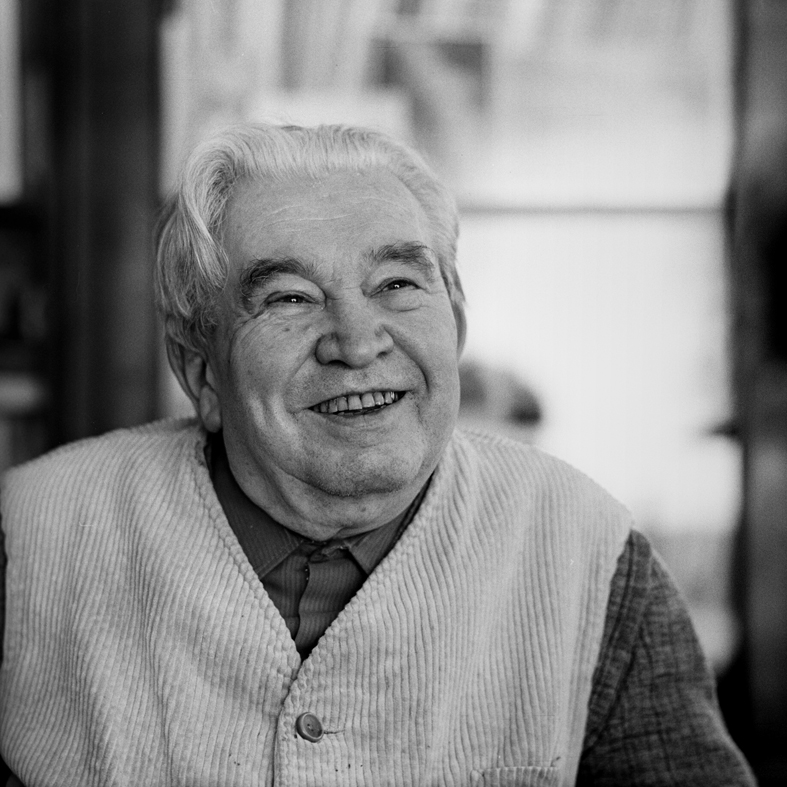
Jaroslav Seifert

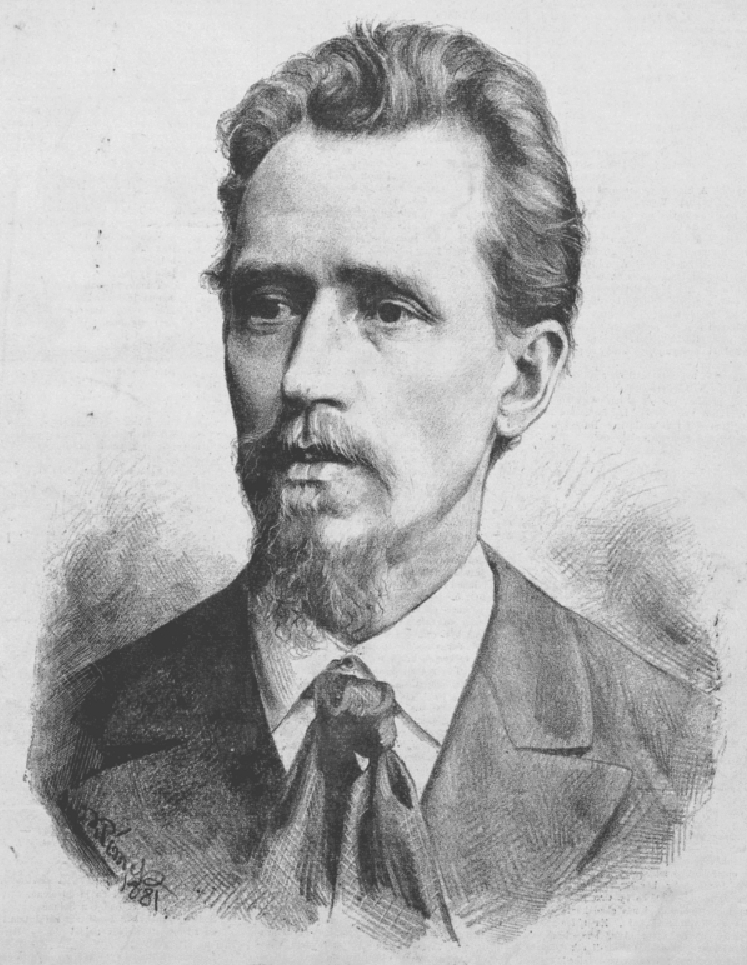
Josef Václav Sládek

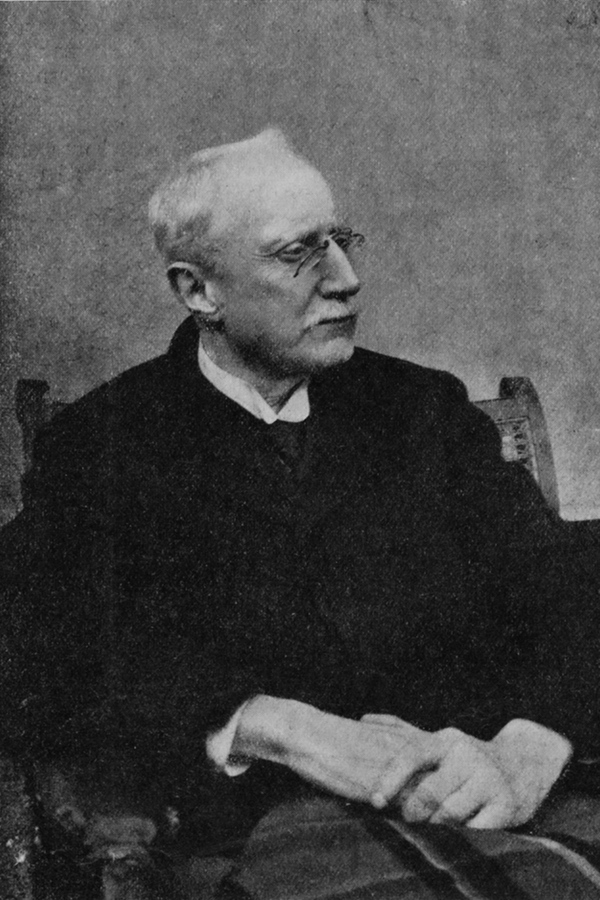
Antonín Sova

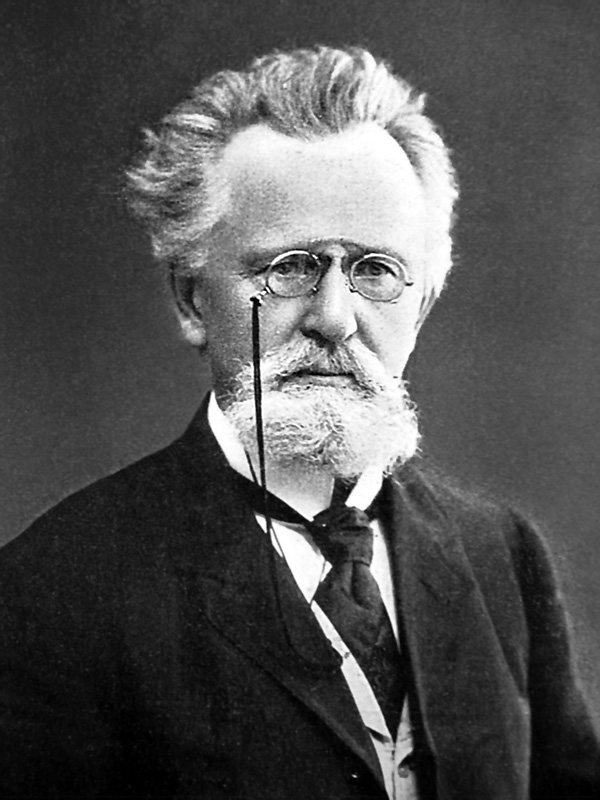
Antal Stašek

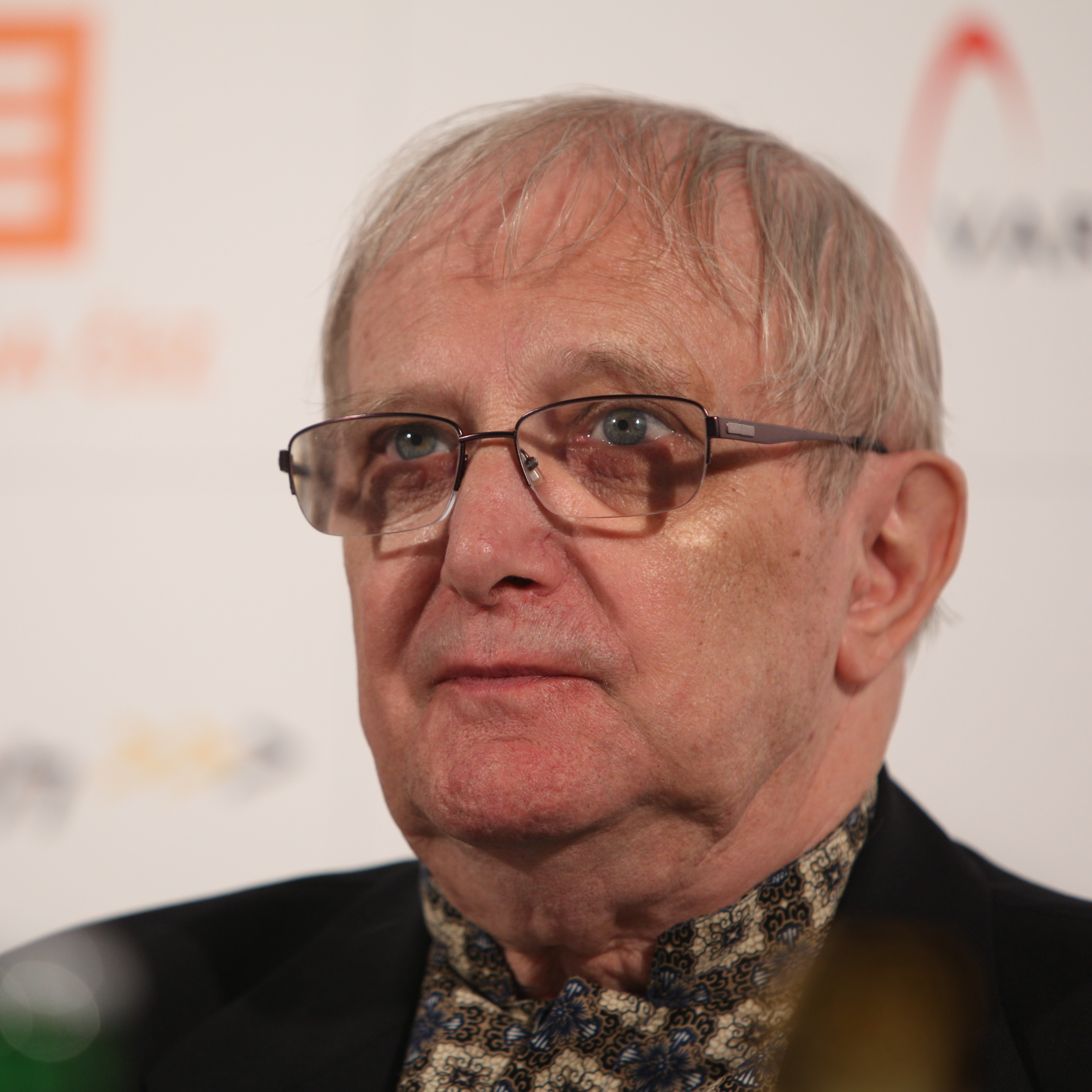
Jiří Suchý

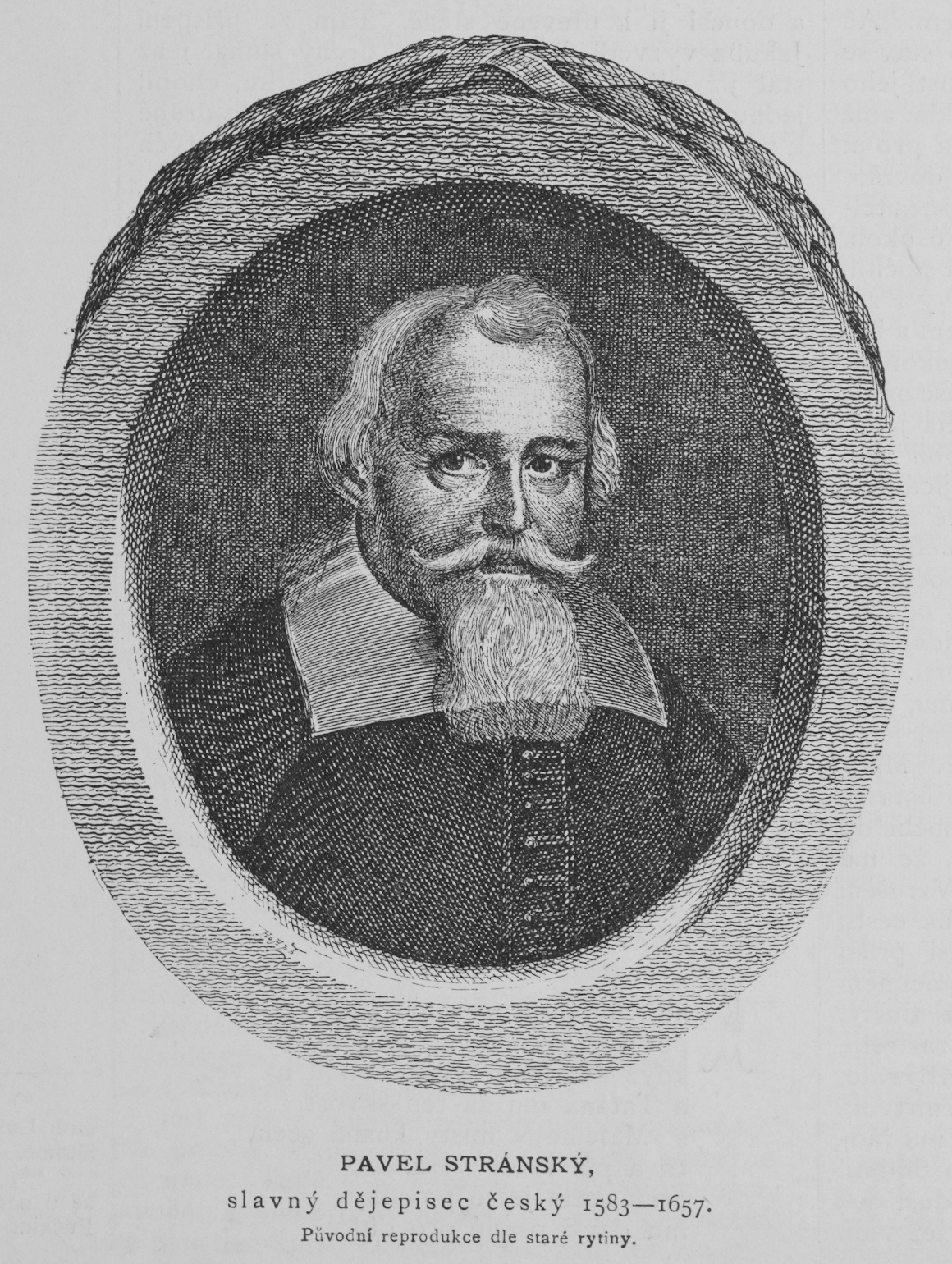
Pavel Stránský ze Záp

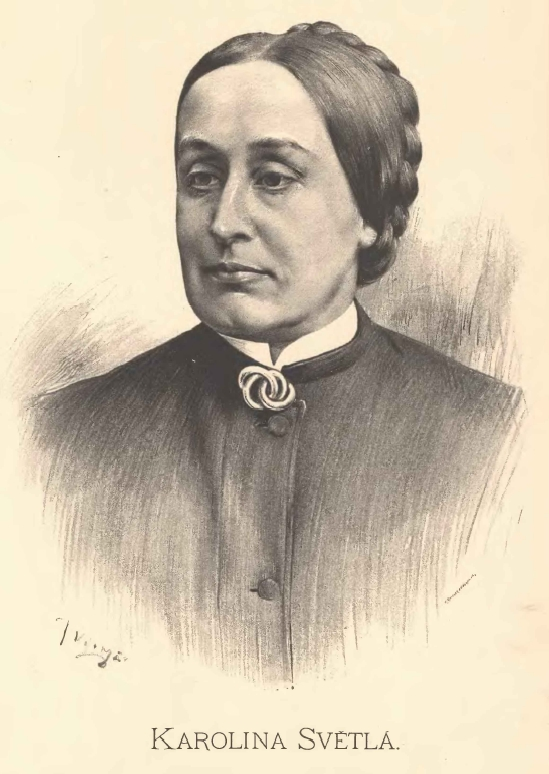
Karolina Světlá

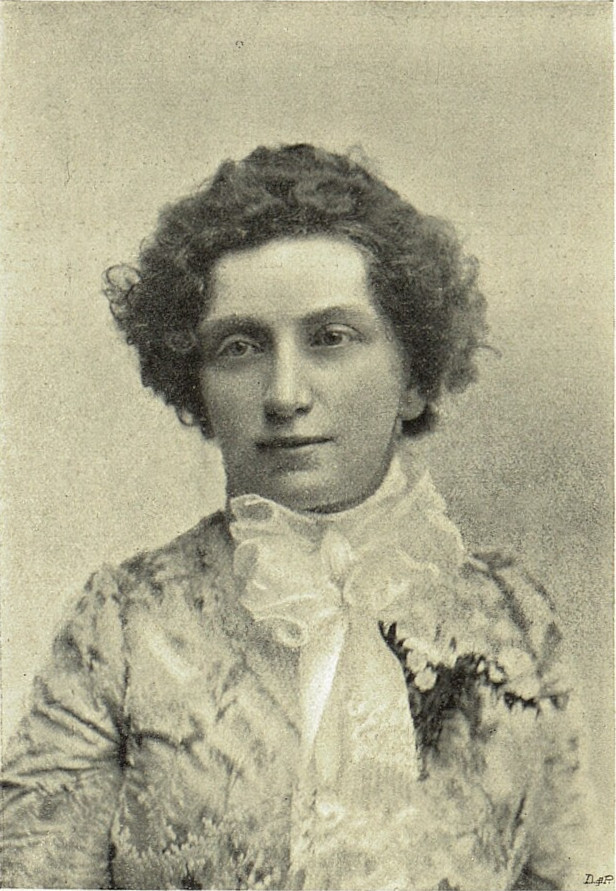
Růžena Svobodová

- Karel Sabina (1813–1877), básník, prozaik, libretista, novinář a literární kritik
- Jiřina Salaquardová (* 1955), lyrická básnířka
- Zdena Salivarová (* 1933), prozaička, překladatelka, redaktorka a nakladatelka
- Alena Santarová (1923–1967), spisovatelka literatury pro děti a mládež, dcera Vladislava Vančury
- Jiří Sarganek (též Sarganeck) (1702–1743), slezský spisovatel, evangelický teolog a pedagog
- Erik Adolf Saudek (1904–1963), překladatel, divadelní teoretik a kritik, esejista
- Franta Sauer (1882–1947), proletářský spisovatel, příslušník pražské umělecké bohémy
- Miroslav Sedláček (* 1956), autor a editor odborné a populárně vědecké literatury
- Josef Marcel Sedlák (1895–1964), básník
- Michal Sedloň [vlastním jménem Antonín Neureuter] (1919–1982), autor humoristické a satirické poezie a prózy
- Jaroslav Seifert (1901–1986), básník, publicista a překladatel, nositel Nobelovy ceny za literaturu
- Ondřej Sekora (1899–1967), výtvarník, autor literatury pro děti
- Karel Sezima [vlastním jménem Karel Kolář] (1876–1949), autor psychologických próz, literární kritik
- Hubert Gordon Schauer (1862–1892), literární a společenský kritik
- Karel Scheinpflug (1869–1948), prozaik, básník, dramatik a novinář
- Olga Scheinpflugová (1902–1968), prozaička, básnířka, dramatička a herečka, manželka Karla Čapka
- Petr Schink (* 1979), spisovatel sci-fi literatury
- Jan Schmid (* 1936), dramatik, autor dramatizací a adaptací, divadelní režisér a herec, prozaik a ilustrátor
- Zdeněk Schmoranz (1896–1942 Berlín), spisovatel, dramatik a novinář
- Jana Schlossarková (* 1941), lidová básnířka a spisovatelka
- Ferdinand Schulz (1835–1905), prozaik, literární kritik a historik
- Karel Schulz (1899–1943), prozaik
- Jan Schwarz (* 1958), prozaik, novinář a publicista
- Bohumil Schweigstill (1875–1964), autor loutkových her a knih pro děti
- Karol Sidon (* 1942), prozaik a dramatik
- Bohumila Sílová (1908–1957), autorka pohádkových knih pro děti
- Ladislav Simajchl (1922–2010), římskokatolický kněz, editor Jednotného kancionálu a spisovatel
- Ján Simkanič (* 1978), novinář, publicista a překladatel
- Petr Sís (* 1949), autor knih pro děti
- Jan Skácel (1922–1989), lyrický básník, autor fejetonů a překladatel
- Ivan Skála [vlastním jménem Karel Hell] (1922–1997), socialistický básník, publicista, představitel komunistické kulturní politiky
- Jan Skála z Doubravky a Hradiště (též Dubravius) (kolem 1486–1553), historik a spisovatel období renesance, biskup olomoucký
- Miroslav Skála (1924–1989), dramatik, romanopisec a humorista
- Pavel Skála ze Zhoře (1583 – asi 1640), kronikář a historik období českého stavovského povstání, představitel exulantské literatury
- Petr Skarlant (* 1939), lyrický básník, romanopisec a překladatel
- Aloys Skoumal (1904–1988), překladatel a editor
- Pavel Skramlík (* 1950), sportovní novinář, bloger a spisovatel používající v literární tvorbě pseudonym Felix Boom.
- Josef Skružný (1871–1948), spisovatel–humorista a filmový scenárista
- Josef Václav Sládek (1845–1912), básník, zakladatel novodobé dětské poezie, překladatel
- Věra Sládková (1927–2006), básnířka, prozaička a dramatička
- Miroslav Slach (1919–2001), učitel, prozaik a dramatik, autor životopisných próz a děl pro mládež.
- Vilém Slavata z Chlumu a Košumberka (1572–1652), autor politických a historických spisů
- Jiří Slavíček (* 1942), spisovatel detektivek a románů
- Milena Slavická (* 1949), historička umění, redaktorka, vysokoškolská pedagožka a spisovatelka
- Ivan Slavík (1920–2002), autor spirituální poezie, překladatel, esejista, editor a propagátor literatury
- Vít Slíva (* 1951), básník
- Jindřiška Smetanová (1923–2012), prozaička, autorka fejetonů a scenáristka
- Smil Flaška z Pardubic (před polovinou 14. století – 1403), autor alegorické skladby Nová rada, nejvyšší zemský písař, významný politický činitel – člen panské jednoty
- Ladislav Smoček (* 1932), prozaik, dramatik a divadelní režisér
- Klára Smolíková (* 1974), středoškolská pedagožka, autorka knih pro děti
- Ladislav Smoljak (1931–2010), režisér, scenárista, herec a dramatik
- Helena Sobková (* 1932), pedagožka, spisovatelka, badatelka o životě Boženy Němcové
- Milan Sobotík (* 1940), autor sci-fi
- Jan Sobotka (* 1944), spisovatel a aforista
- Vladimír Socha (* 1982), publicista, spisovatel, popularizátor paleontologie
- Kamila Sojková (1901–2000), učitelka a spisovatelka
- František Sokol-Tůma [vlastním jménem František Tůma] (1855–1925), prozaik a dramatik
- Ludvík Souček (1926–1978), prozaik, autor populárně vědecké literatury a sci-fi
- Milada Součková (1898–1983), autorka experimentálních próz i poezie, literární teoretička tvořící v exilu
- Erich Sojka (1922–1997), spisovatel, autor písňových textů a překladatel z polštiny
- Petra Soukupová (* 1982), spisovatelka a scenáristka
- Antonín Sova (1864–1928), básník a prozaik, významný představitel moderny
- Christian Heinrich Spiess (1755–1799), v Čechách naturalizovaný spisovatel německého původu
- Božena Správcová (* 1969), básnířka a publicistka
- Václav Stach (1754–1831), básník a překladatel.
- Petr Stančík (* 1968), básník, prozaik, esejista, dramatik a reklamní textař
- Karel Stanislav (1907–1963), prozaik a dramatik, autor loutkových her pro děti
- Andrej Stankovič (1940–2001), básník a překladatel
- Jiří Stano (1926–2017), autor socialistických reportáží
- Antal Stašek (1843–1931), realistický prozaik, básník a dramatik
- Ladislav Stehlík (1908–1987), básník a prozaik inspirovaný jihočeským krajem
- Miloslav Stehlík (1916–1994), dramatik socialistického realismu
- Karel Steigerwald (* 1945), dramatik a scenárista, novinář
- Vojtěch Steklač (1945–2021), autor literatury pro děti a mládež
- Vladimír Stibor (* 1959), básník, prozaik, novinář a fotograf
- Alexandr Stich (1934–2003), jazykovědec, literární vědec, textolog a editor
- Miloslav Stingl (* 1930), cestovatel, etnograf a spisovatel
- Františka Stránecká (1839–1888), spisovatelka a sběratelka lidového umění
- Drahomíra Stránská (1899–1964), etnografka a pedagožka
- Jiří Stránský (* 1931), scenárista, dramatik a disident
- Pavel Stránský ze Záp (1583–1657), politik, právník, spiosvatel, představitel pobělohorské exulantské literatury
- Jiří Strejc (1536-1599), duchovní a člen úzké rady Jednoty bratrské, básník a jeden z překladatelů Bible kralické.
- Bohumír Strnadel-Četyna (1906–1974), spisovatel a novinář
- Josef Strnadel (1912–1986), spisovatel a literární teoretik
- Ladislav Stroupežnický (1850–1892), dramatik a prozaik, představitel realismu v dramatu
- Daniel Strož [dnes Franz Stros] (* 1943), básník, novinář, publicista a vydavatel
- Martin Stručovský (* 1989), autor vědeckofantastických a detektivních příběhů
- Stanislav Struhar (* 1964), rakouský spisovatel českého původu.
- Marie Stryjová (1931–1977), spisovatelka, překladatelka a redaktorka
- Ludvík Středa (1928–2006), autor knížek pro děti a básník.
- Jakoubek ze Stříbra (asi 1371 – asi 1429), autor spisů – kritik církve, pokračovatel Husův
- František Josef Studnička (1836–1903), matematik, pedagog a spisovatel
- Božena Studničková (1849–1934), spisovatelka a básnířka
- Vladimír Stuchl (1922–1990), lyrický básník, autor dětské literatury
- Valja Stýblová [vlastním jménem Valentina Stýblová] (1922–2020), autorka psychologických románů a dětských próz
- Olga Suchomelová (* 1950), spisovatelka, humoristka a humanitární aktivistka
- Jiří Suchý (* 1931), dramatik a autor písňových textů, režisér a scenárista
- Josef Suchý (1923–2003), lyrický básník a prozaik, překladatel
- Lothar Suchý (1873–1959), dramatik, básník a překladatel
- Jiří Sumín [vlastním jménem Amálie Vrbová] (1863–1936), autorka realistických próz
- Oleg Sus (1924–1982), estetik, literární kritik a teoretik
- František Sušil (1804–1868), katolický kněz, významná osobnost národního obrození, sběratel a vydavatel lidových písní, básník, versolog a překladatel
- Bertha Sophia Felicita von Suttnerová (1843–1914), česko-rakouská radikální pacifistka, publicistka a spisovatelka, nositelka Nobelovy ceny za mír
- Jaroslav Svákovský [vlastním jménem Alois Josef Hofman] (1847–1923), středoškolský profesor, pedagogický publicista, spisovatel, editor a překladatel literatury pro mládež.
- Jarmila Svatá (1903–1964), herečka a spisovatelka
- Adolf Svátek (1839–1911), novinář a spisovatel, mladší bratr Josefa Svátka a otec Josefa Jana Svátka .
- Josef Svátek (1835–1897), autor historických próz a studií, starší bratr Adolfa Svátka.
- Josef Jan Svátek (1870–1948), právník, spisovatel a překladatel, syn Adolfa Svátka.
- T. Svatopluk [vlastním jménem Svatopluk Turek] (1900–1972), prozaik a publicista
- Tereza Svatová (1858–1940), spisovatelka a překladatelka
- Zdeněk Svěrák (* 1936), scenárista, textař, autor pohádek a parodických divadelních mystifikací
- Karolina Světlá [vlastním jménem Johanna Rottová, provdaná Mužáková] (1830–1899), autorka románů a povídek s tematikou Podještědí a Prahy
- Eduard Světlík (* 1931), spisovatel a překladatel
- František Xaver Svoboda (1860–1943), realistický básník, prozaik a dramatik
- Jiří V. Svoboda [celým jménem Jiří Václav Svoboda] (1924–1981), překladatel a básník.
- Václav Svoboda Plumlovský (1872–1956), spisovatel, básník, pábitel
- Iveta Svobodová (* 1965), spisovatelka a scenáristka
- Růžena Svobodová (1868–1920), autorka lyrických a společenských próz
- Jaroslav Svojše (1920–1983), skaut a spisovatel, autor dobrodružných příběhů pro chlapce.
- Bohumil Svozil (* 1935), literární historik, kritik a editor
- Herma Svozilová-Johnová (1914–2009), básnířka, autorka novel a románů se společenskou tematikou
- Matěj Josef Sychra (1776–1830), římskokatolický kněz, obrozenecký spisovatel
- Michal Sýkora (* 1971), pedagog, literární teoretik a spisovatel
- Karel Sýs (* 1946), básník, překladatel a novinář, oficiální autor v období normalizace
- Ladislav Szalai (* 1951), spisovatel slovenského původu, autor sci-fi knih

## Š
- Petr Šabach (1951–2017)

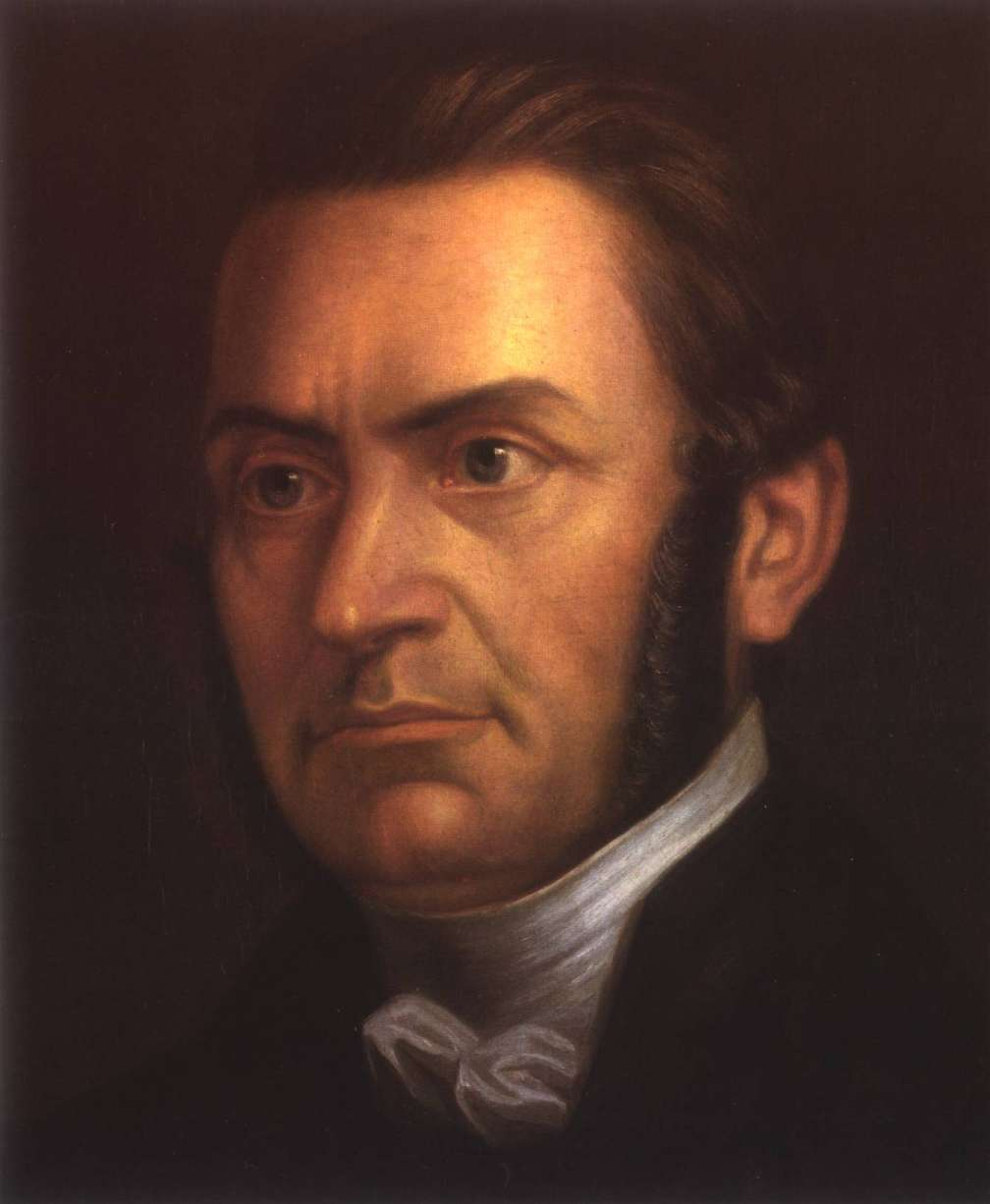
Pavel Josef Šafařík

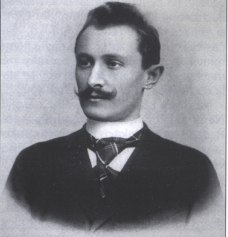
František Xaver Šalda

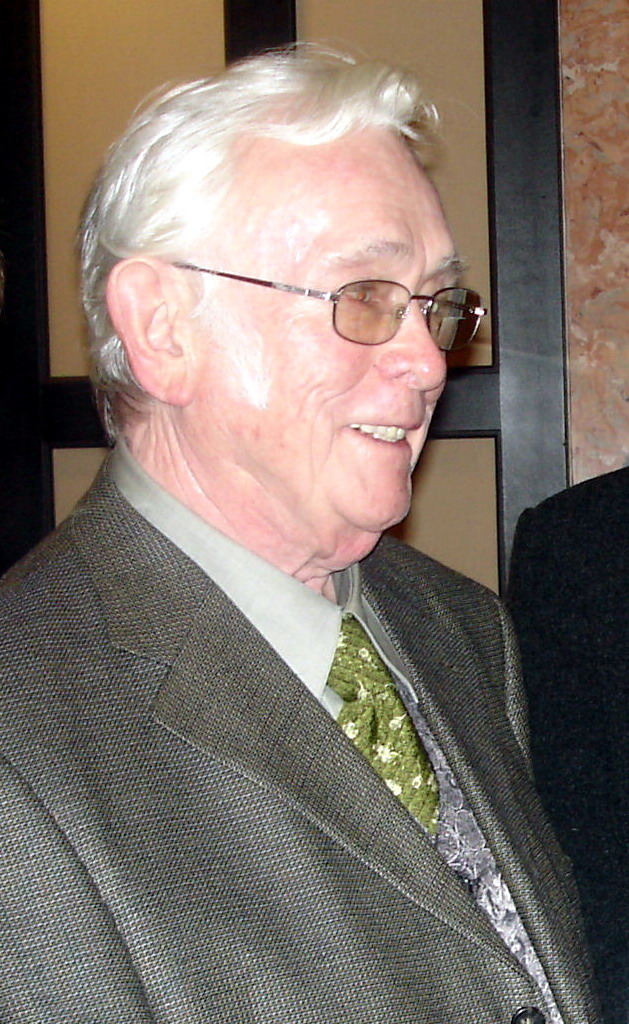
Josef Škvorecký

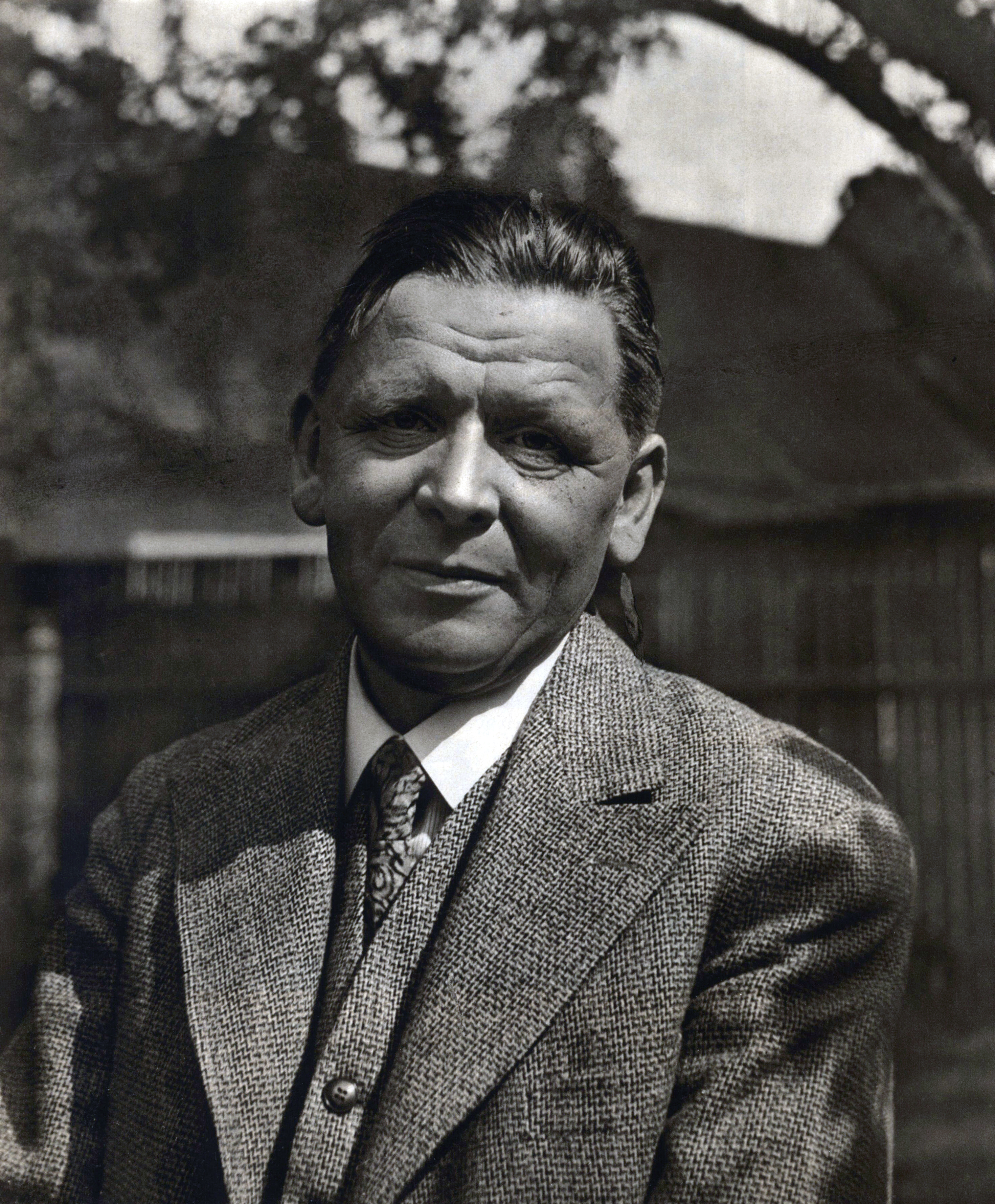
Fráňa Šrámek

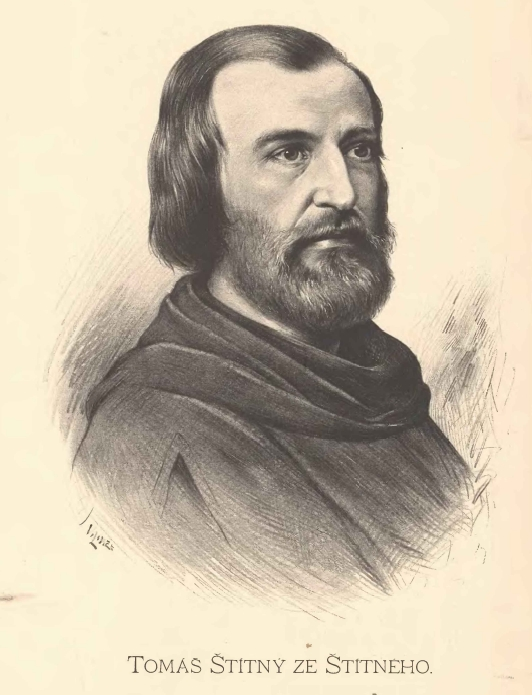
Tomáš Štítný ze Štítného

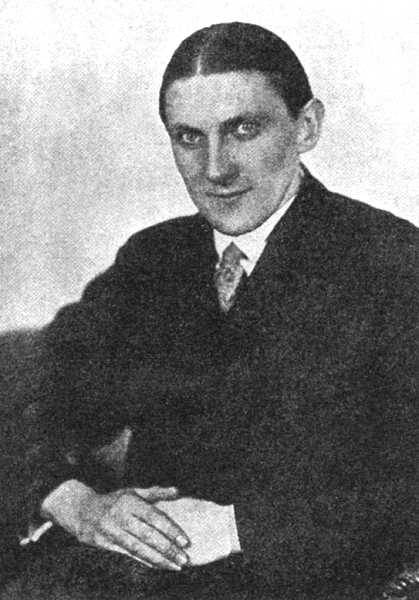
Jindřich Štyrský

- Josef Šafařík (1907–1992), esejista
- Pavel Josef Šafařík (1795–1861), významný slavista, básník, estetik, etnograf, literární historik a jazykovědec
- Ota Šafránek [vlastním jménem Otto Passer] (1911–1980), prozaik, dramatik, autor knih a her pro děti
- Donát Šajner (1914–1990), básník, romanopisec, autor dětské literatury
- Jiří Šalamoun (* 1935), básník
- František Xaver Šalda (1867–1937), literární, výtvarný a divadelní kritik, básník, prozaik a dramatik
- Emil Šaloun (* 1947), hudebník, textař, scenárista a spisovatel, autor knih pro děti
- František Ferdinand Šamberk (1838–1904), dramatik a herec
- Michal Šanda (* 1965), básník
- Danka Šárková (* 1969), spisovatelka
- Václav Šašek z Bířkova (druhá polovina 15. století), autor nejstaršího českého cestopisu
- Jaromír Šavrda (1933–1988), básník a prozaik
- Karel Šebek (1941 – od roku 1995 nezvěstný), surrealistický básník a výtvarník
- Jaroslav Šedivý (* 1929), historik, politik a autor literatury faktu
- Prokop František Šedivý (1764 – asi 1810), autor divadelních frašek a historické dobrodružné beletrie
- Tereza Šefrnová (* 1980), herečka a scenáristka, autorka knih pro děti
- Alois Vojtěch Šembera (1807–1882), jazykovědec, literární historik, historik a publicista
- Jan Šentygar (1514–1554), lékař, spisovatel a šlechtic
- Karel Šiktanc (1928–2021), básník, překladatel, autor reportáží a pohádek
- Matěj Anastasia Šimáček (1860–1913), prozaik a dramatik
- Radovan Šimáček (1908–1982), prozaik, autor historických románů
- Josef Šimánek (1883–1959), básník, prozaik a dramatik
- Leoš Šimánek (* 1946), autor cestopisů
- Milan Šimečka (1930–1990), filozof, politolog a sociolog, esejista a literární kritik
- Miloslav Šimek (1940–2004), komik, humorista a spisovatel
- Božena Šimková (* 1935), scenáristka a spisovatelka
- Kamil Šimon (vlastním jménem Miloš Krejčí) (* 1920), novinář a spisovatel
- Renata Šindelářová (* 1973), redaktorka, spisovatelka a blogerka
- Alois Škampa (1861–1907), básník a spisovatel
- Vlastimil Školaudy (1920–2003), autor politicky angažované poezie
- Vladimír Škutina (1931–1995), autor humoristických a reportážních próz, scenárista
- Josef Škvorecký (1924–2012), prozaik, překladatel, esejista, autor divadelních text-appealů
- Vladimír Šlechta (* 1960), autor žánru science fiction a fantasy
- Josef Karel Šlejhar (1864–1914), naturalistický spisovatel
- Helena Šmahelová (1910–1997), prozaička, autorka dětské literatury
- Jaromír Václav Šmejkal (1902–1941), spisovatel, textař a novinář
- Jan Šmíd (* 1965), novinář a publicista.
- Jan Šmíd (1921–2002), autor humoristických a detektivních novel, romanopisec
- Zdeněk Šmíd (* 1937), autor humoristických próz
- Alois Vojtěch Šmilovský (vlastním jménem Alois Schmillauer) (1837–1883), autor lidově zaměřených próz, dramatik a básník
- Anna Šochová (vlastním jménem Hana Mudrová) (* 1959), novinářka a spisovatelka
- Václav Šolc (1838–1871), básník
- Václav Šolc (1919–1995), etnograf a spisovatel
- Jiří Šotola (1924–1989), básník, dramatik, autor historických románů a překladatel
- Tomáš Špidlík (1919–2010), katolický teolog a spisovatel, kněz, jezuita a kardinál
- Fráňa Šrámek (1877–1952), básník, prozaik a dramatik, příslušník anarchistické generace
- Jana Šrámková (* 1982), spisovatelka
- Pavel Šrut (1940–2018), básník, textař, autor dětských próz, překladatel a kritik
- Petra Štarková (* 1975), psycholožka a spisovatelka, autorka populárně-odborných článků, fantasy a sci-fi povídek.
- Vlasta Štáflová (1907–1945), spisovatelka pohádek a dívčích románů
- Vítězslav Štefl (* 1960), spisovatel, hudebník, skladatel, encyklopedista, muzikolog
- Václav Štech (1859–1947), dramatik, prozaik a publicista
- Ludvík Štěpán (1943–2009), prozaik a básník
- Jan Nepomuk Štěpánek (1783–1844), dramatik, režisér a herec, překladatel
- Jan Štern (1924–2012), básník a publicista
- Edita Štěříková (* 1937), historička, badatelka a archivářka
- Matěj Václav Šteyer (1630–1692), autor a editor literatury s náboženskou (katolickou) tematikou, jazykovědec a překladatel
- Ljuba Štíplová (1930–2009), scenáristka, spisovatelka, autorka knížek pro děti
- Tomáš Štítný ze Štítného (kolem 1333–po 1400), středověký autor česky psané naukové prózy
- Josef Štolba (1846–1930), dramatik, fejetonista a autor cestopisů
- Ladislav Štoll (1902–1981), marxistický literární kritik, teoretik a kulturně politický publicista
- Eduard Štorch (1878–1956), autor historických próz (s námětem pravěku) pro děti a mládež
- Otakar Štorch-Marien (1897-1974), nakladatel, spisovatel, básník a publicista
- Karel Štorkán (1923–2007), prozaik (detektivky, humorné prózy a dívčí četba) a scenárista
- Jana Štroblová (* 1936), básnířka, prozaička, esejistka, autorka knížek pro děti a mládež a překladatelka
- Ivo Štuka (1930–2007), básník a autor dětské literatury, manžel spisovatelky Ilony Borské
- Václav Štulc (1814–1887), vyšehradský probošt, spisovatel a překladatel
- Jindřich Štyrský (1899–1942), výtvarník, básník a teoretik, představitel meziválečné avantgardy
- František Adolf Šubert (1849–1915), dramatik a divadelní historik
- Oldřich Šuleř (1924–2015), romanopisec, autor románových kronik z Valašska a Jesenicka
- Richard Šusta (* 1956), spisovatel science fiction a fantasy
- Stanislav Šusta (* 1923), prozaik a autor literatury faktu
- Vladimír Šustr (1913–1987), autor dobrodružných románů pro mládež i pro dospělé
- Miloš Švácha (1921–2003), prozaik a publicista
- Pavel Švanda (* 1936), básník, prozaik a esejista
- Miloslav Švandrlík (1932–2009), autor humoristických próz
- Jitka Švandrlíková (* 1971), spisovatelka a básnířka
- Eva Švankmajerová (1940–2005), surrealistická básnířka a výtvarnice
- Jiří Švejda (* 1949), autor společenských próz
- Milan Švihálek (1944–2025), dramaturg, scenárista, žurnalista, moderátor, redaktor a spisovatel

## T

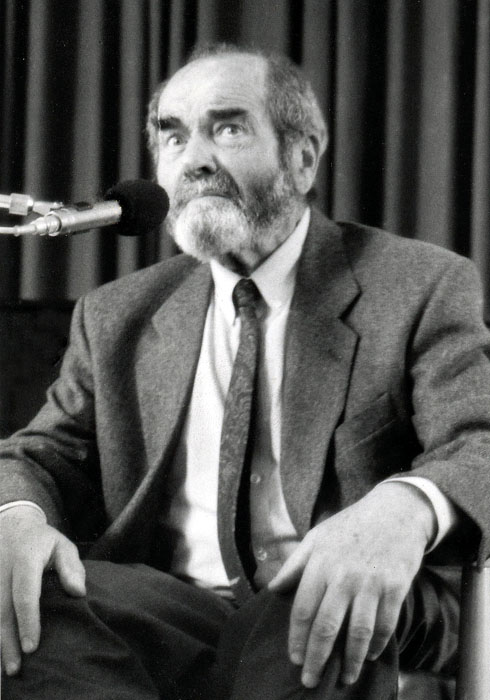
Pavel Tigrid

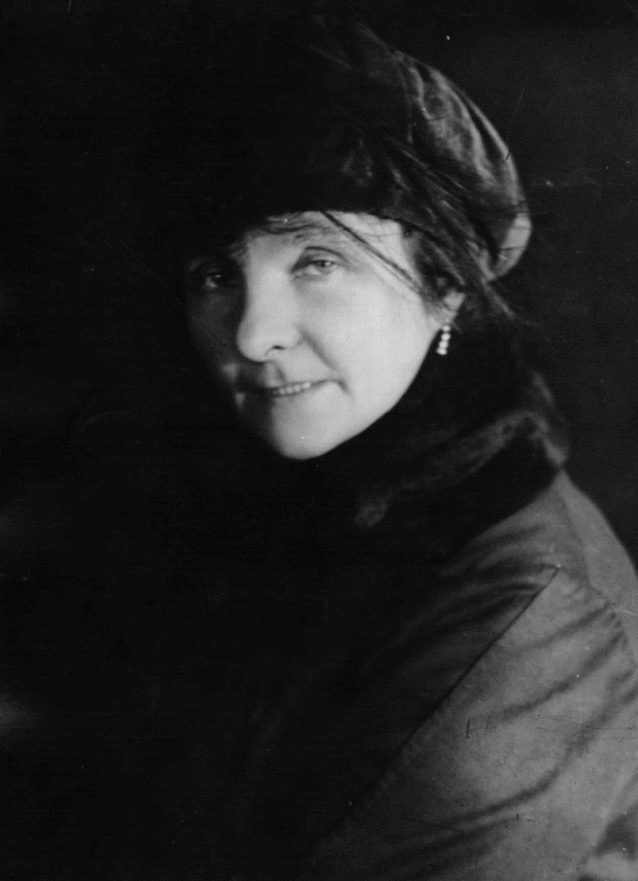
Anna Maria Tilschová

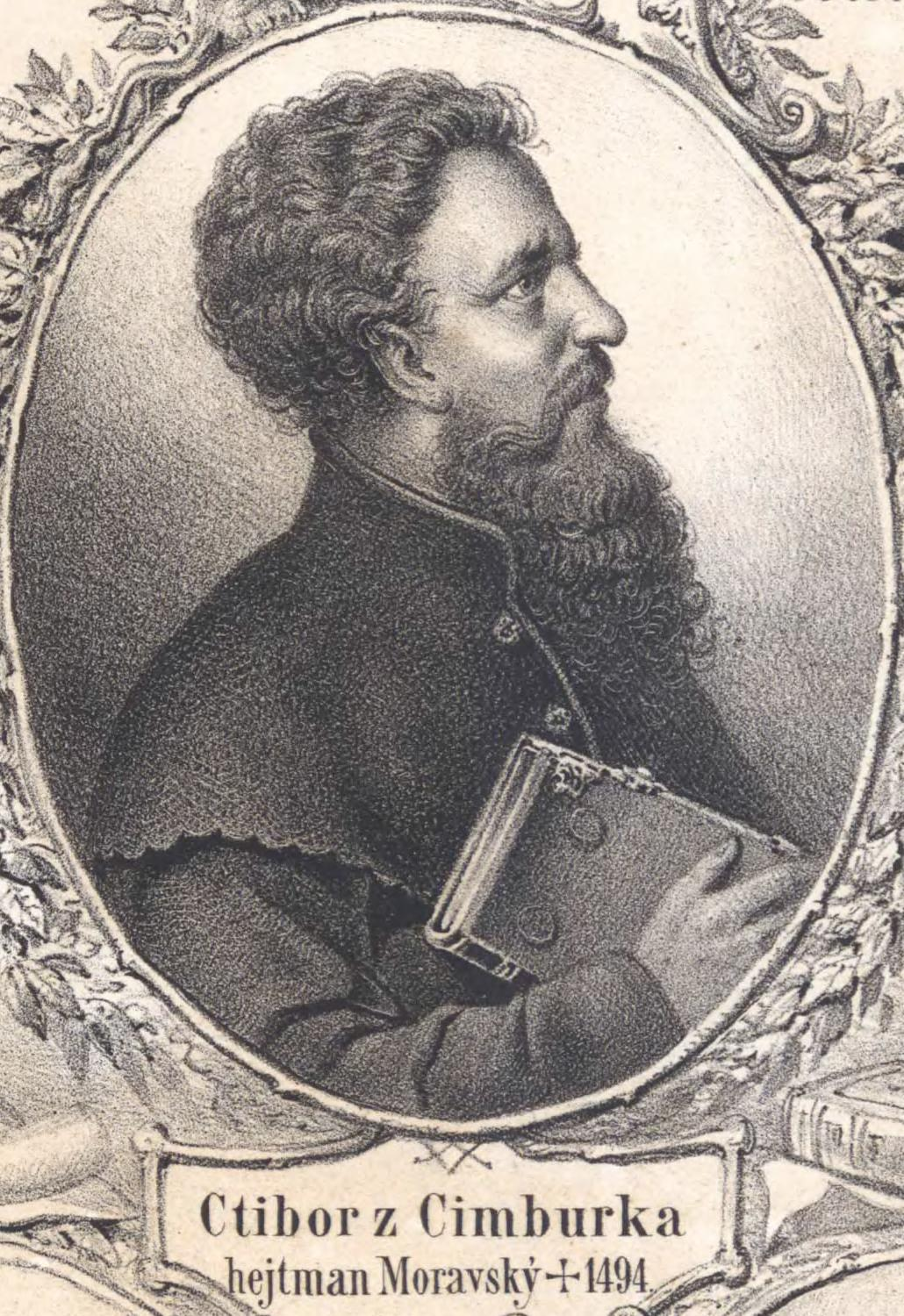
Ctibor Tovačovský z Cimburka

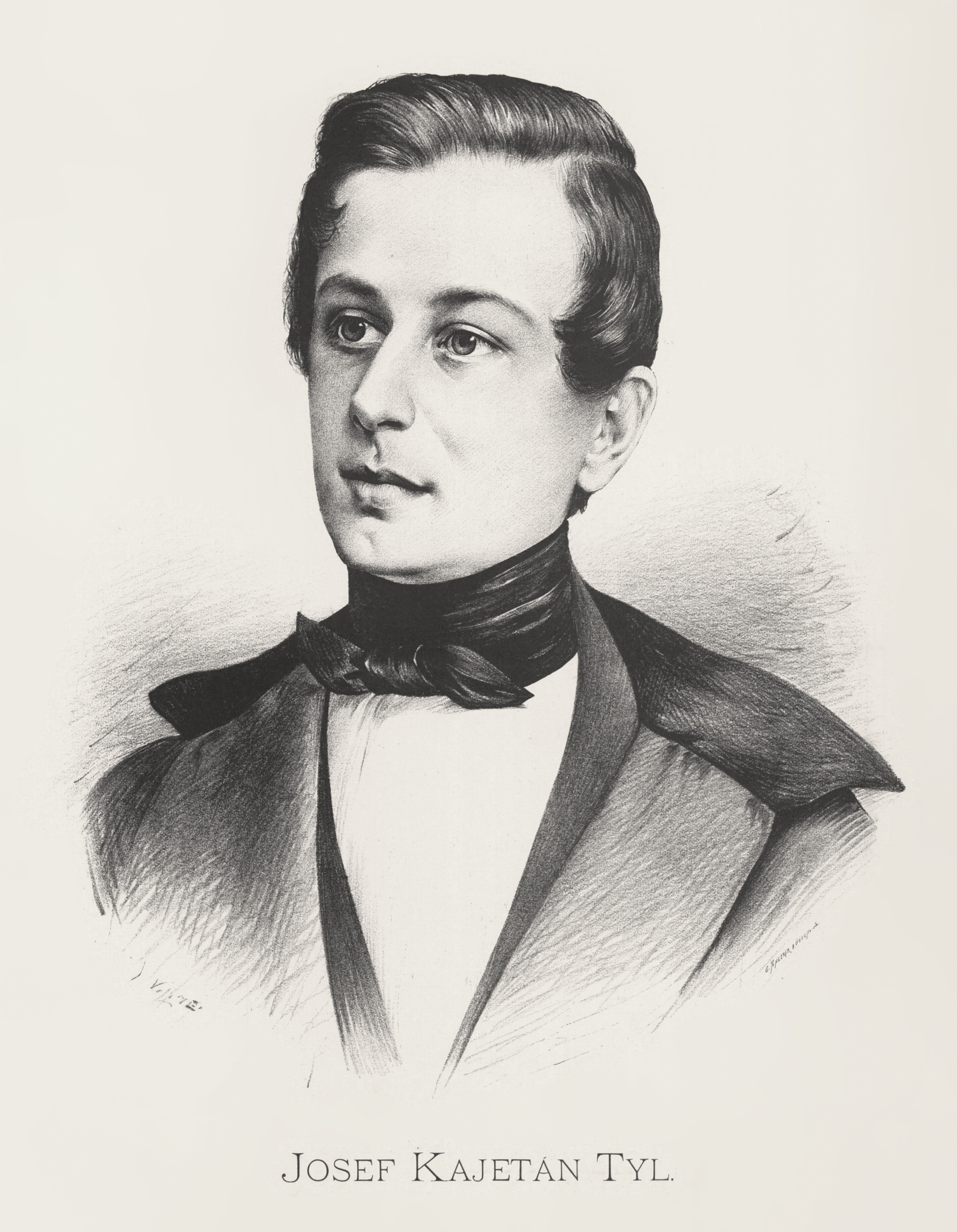
Josef Kajetán Tyl

- František Táborský (1858–1940), básník sympatizující s realismem, překladatel, výtvarný historik a kritik
- Jiří Taufer (1911–1986), autor politicky angažované poezie a překladatel
- Jan Tanner (1623–1694), jezuita a spisovatel, bratr Matěje Tannera
- Matěj Tanner (1630–1692), jezuita a spisovatel, bratr Jana Tannera
- Alfred Technik (1913-1986), prozaik a publicista
- Karel Teige (1900–1951), teoretik a organizátor meziválečné avantgardy, výtvarný a literární kritik, publicista a překladatel, knižní grafik
- Lenka Teremová (známá též jako Lenka Blažejová) (* 1963), psycholožka, popularizátorka otevřeného přístupu k BDSM
- Ludmila Tesařová (1857–1936), učitelka a spisovatelka knih pro děti
- Jan Těsnohlídek (* 1987), spisovatel, básník, vydavatel a redaktor
- Rudolf Těsnohlídek (1882–1928), autor meditativní lyriky, prozaik a publicista
- Frank Tetauer [vlastním jménem František Tetauer] (1903–1954), autor veseloher, literární kritik a překladatel
- Felix Téver [vlastním jménem Anna Lauermannová-Mikschová] (1852–1932), autorka románů, drobných próz a dramat
- Karel Ignác Thám (1763–1816), autor jazykovědných spisů a překladatel
- Václav Thám (1765–1816?), obrozenecký básník, dramatik, novinář, kulturní organizátor a herec
- Otakar Theer (1880–1917), básník a dramatik
- Vladimír Thiele (1921–1997), básník a prozaik
- Josef Thomayer (1853–1927), autor povídek a črt, zejména přírodních a povahopisných, významný lékař
- Pavel Tigrid [vlastním jménem Pavel Schönfeld] (1917–2003), politický a kulturní publicista, esejista
- Zdeňka Tichá (1927–1984), literární historička a editorka (se zaměřením na období renesance a baroka)
- Václav Tille (1867–1937), literární historik, překladatel a literární kritik, pod pseudonymem Václav Říha autor pohádek
- Anna Maria Tilschová (1873–1957), prozaička zaměřující se na zobrazení měšťanského světa, autorka prvních velkých sociální románů
- Josef Toman (1899–1977), romanopisec – autor žánrově mnohostranného díla
- Karel Toman [vlastním jménem Antonín Bernášek] (1877–1946), básník
- Vlastislav Toman (1929–2022), novinář, spisovatel dobrodružných knih a scenárista komiksů
- Jan Tománek (* 1978), režisér a spisovatel
- Eduard Tomáš (1920–2001), mystik a jogín
- Míla Tomášová (1920–2001), česká mystička a spisovatelka
- Jaromír Tomeček (1906–1997), romanopisec se zaměřením na přírodu
- František Jan Tomsa (1753–1814), lingvista, lexikograf a překladatel
- Jáchym Topol (* 1962), básník a prozaik
- Josef Topol (* 1935), dramatik, básník a překladatel
- Petr Totek (* 1975), autor sci-fi a fantasy
- Pavel Toufar (* 1948), spisovatel, novinář, propagátor kosmonautiky
- Eva Toulová (* 1990), režisérka, scenáristka, spisovatelka a malířka
- Ctibor Tovačovský z Cimburka (1437 či 1438 – 1494), právník, státník, literární obhájce utrakvismu
- Jan Trefulka (1929–2012), prozaik a publicista
- Emil Tréval (vlastním jménem Václav Walter) (1859–1929), autor naturalistických próz, dramatik
- Václav Vilém Trnobranský (1819–1883), obrozenecký básník a spisovatel
- Bogdan Trojak (* 1975), básník
- J. M. Troska (vlastním jménem Jan Matzal) (1881–1961), autor sci-fi románů
- Pavel Trtílek (* 1977), dramatik, spisovatel
- Jan Truneček (1933–2011), stavař, pedagog a spisovatel
- Jiří Třanovský (latinsky Georgius Tranoscius) (1592–1637), spisovatel, hudební skladatel, básník a evangelický kazatel.
- Budislav Třemšínský (vlastním jménem Gustav Bach) (1841–1883), publicista, vlastenecký básník a překladatel.
- Vlastimil Třešňák (* 1950), písničkář, prozaik a malíř
- Michael Třeštík (* 1947), prozaik a vydavatel
- Kateřina Tučková (* 1980), spisovatelka a historička umění
- Karel Tůma (1843–1917), žurnalista, autor životopisných a historických pojednání, autor politických písní, humorista
- František Turinský (1797–1852), preromantický básník a dramatik
- Eva Tvrdá (* 1963), spisovatelka
- Alois Tvrdek (1870–1943),středoškolský profesor, překladatel a spisovatel
- Josef Kajetán Tyl (1808–1856), dramatik, prozaik a kritik
- Božena Tymichová (* 1945), spisovatelka pohádkových knížek, výtvarnice a divadelnice
- Jarmila Týnková (* 1967), zdravotní sestra, básnířka a spisovatelka
- Jaromír Typlt (* 1973), básník, esejista

## U

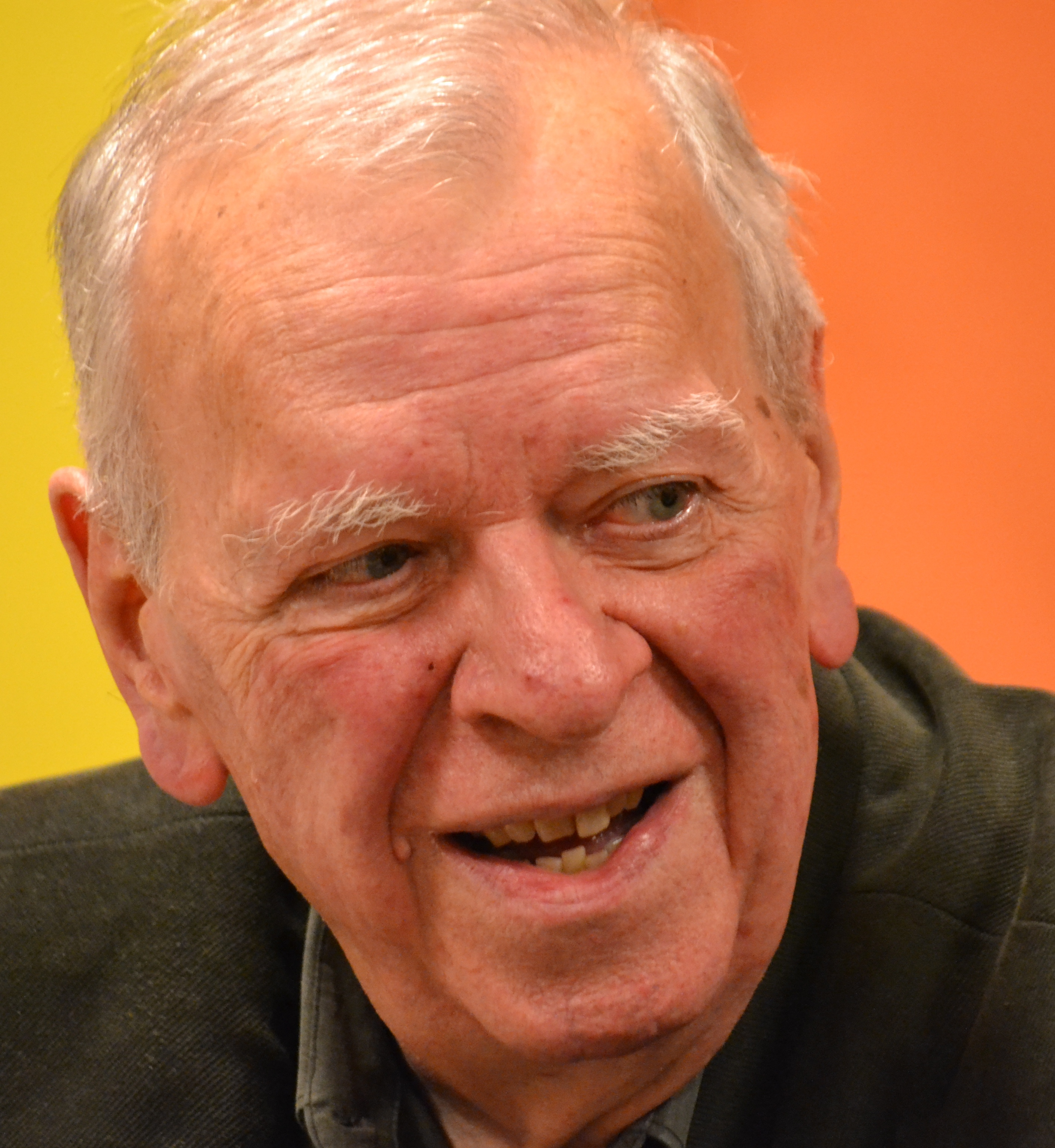
Milan Uhde

- H. Uden [vlastním jménem Jaroslav Hruška] (1847–1930), lékař, spisovatel a politik
- Milan Uhde (* 1936), prozaik, publicista, esejista, dramatik a básník
- Josef Uher (1880–1908), autor próz o společenských vyděděncích
- Ota Ulč (* 1930), spisovatel
- Miloslav Uličný (* 1942), romanista, vysokoškolský pedagog, básník a překladatel
- Miloš Urban (* 1967), romanopisec a překladatel
- Marta Urbanová (* 1939), prozaička, povídkářka
- Zdeněk Urbánek (1917–2008), prozaik, překladatel, kritik a esejista
- Jarmila Urbánková (1911–2000), lyrická básnířka a překladatelka
- Johannes Urzidil (1896–1970), pražský, německy píšící spisovatel, básník, esejista a historik umění.

## V

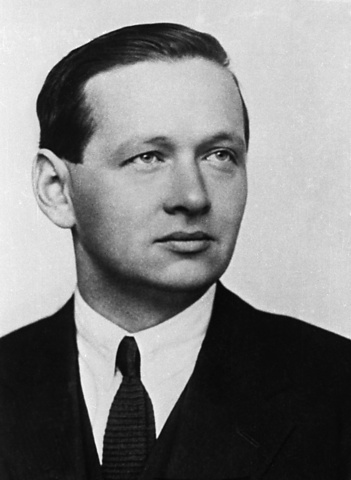
Bedřich Václavek

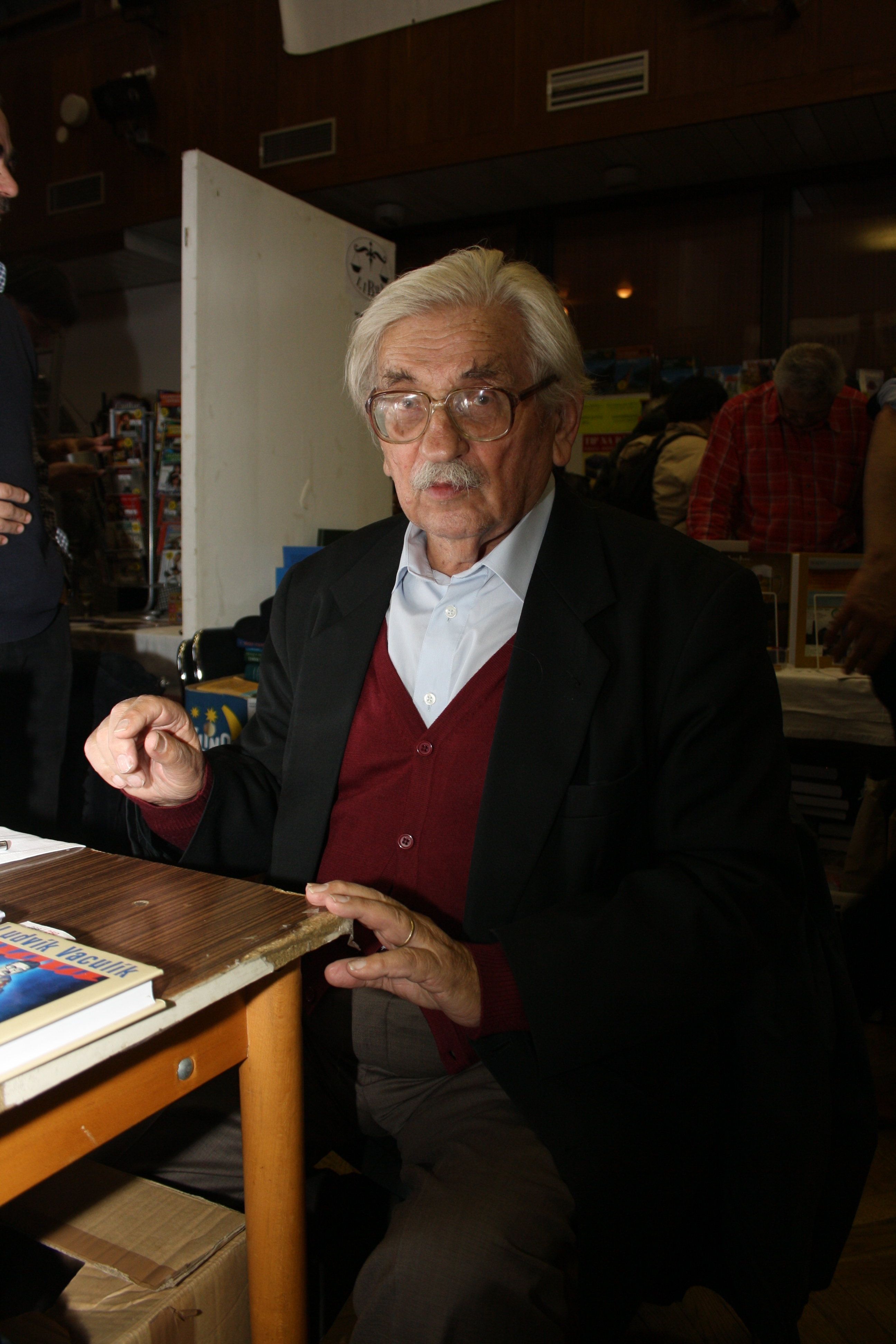
Ludvík Vaculík

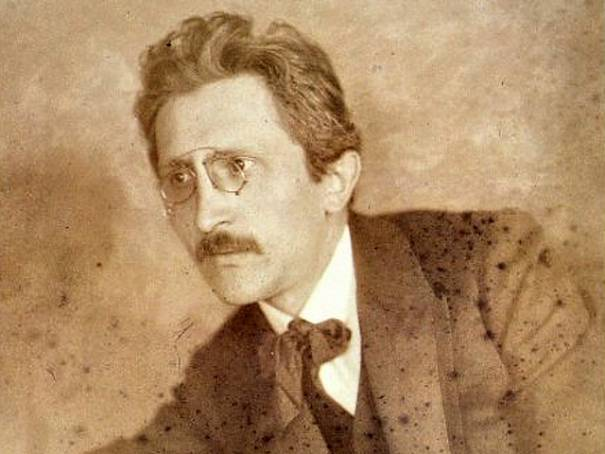
Josef Váchal

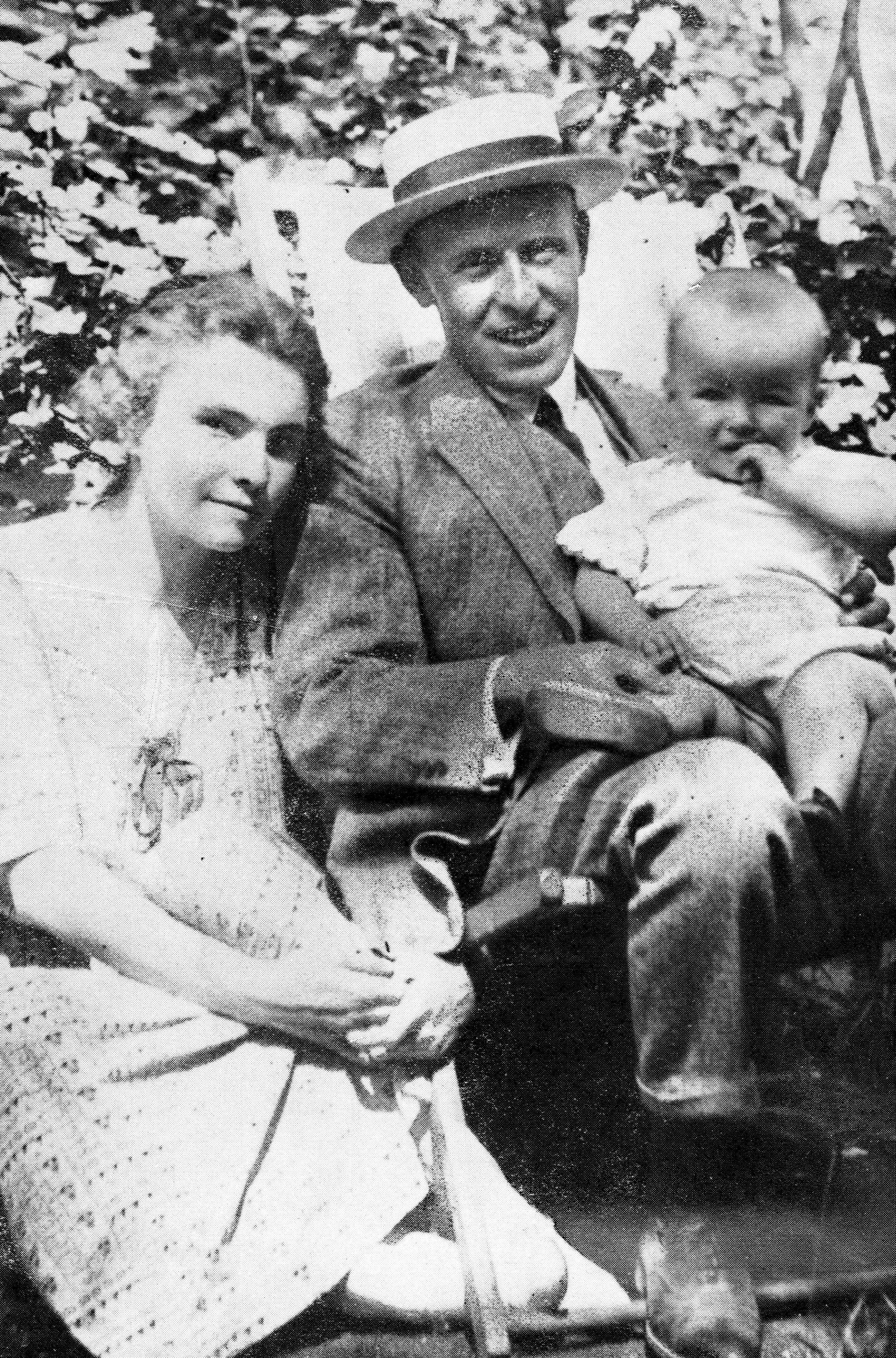
Vladislav Vančura

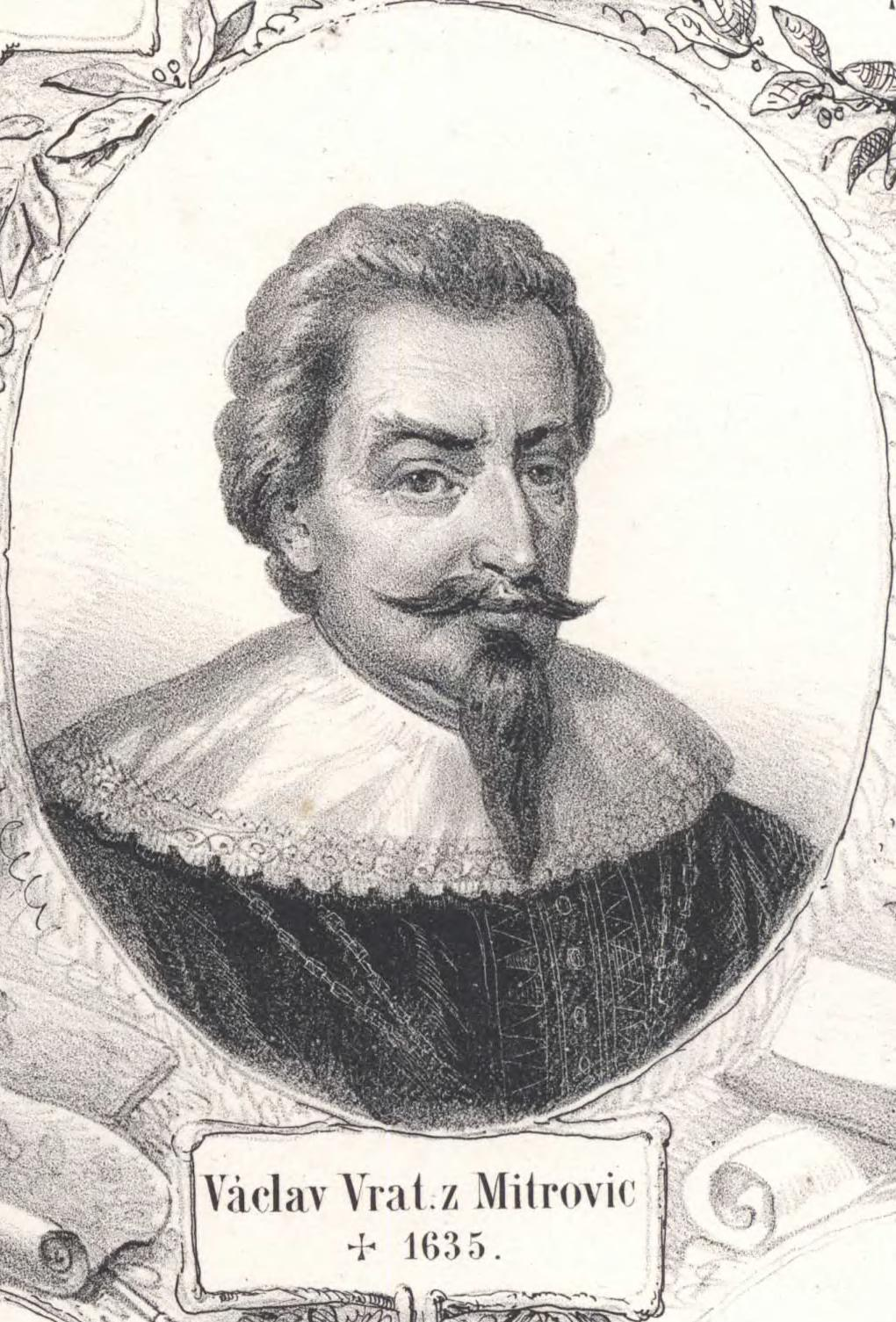
Václav Vratislav z Mitrovic

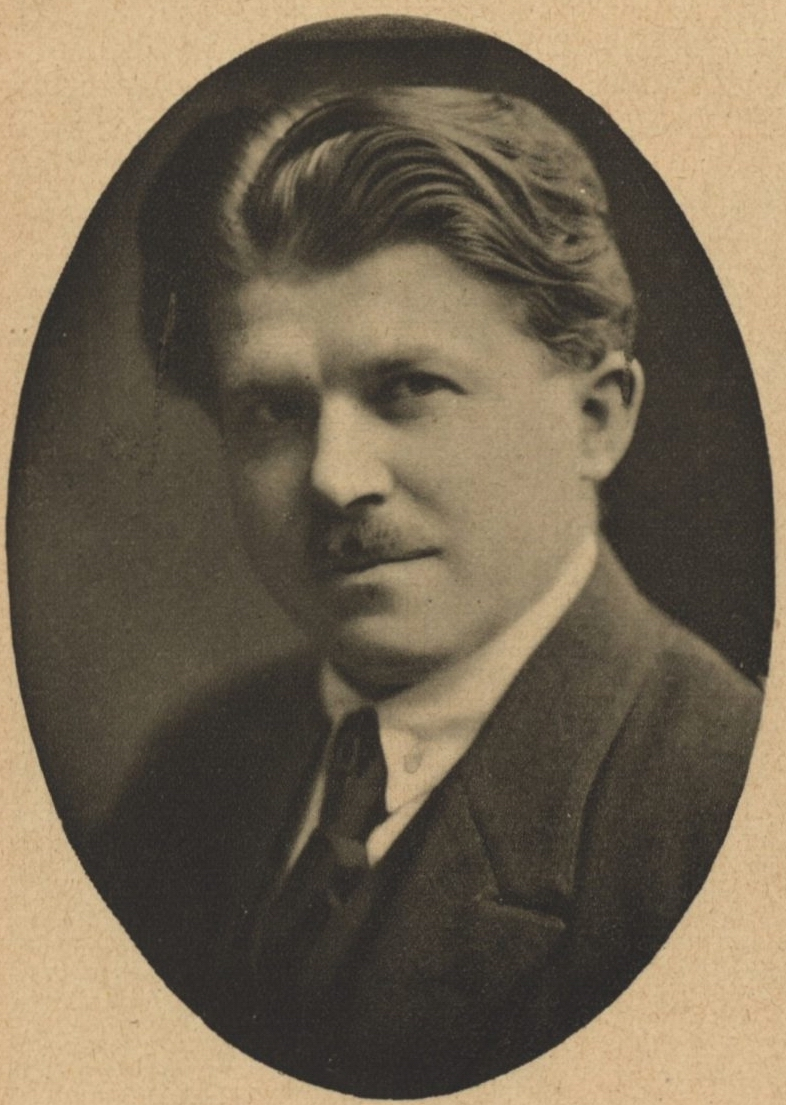
Jan Vrba

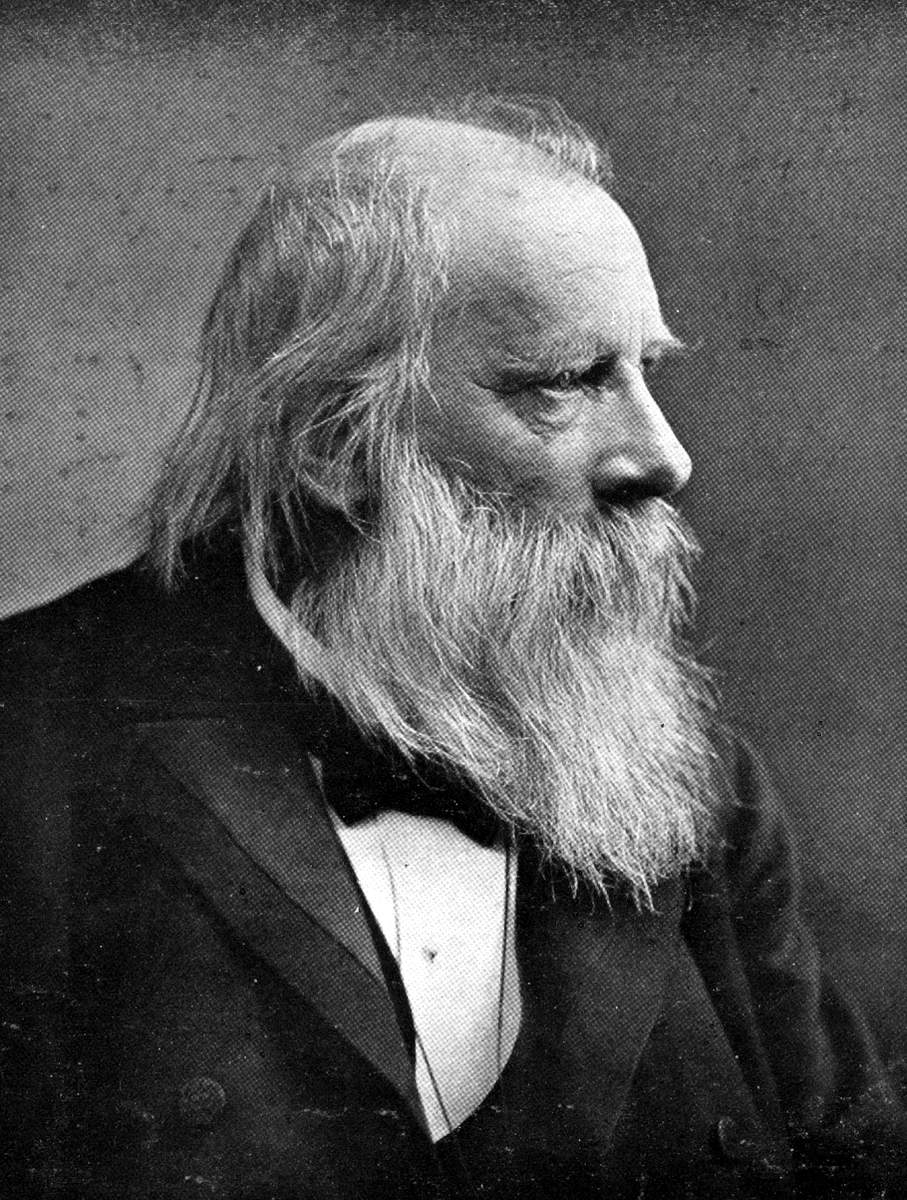
Jaroslav Vrchlický

- František Jaroslav Vacek Kamenický (1806–1869), autor ohlasové poezie a překladatel
- Václav Lucemburský (někdy zvaný Český) (1337–1383), středověký autor milostné lyriky
- Bedřich Václavek (1897–1943), marxistický estetik, literární teoretik, historik a kritik, člen Devětsilu
- Ludvík Vaculík (1926–2015), prozaik a fejetonista
- Madla Vaculíková (vlastním jménem Marie Vaculíková) (1925–2020), manželka Ludvíka Vaculíka, vydavatelka korespondence s Jiřím Kolářem
- Ivo Vaculín (* 1931), redaktor, žurnalista, překladatel a spisovatel
- Jan Váchal (1960), český spisovatel a dramatik
- Josef Váchal (1884–1969), autor groteskních a parodických próz, výtvarník, ilustrátor a typograf
- Emil Vachek (1889–1964), romanopisec, humorista, autor detektivek a novinář
- Edvard Valenta (1901–1978), novinář, autor cestopisných próz a románů
- Jiří Valja (1914–1967), prozaik, novinář a překladatel
- Veronika Válková (* 1970), pedagožka, spisovatelka fantasy (pod pseudonymem Adam Andres), literatury pro děti a učebnic dějepisu
- Marie Valtrová (* 1949), divadelní historička a publicistka
- Jan Váňa (1847–1915), filolog, středoškolský profesor, překladatel a satirický básník
- Vladislav Vančura (1891–1942), autor jazykově experimentujících, poetických próz, dramatik a filmový scenárista
- Arnošt Vaněček (1900–1983), prozaik, autor literatury pro děti a mládež, překladatel
- Bohuslav Vaněk-Úvalský (* 1970), spisovatel, fotograf, textař, scenárista, novinář
- František Bernard Vaněk (1872–1943), prozaik a homiletik
- Karel Vaněk (1887–1933), novinář, prozaik a humorista
- Karel Vaněk (1900– asi 1960), malíř, básník a právník, člen skupiny Devětsil
- René Vaněk (* 1983), autor fantaskních a sci-fi knih
- Leo Vaniš (* 1979), autor psychologického románu, ilustrátor a výtvarný umělec
- Ludmila Vaňková (vlastním jménem Paukertová) (* 1927), autorka historických románů
- Otmar Vaňorný (1860–1947), překladatel z klasických jazyků
- Josef Vašica (1884–1968), teolog, filolog, biblista, literární historik, pedagog, publicista a překladatel
- František Jan Vavák (1741–1816), písmák, vlastenecký kronikář i autor veršů, představitel první generace obrozenců
- Jaroslav Raimund Vávra (1902–1990), autor sociálně orientovaných románů, cestopisů a reportáží
- Zdeněk Vavřík (1906–1964), básník, prozaik, divadelní a rozhlasový dramatik, překladatel a autor knih pro mládež
- Fan Vavřincová (vlastním jménem Věra Němotová) (1917–2012), autorka ženských románů a detektivek
- Vavřinec z Březové (kolem 1370 – asi 1437), nejvýznamnější kronikář, básník a publicista husitské epochy
- Jaroslav Veis (* 1946), autor sci-fi povídek a publicista
- Čestmír Vejdělek (1925–2011), publicista a prozaik, autor fantastických románů
- Jaroslav Vejvoda (vlastním jménem Jaroslav Marek) (* 1940), autor próz s exilovou tematikou a filmový scenárista
- Václav Vejsada (1921–1984), spisovatel píšící pro mládež pod pseudonymem Václav Habr
- Jaroslav Velinský (1932–2012), prozaik, autor detektivních, fantastických a historických románů, dobrodružných románů a sci-fi povídek; pod přezdívkou Kapitán Kid vystupuje jako písničkář s vlastní písňovou tvorbou
- Fráňa Velkoborský (1900–1958), básník, dramatik a prozaik, autor knih pro mládež
- Pavel Verner (1947–2009), novinář, spisovatel a dramatik
- Zdeněk Veselovský (1928–2006), zoolog a etolog, mimo odborných prací autor populárně naučných knih
- Adolf Veselý (1886–1961), redaktor, spisovatel, básník a překladatel
- Alžběta Johana Vestonie (známá též jako Johanna Westonia) (1582–1612), latinsky píšící básnířka
- Daniel Vetter (1592–1669), bratrský tiskař, spisovatel a cestovatel
- Vhrsti (* 1975), spisovatel, ilustrátor, autor knih pro děti, kreslíř, tvůrce komiksů
- Michal Viewegh (* 1962), současný autor společenských románů a parodických próz
- Božena Viková-Kunětická (1862–1934), prozaička a dramatička s feministickou tendencí
- Karel Alois Vinařický (1803–1869), vlastenecký kněz, básník, spisovatel a překladatel.
- Melchior Vischer [vlastním jménem Emil Walter Kurt Fischer] (1895–1975), německý spisovatel a režisér, původem z Teplic
- Miluše Vítečková (* 1975), autorka sbírek básní věnovaných dětem předškolního a mladšího školního věku
- Jan Vladislav [vlastním jménem Ladislav Bambásek] (1923–2009), reflexivní básník, esejista a překladatel
- Bartoš Vlček (1897–1926), lyrický básník, překladatel a kulturní publicista
- Jaroslav Vlček (1860–1930), literární historik a kritik, zakladatel novodobé české i slovenské literární historie
- Václav Vlček (1839–1908), prozaik, dramatik a novinář, představitel tzv. ideálního realismu
- Jindřich Vodák (1867–1940), divadelní a literární kritik
- Felix Vodička (1909–1974), literární historik a teoretik
- Timotheus Vodička (1910–1967), filozof, katolický spisovatel, redaktor a překladatel
- Jan Vodňanský (* 1941), písničkář, textař a básník, autor poezie pro děti
- Ivo Vodseďálek (1931–2017), básník a  výtvarník
- Josef Vohryzek (1926–1998), redaktor, literární kritik, prozaik a překladatel, signatář a mluvčí Charty 77
- Josef Vojvodík (* 1964), teoretik literatury a výtvarného umění
- Václav Vokolek (* 1947), prozaik a básník, autor vizuální poezie a autorských knih, malíř
- Vladimír Vokolek (1913–1988), meditativní básník, prozaik a esejista
- Josef Volák (* 1942), prozaik, autor knih pro mládež
- Vilma Volková [známá též jako tetička Volková] (1903–1999), spisovatelka a národopisná pracovnice
- Jiří Volný (1676–1745), písmák, ovčák, básník a šafář, pravděpodobně syn Lukáše Volného
- Lukáš Volný (1645–?), ovčák a lidový básník, pravděpodobně otec Jiřího Volného
- Zdeněk Volný (* 1946), spisovatel (především sci-fi) a překladatel
- Jaroslava Vondráčková (1894–1986), textilní výtvarnice a spisovatelka
- Vlastimil Vondruška (* 1955), autor historických románů s detektivní zápletkou
- Květoslava Vonešová (* 1935), pěvkyně, herečka, básnířka, autorka knih pro děti a teoretických publikací o zpěvu
- Marie Voříšková (1907–1987), spisovatelka a dramatička, autorka literatury pro děti a mládež
- Mirko Vosátka (1911–2004), spisovatel, přírodovědec, skaut a vychovatel
- Jiří Voskovec [vlastním jménem Jiří Wachsmann] (1905–1981), avantgardní dramatik a básník, divadelní a filmový herec a režisér
- Alena Vostrá (1938–1992), dramatička a prozaička groteskního a psychologického realismu
- Jaroslav Vostrý (* 1931), dramatik, režisér a divadelní teoretik
- Marie Votrubová-Haunerová (1878–1957), básnířka, dramatička a překladatelka.
- Jan Vrak (* 1967), vlastním jménem Tomáš Koudela prozaik a básník
- Václav Vratislav z Mitrovic (1576–1635), autor cestopisu o cestě do Cařihradu
- Karel Vrátný (1819-1873?), hudební skladatel a spisovatel žijící ve Španělsku.
- Jan Vrba (1889–1961), autor próz s přírodní tematikou, venkovských a historických románů, básník
- Františka Vrbenská (* 1952), spisovatelka sci-fi a fantasy a publicistka
- Alena Vrbová (1919–2004), básnířka a autorka románů
- Hana Vrbová (1929–1995), spisovatelka, redaktorka a překladatelka
- Bedřich Vrbský (1890–1966), herec, režisér a dramatik
- Eva Vrchlická [vlastním jménem Eva Frídová] (1888–1969), prozaička a dramatička, osvojená dcera Jaroslava Vrchlického
- Jaroslav Vrchlický [vlastním jménem Emil Frída] (1853–1912), básník, dramatik a překladatel
- Jiří Vybíhal (* 1967), spisovatel literatury faktu
- Radko Vyhlíd (* 1923), autor detektivních příběhů
- Oldřich Vyhlídal (1921–1989), básník a překladatel
- Zdeněk Vyhlídal (* 1934), autor literatury faktu a literatury pro děti a mládež i pro dospělé
- Pavel Julius Vychodil (1862–1938), literární kritik a historik, filozof a překladatel
- Albert Vyskočil (1890–1966), literární historik, kritik a editor, překladatel
- Ivan Vyskočil (* 1929), experimentální dramatik, prozaik a herec

## W

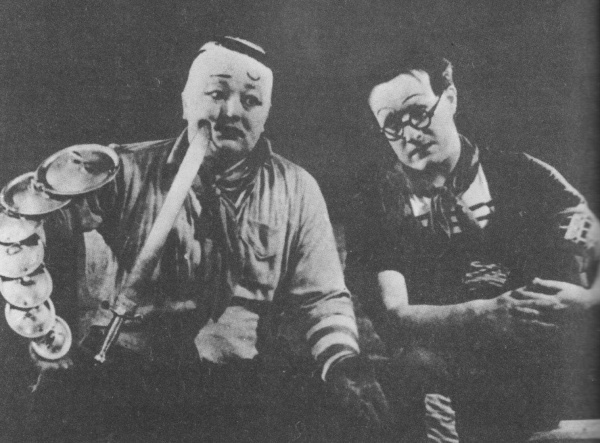
Jan Werich a Jiří Voskovec

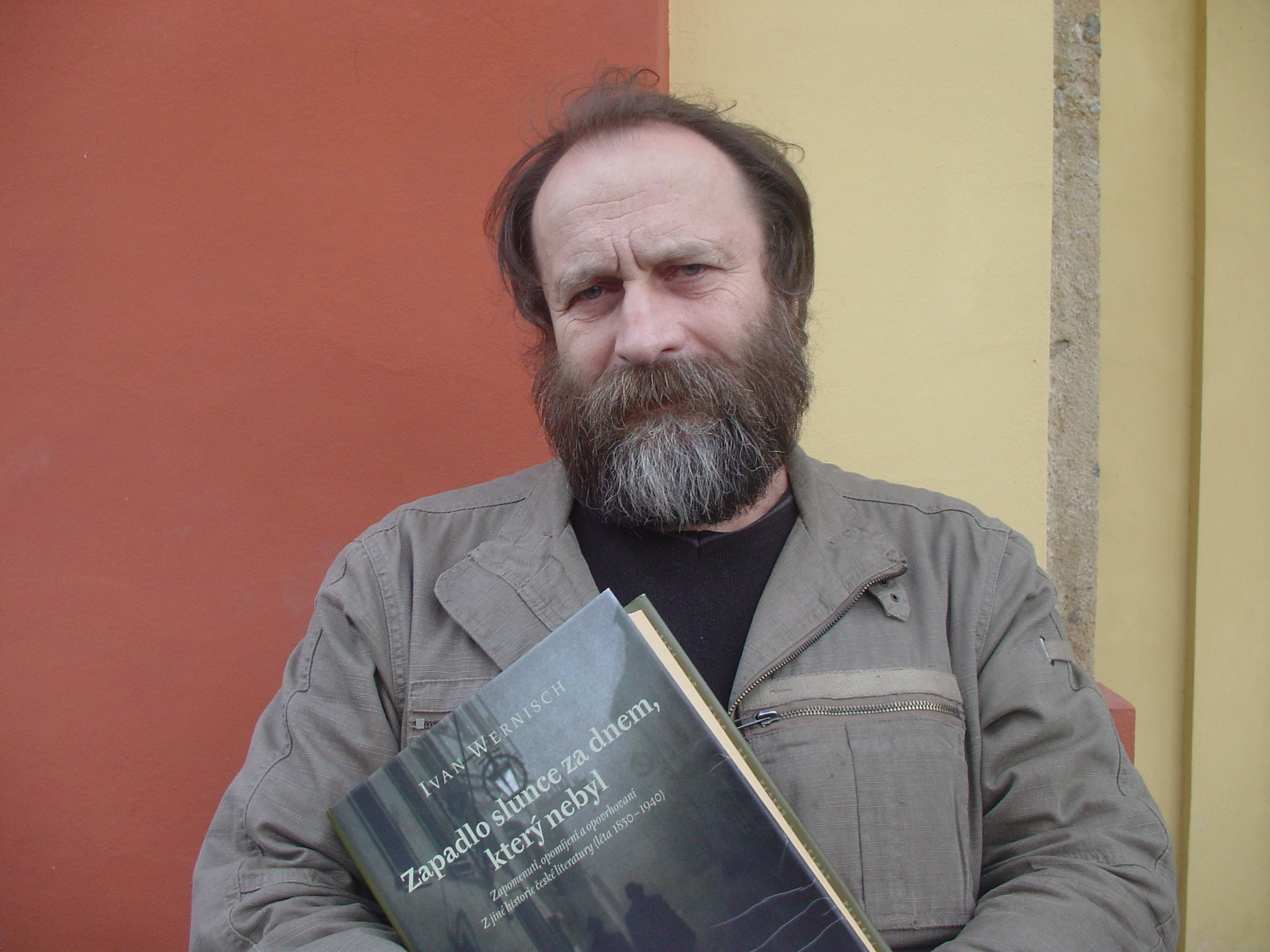
Ivan Wernisch

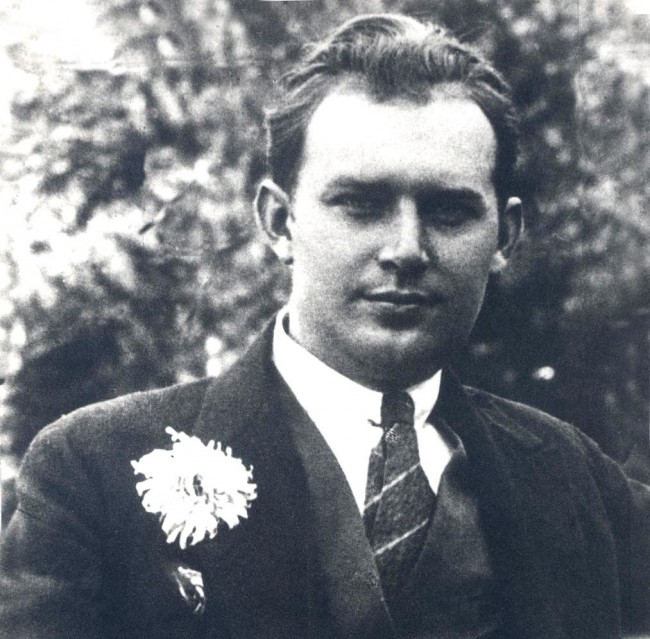
Jiří Wolker

- Alena Wagnerová (* 1936), česko-německá spisovatelka a publicistka
- Magdalena Wagnerová (* 1960), spisovatelka a redaktorka
- Konrád Waldhauser (asi 1326–1369), kazatel, spisovatel a církevní reformátor
- Tomáš Walliant (* 1977), spisovatel
- Olga Walló (* 1948), dabingová režisérka, psycholožka, překladatelka a spisovatelka
- Zdena Walterová (známá pod pseudonymem Viola) (1877–1961), spisovatelka, manželka Emila Trévala
- Vladimír Watzke (nejčastější pseudonym Vláďa Zíka) (1900–1971), spisovatel zejména dívčích a humoristických románků
- Pavel Weigel (1942–2015), spisovatel a překladatel
- Jiří Weil (1900–1959), romanopisec a překladatel
- Richard Weiner (1884–1937), básník a prozaik, publicista
- Karel Weinfurter (1867–1942), autor duchovní a okultní literatury, překladatel, redaktor, vydavatel a zakladatel mystické školy
- Franz Carl Weiskopf (1900–1955), pražský především německy píšící spisovatel, novinář a překladatel
- Jan Weiss (1892–1972), prozaik
- René Wellek (1903–1995), literární historik a teoretik, kritik
- Šimon Wels (1853–1922), prozaik
- Vítězslav Welsch (1961–2023), spisovatel detektivních románů a povídek a literatury pro děti a mládež.
- Josef Wenzig (1807–1876), českoněmecký spisovatel a libretista (Libuše)
- Franz Werfel (1890–1945), pražský německy píšící lyrik, prozaik a dramatik
- Jan Werich (1905–1980), avantgardní dramatik, prozaik a scenárista
- Ivan Wernisch (* 1942), básník a překladatel
- Zikmund Winter (1846–1912), historik, autor historických próz
- Jana Witthedová (* 1948), novinářka a spisovatelka
- Hana Whitton (rozená Parkánová) (* 1950). překladatelka z angličtiny a spisovatelka
- Jiří Wolker (1900–1924), básník, prozaik, dramatik a teoretik proletářského umění
- Frank Wollman [vlastním jménem František Wollman] (1888–1969), dramatik, básník a literární vědec
- Gregor Wolný (1793–1871), římskokatolický kněz, rajhradský benediktin, historik a spisovatel

## Z

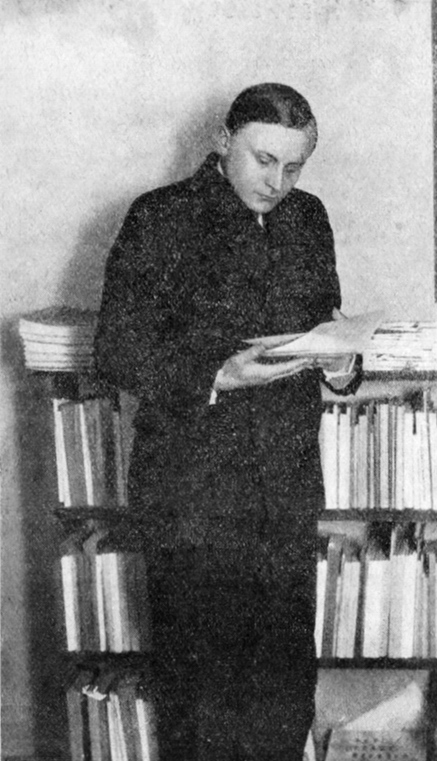
Vilém Závada

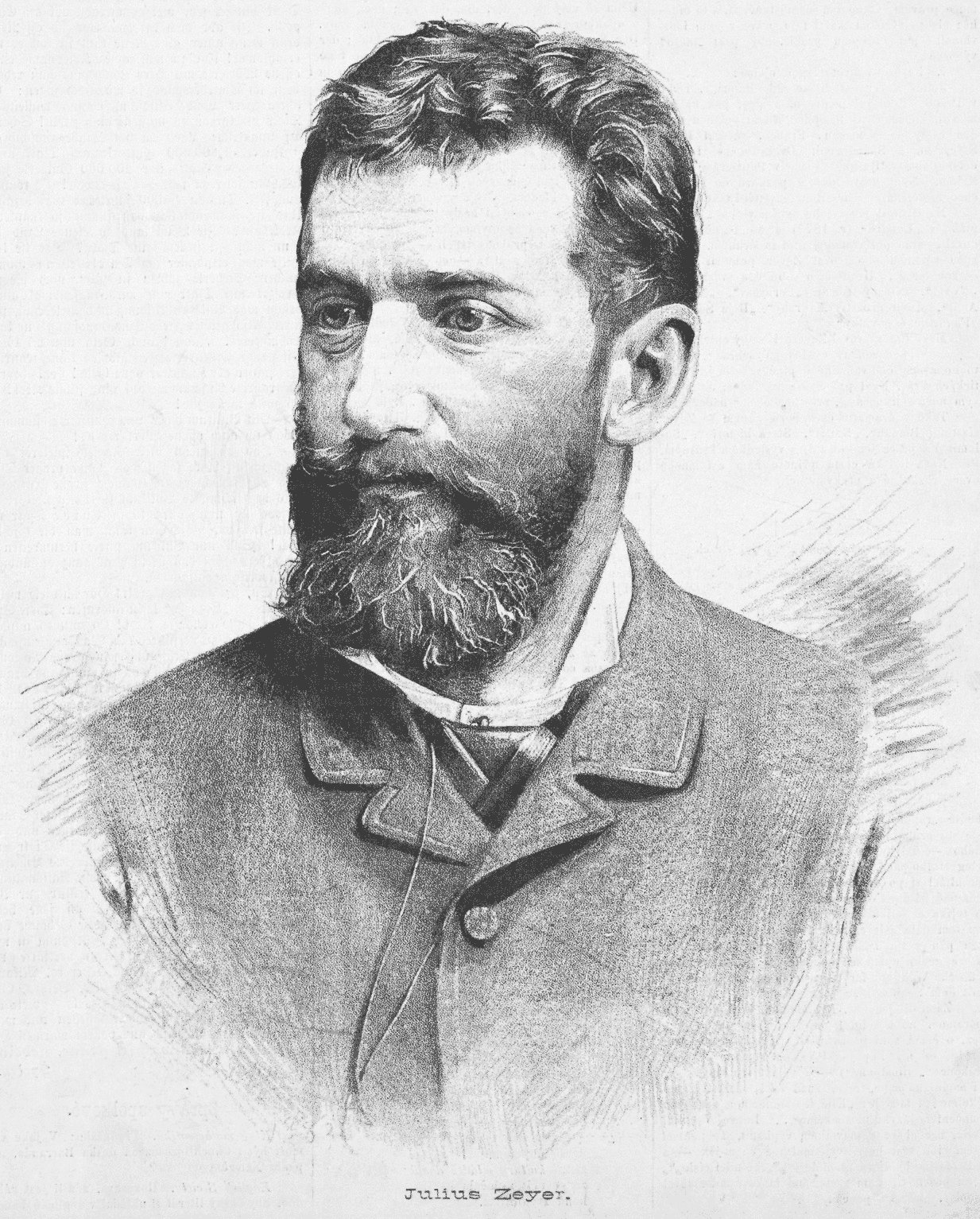
Julius Zeyer

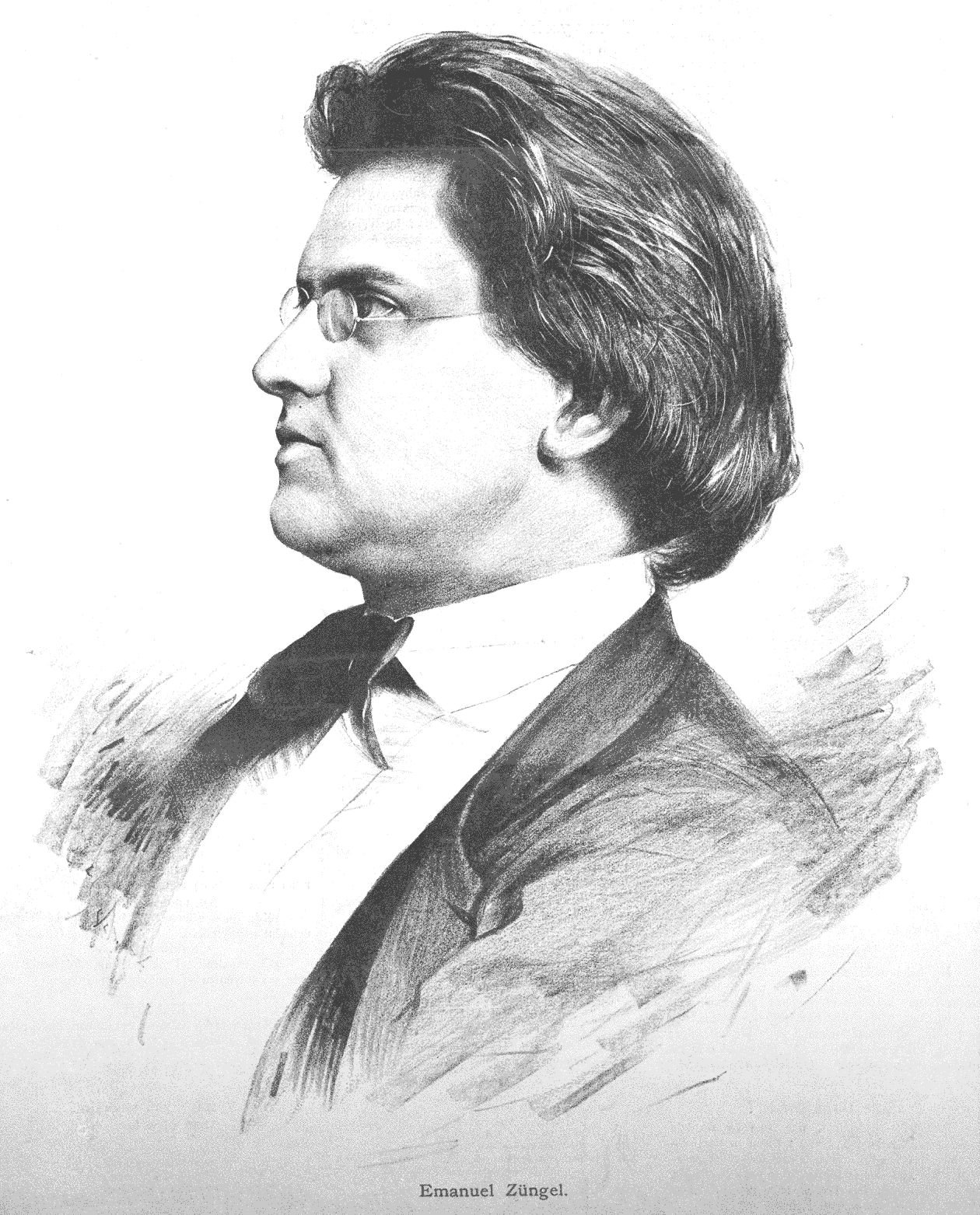
Emanuel František Züngel

- Jan Zábrana (1931–1984), básník, prozaik, editor a překladatel
- Alois Zábranský [vlastním jménem František Červínek] (1858–1921), autor humoresek a satir
- Pavel Zadražil (* 1961), básník a historik umění
- Zdeněk Záhoř (1881–1931), středoškolský profesor, literární historik a kritik, spisovatel a dramatik
- Marie Záhořová-Němcová (1885–1930), pedagožka, spisovatelka a publicistka, vnučka Boženy Němcové
- Jan Zahradníček (1905–1960), lyrik, překladatel a esejista, jeden z nejvýznamnějších katolických básníků, politický vězeň
- Pavel Zahradníček (* 1966), římskokatolický kněz, biblista, autor scénářů, publicista
- Bohumil Zahradník-Brodský (1862–1939), prozaik
- Pavel Zajíček (* 1951), básník a textař, člen hudební skupiny DG 307
- František Zákrejs (1839–1907), dramatik, prozaik a literární kritik
- Vojtěch Zamarovský (1919–2006), historik, spisovatel literatury faktu
- Jaroslav Zaorálek (1896–1947), překladatel, literární vědec (soupis Lidová rčení)
- Miloš Zapletal (1930–2025), autor dětské literatury, je považován za pokračovatele Jaroslava Foglara
- Karel Vladislav Zap (také Karl Zapp, vlastním jménem Karel František Zap) (1812–1871), učitel, muzejník, spisovatel, historik a publicista
- Zdeněk Zapletal (* 1951), prozaik a scenárista
- Antonín Zápotocký (1884–1957), komunistický prezident v letech 1953–1957, autor historicko-autobiografických próz
- Honorata Zapová (1825–1856), spisovatelka a překladatelka polského původu, manželka Karla Vladislava Zapa
- Tomáš Zářecký (* 1988), spisovatel, fejetonista a pedagog.
- Jaroslav Závada (1907-1964), středoškolský profesor, spisovatel a překladatel ze slovanských jazyků, mladší bratr Viléma Závady.
- Vilém Závada (1905–1982), lyrik a esejista, starší bratr Jaroslava Závady.
- Lucie Sára Závodná (* 1984), spisovatelka
- František Zavřel (1885–1947), dramatik, básník a prozaik
- Stanislav Zedníček (1914–2002), básník
- Julius Zeyer (1841–1901), básník, dramatik a prozaik
- Antonín Zhoř (1896–1965), spisovatel, ilustrátor a pedagog
- Čeněk Zíbrt [vlastním jménem Vincenc Jan Zíbrt] (1864–1932), profesor, kulturní historik, folklorista a etnograf
- Ladislav Zibura (* 1992), autor cestopisů
- Josef Liboslav Ziegler (1782–1846), filolog, překladatel, organizátor literárního života
- Otakar Zich (1879–1934), literární, divadelní a hudební teoretik, estetik, dramatik a hudební skladatel
- Miroslav Zikmund (1919–2021), cestovatel a autor cestopisů
- Antonín Josef Zíma (1763–1832), obrozenecký dramatik, buditel a knihtiskař
- Jan Václav Zimmermann (1788–1836), římskokatolický kněz, knihovník, autor náboženské literatury, cenzor
- Markéta Zinnerová (vlastním jménem Vydrová, provdaná Jílková) (* 1942), prozaička a scenáristka, autorka dětské literatury
- Karel Zlín (vlastním jménem Karel Machálek) (* 1937), básník a prozaik, výtvarník, fotograf, ilustrátor
- Tomáš Zmeškal (* 1966), prozaik
- Jindřich Zogata (* 1941), básník
- Anna Zonová (* 1962), prozaička
- Emanuel František Züngel (1840–1894), básník, dramatik, libretista a překladatel
- Josef Zvěřina (1913–1990), filozof, teologický publicista, společenský kritik
- Jaroslav Zýka (1922–2010), profesor analytické chemie a spisovatel sci-fi

## Ž

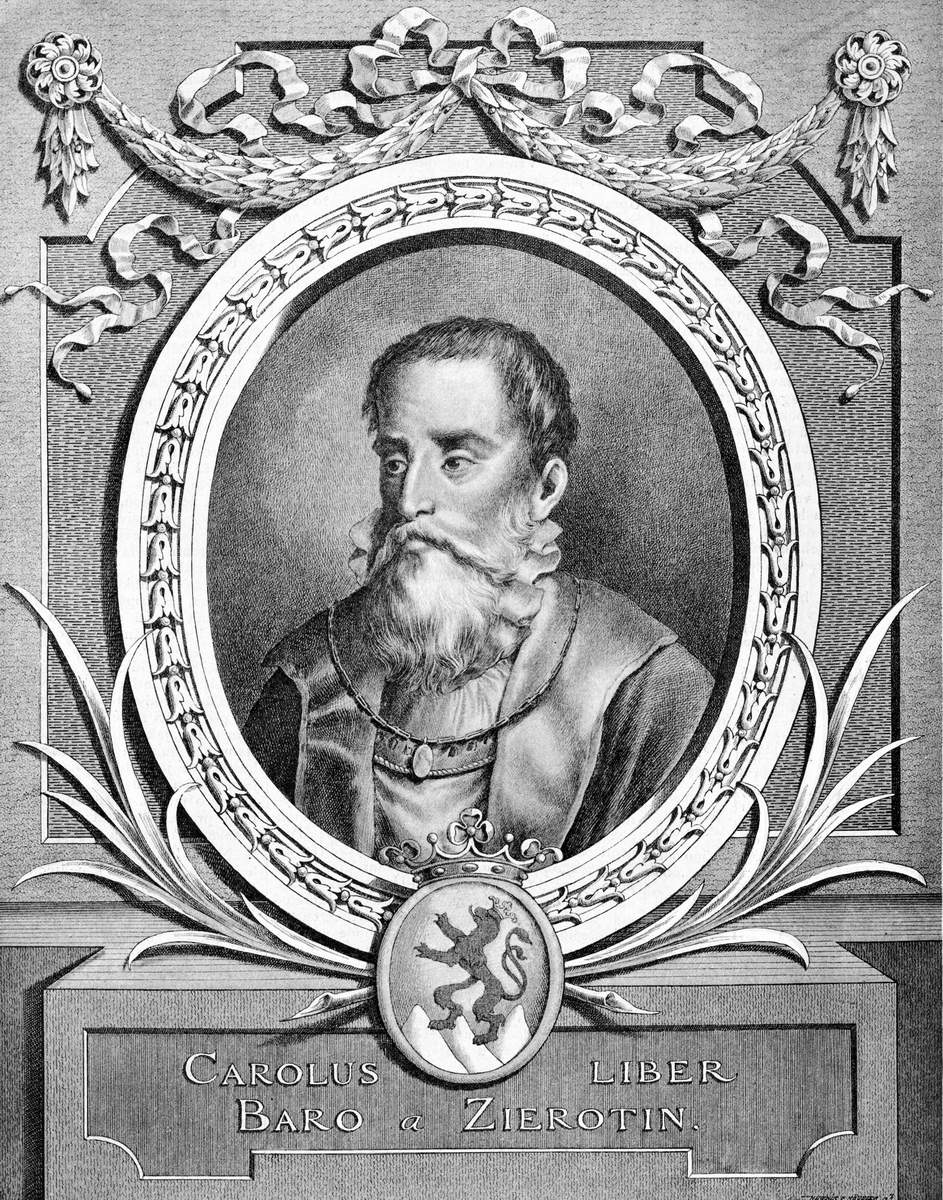
Karel starší ze Žerotína

- Jan Žáček (1932–2008), prozaik – autor historických románů, dramatik a scenárista
- Jiří Žáček (* 1945), básník a překladatel, autor dětské poezie a učebnic
- Jaroslav Žák (1906–1960), autor humoristických a satirických próz
- Miroslav Žamboch (* 1972), prozaik – autor science fiction
- Hana Žantovská (1921–2004), překladatelka a spisovatelka
- Jan ze Žatce (známý též jako Johannes von Saaz či J. von Tepl) (asi 1350 – asi 1414), německy píšící středověký myslitel
- Václav Žďárský (1951–2020), farář československé církve husitské, básník, spisovatel a písničkář
- Karel Želenský (1865–1935), dramatik, herec, režisér, autor memoárových knih
- Ivo Železný (* 1950), nakladatel a překladatel
- Jan Želivský († 1422), radikální husitský kazatel
- Karel starší ze Žerotína (1564–1636), autor politické apologie a soukromých zápisků
- Bohumil Ždichynec (* 1942), lékař, vědecký pracovník, spisovatel a básník
- Petr Žitavský (před 1270 – asi 1339), latinsky píšící kronikář (Zbraslavská kronika)
- Franta Župan [vlastním jménem František Procházka] (1858–1929), prozaik a humorista